# باشگاه فوتبال استقلال تهران در رقابت‌های آسیایی
باشگاه فوتبال استقلال تهران در رقابت‌های آسیایی به عملکرد باشگاه استقلال در رقابت‌های آسیایی می‌پردازد. استقلال تهران یک باشگاه فوتبال حرفه‌ای ایرانی است که در ۴ مهر ۱۳۲۴ در شهر تهران بنیان نهاده شده‌است. بازیکنان تیم استقلال در بهار ۱۹۷۰ و در نخستین حضور خود در رقابت‌های جام باشگاه‌های آسیا در حالی که میزبانی مسابقات را نیز بر عهده داشتند توانستند به مقام قهرمانی مسابقات باشگاهی قهرمانی آسیا ۱۹۷۰  برسند. به این ترتیب برای نخستین بار یک تیم ایران قهرمان یک جام بین‌المللی رسمی شد. تیم استقلال ۲۱ سال بعد، در سومین حضور خود در این مسابقات و در جام باشگاه‌های آسیا ۹۱−۱۹۹۰ توانست برای دومین بار در این رقابت‌ها، عنوان قهرمانی خود را تکرار کند.
در مجموع و تا پایان مسابقات لیگ نخبگان آسیا ۲۵–۲۰۲۴ استقلال ۲۳ مرتبه در رقابت‌های آسیایی حاضر شده است که از این میان، سه مرتبه در رقابت‌های جام برندگان جام آسیا حاضر شده و ۲۰ حضور دیگر آن در رقابت‌های لیگ نخبگان آسیا بوده است. استقلال با دو عنوان قهرمانی، دو نایب قهرمانی و دو عنوان سومی در بالاترین سطح مسابقات باشگاهی آسیا، موفق‌ترین نماینده ایران در تاریخ مسابقات باشگاهی قاره آسیا و چهارمین تیم پرافتخار این مسابقات است. آبی‌پوشان تهرانی همچنین با هفت بار حضور در مرحلهٔ نیمه‌نهایی رقابت‌های جام باشگاه‌های آسیا، در میان تیم‌های ایرانی رکورددار حضور در جمع چهار تیم پایانی این مسابقات هستند. استقلال همچنین نخستین باشگاه ایرانی است که از مرز ۱۰۰ بازی در رقابت‌های آسیایی گذشته‌است.
منصور پورحیدری بازیکن‌ و مربی باشگاه استقلال، در هر دو قهرمانی این باشگاه در آسیا حضور داشته‌است. او در سال ۱۹۷۰ به عنوان مدافع در ترکیب تاج به میدان رفت و در هنگام قهرمانی دوم در فصل ۹۱−۱۹۹۰ نیز سرمربی تیم بود. پورحیدری با یک قهرمانی و یک مقام سومی به عنوان بازیکن و یک قهرمانی، یک نایب قهرمانی و یک عنوان سومی در دوران مربی‌گری، پرافتخارترین مرد استقلال در آوردگاه‌های آسیایی به شمار می‌آید. از میان بازیکنان استقلال، خسرو حیدری مدافع راست این تیم با ۵۶ حضور در مسابقه‌های آسیایی رکورددار است. فرهاد مجیدی، بازیکن پیشین استقلال، بهترین گلزن ایرانی در رقابت‌های آسیایی و تنها بازیکنی ایرانی است که تاکنون دو بار در آسیا هت تریک کرده‌است. غلامحسین مظلومی و صمد مرفاوی دیگر گلزنان استقلال در بازی‌های آسیایی نیز تاکنون دو بار موفق به کسب عنوان آقای گل در این رقابت‌ها شده‌اند.
ما باید در اینجا این موضوع را ینز بازگو کنیم که استقلال در خانه در ورزشگاه آزادی از رقیبان میزبانی می‌کند و از پرطرفدارترین تیم‌هایی آسیایی محسوب می‌شود. با نگاهی به آمار و ارقام می توان اینگونه گفت که تعدادی از بازی‌های این تیم در خانه در ورزشگاه پر از تماشاگر برگزار شده و بازی‌های خانگی این تیم معمولاً از پرتماشاگرترین بازی‌های فصل هستند. تعدادی از رکوردهای حضور تماشاگران در بازی‌های باشگاهی آسیایی در اختیار این تیم است، از جمله دیدار فینال جام باشگاه‌های آسیا ۱۹۹۹. استقلال در فصل‌های اخیر لیگ قهرمانان آسیا نیز بارها رکورد بیشترین تماشاگر در بازی‌های خانگی را به خود اختصاص داده است. استقلال در خارج از ایران و به ویژه کشورهای حاشیه خلیج فارس نیز طرفدار دارد.

## پیش‌زمینه

### نخستین حضورهای بین‌المللی تاج

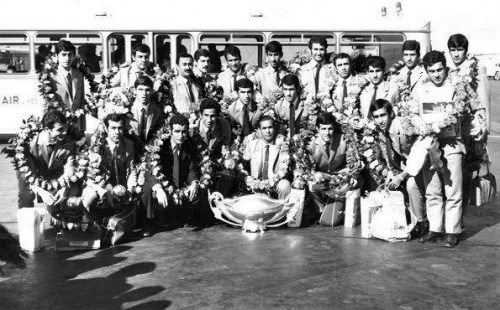
کاروان تیم تاج در فرودگاه مهرآباد پس از قهرمانی در جام میلز ۱۹۶۹. این قهرمانی نخستین قهرمانی یک تیم ایرانی در رقابت‌های بین‌المللی نیز بود.

پیشینهٔ نخستین سفر تیم فوتبال باشگاه استقلال برای انجام یک بازی بیرون از ایران، به سال ۱۹۵۰ بازمی‌گردد که تیم تاج برای انجام دو بازی دوستانه در تورنمنت استقلال افغانستان به این کشور سفر کرد. این نخستین سفر برون‌مرزی یک باشگاه ایرانی تا آن هنگام بود. تاج در آن سفر تیم ملی فوتبال افغانستان را با نتیجه ۳ بر ۲ شکست داد و بازی برابر تیم دانشگاه کابل را واگذار کرد. در این سال‌ها ورزش فوتبال در آسیا هنوز جایگاه درخوری نداشت. رقابت‌های قاره‌ای فوتبال در این دوران محدود به رقابت تیم‌های ملی کشورها در بازی‌های آسیایی و جام ملت‌های آسیا می‌شد و برگزاری مسابقات باشگاهی چنان‌که در قاره‌های اروپا و آمریکای جنوبی انجام می‌گرفت، در این قاره مورد توجه نبود؛ بنابراین از سال ۱۹۵۰ و به مدت ۱۹ سال، سفرهای برون‌مرزی تیم فوتبال باشگاه تاج به حضور در تورنمنت‌های چندجانبه یا شرکت در دیدارهای دوستانه با تیم‌های خارجی مربوط می‌شد. از جملهٔ این تورنمنت‌های منطقه‌ای مسابقات جام میلز هندوستان بود که تیم تاج سه دوره در فاصلهٔ سال‌های ۱۹۶۹ تا ۱۹۷۱ در آن به قهرمانی رسید.

### برگزاری مسابقات باشگاهی در آسیا
از میانه‌های دهه ۱۹۶۰ میلادی کنفدراسیون فوتبال آسیا به فکر برگزاری مسابقات باشگاهی مشابه مسابقات باشگاهی قهرمانی یوفا، جام باشگاه‌های اروپا، افتاد. در جلسه کمیته اجرایی کنفدراسیون فوتبال آسیا در یک سپتامبر ۱۹۶۲ در جاکارتا، مقرر شد که این مسابقات با الگوبرداری از مسابقات اروپایی و بین تیم‌های قهرمان اعضا برگزار شود. نخستین دورهٔ مسابقات قهرمانی باشگاه‌های آسیا در سال ۱۹۶۷ برگزار شد. ایران در دورهٔ نخست مسابقات نماینده‌ای نداشت، در سال ۱۹۶۸ مسابقات قهرمانی باشگاه‌های آسیا برگزار نشد و از دورهٔ دوم که در سال ۱۹۶۹ و به فاصله دو سال از دورهٔ اول در بانکوک برگزار شد، نمایندگان ایران پای در این مسابقات گذاشتند. در سال ۱۹۷۲ قرار بود دورهٔ پنجم مسابقات قهرمانی باشگاه‌های آسیا با حضور پرسپولیس ایران، رنجرز هنگ کنگ، مکابی اسرائیل، القادسیه کویت و هومنتمن لبنان برگزار شود که با انصراف نمایندگان لبنان و کویت به دلیل حضور نمایندهٔ اسرائیل و انصراف تیم هنگ کنگی به دلایل مالی مسابقات برگزار نشد. پس از آن و به مدت چهارده سال به دلیل ملاحظات سیاسی کشورها و همچنین عدم گسترش فوتبال حرفه‌ای در آسیا، برگزاری مسابقات قهرمانی باشگاه‌های آسیا متوقف شد. جام باشگاه‌های آسیا در سال ۱۹۸۵ میلادی دوباره در دستور کار ای‌اف‌سی قرار گرفت و دورهٔ پنجم مسابقات پس از چهارده سال وقفه در این سال برگزار شد. آن سال‌ها در ایران به دلیل درگیر بودن کشور در جنگ لیگ سراسری فوتبال برگزار نمی‌شد و ایران نیز در چند دوره نخست نماینده‌ای نفرستاد. در دو دوره نیز تیم‌های قهرمان جام حذفی به مسابقات فرستاده شدند که هیچ‌یک موفقیتی کسب نکردند. از فصل ۰۳−۲۰۰۲ مسابقات جام باشگاه‌های آسیا با نام لیگ قهرمانان آسیا برگزار شد. برگزارکنندگان بازی‌ها دو تورنمنت جام باشگاه‌های آسیا و جام برندگان جام آسیا را در هم آمیختند و مسابقات را به شکل نوینی برگزار کردند. در سال‌های نخست تنها تیم‌های قهرمان لیگ سراسری و جام حذفی هر کشور جواز حضور در مسابقات را به دست می‌آوردند اما از فصل‌های بعد کشورهای صاحب فوتبال آسیا توانستند افزون بر قهرمانان لیگ و جام حذفی، دو تیم دوم و سوم لیگ خود را نیز راهی مسابقات کنند.
از فصل ۹۱–۱۹۹۰ میلادی کنفدراسیون فوتبال آسیا یک جام قاره‌ای با نام جام برندگان جام آسیا مختص تیم‌های برنده جام حذفی کشورهای آسیایی برگزار کرد. این جام به مدت دوازده فصل برگزار شد و آخرین دوره آن در فصل ۰۲–۲۰۰۱ برگزار شد و پس از آن برگزاری این مسابقات از سوی کنفدراسیون فوتبال آسیا کنار گذاشته شد و قهرمانان جام‌های حذفی کشورهای آسیایی در مسابقات لیگ قهرمانان آسیا حاضر شدند.

## پیشینه

### قهرمانی در نخستین گام: ۷۱–۱۹۷۰
| حجازی پورحیدری لواسانی کارگرجم م. معینی حق‌وردیان ف. معینی قراب جباری مظلومی وفاخواه |
| ترکیب شروع‌کننده در فینال جام باشگاه‌های آسیا ۱۹۷۰.                                   |

نخستین حضور تاج در مسابقات باشگاهی قهرمانی آسیا در دورهٔ سوم ان بود که در آوریل ۱۹۷۰ به میزبانی ایران و در ورزشگاه امجدیه تهران برگزار شد. در آن هنگام علی دانایی‌فرد سرمربی کهنه‌کار باشگاه جای خود را بر روی نیمکت به زدراکو رایکوف سپرده بود که به تازگی از تیم‌های ملی فوتبال جوانان و بزرگ‌سالان ایران جدا شده بود. تیم تاج با دو پیروزی ۳−۰ در برابر نمایندگان لبنان (هومنتمن بیروت) و مالزی (سلانگور) به آسانی از گروه خود صعود کرد، در نیمه نهایی مدان اندونزی را از پیش رو برداشت و در بازی فینال به هاپوئل تل‌آویو قهرمان دورهٔ نخست مسابقات رسید. تیم‌های اسرائیلی در آن هنگام در قارهٔ آسیا بازی می‌کردند و تیم ملی اسرائیل نیز در همان سال به عنوان تنها نمایندهٔ آسیا و اقیانوسیه به جام جهانی ۱۹۷۰ مکزیک راه یافته بود. روز ۱۰ آوریل ۱۹۷۰ در ورزشگاه لبریز از تماشاگر امجدیه تهران نخستین فینال آسیایی تاج برگزار شد. هاپوئل در دقیقه ۶۹ بازی با گل ازکیل هازوم بازیکن ملی‌پوش خود از تاج پیش افتاد. بازی با همین گل رو به پایان بود؛ اما غلام وفاخواه در دقیقه ۸۳ کار را به تساوی و وقت اضافه کشاند. در دقیقه ۹۲ مسعود معینی مدافع پیش‌تاخته تاج گل برتری را وارد دروازهٔ هاپوئل کرد و بازی با همین نتیجه به پایان رسید. به این ترتیب تاج ایران به روند متوالی قهرمانی باشگاه‌های اسرائیل در آسیا پایان داد و جام را در خانه نگه داشت. این بازی به عنوان یکی از دیدارهای حماسی در تاریخ باشگاه استقلال ثبت شده‌است. در پایان بازی‌ها غلام‌حسین مظلومی نیز با ۵ گل زده آقای گل مسابقات شد.
تاج در دورهٔ بعدی مسابقات که در سال ۱۹۷۱ در بانکوک برگزار شد نیز نمایندهٔ ایران بود. در آن‌جا تیم تاج با تیم‌های ارتش کره جنوبی، العربی کویت و پراک فا مالزی هم‌گروه بود. آبی‌پوشان پس از صعود از گروه خود به عنوان تیم اول، بازی نیمه نهایی را در برابر الشرطه عراق با دو گل واگذار کردند و در رده‌بندی با شکست دادن دوبارهٔ نماینده کره جنوبی در جایگاه سوم قرار گرفتند.

### درخشش دوباره: ۹۱–۱۹۹۰
پس از پایان جنگ ایران و عراق در ۱۹۸۸ و در پی قهرمانی استقلال در نخستین لیگ سراسری فوتبال ایران در سال‌های پس از انقلاب (لیگ قدس)، آبی‌های پایتخت بعد از بیست سال جواز حضور در مسابقات آسیایی را به دست آوردند و در دهمین دورهٔ جام باشگاه‌های آسیا حاضر شدند. استقلال در گام نخست در اوت ۱۹۹۰ تیم السد قطر، قهرمان دو دوره پیشین را در دو بازی رفت و برگشت (۱–۱ در دوحه و ۱–۰ در تهران) با گل‌های صمد مرفاوی کنار زد. دور دوم بازی‌ها به دلیل حمله عراق به کویت و وقوع جنگ اول خلیج فارس بارها از سوی برگزارکنندگان مسابقات به تعویق افتاد و سرانجام در تابستان ۱۹۹۱ به میزبانی داکا پایتخت بنگلادش برگزار شد. استقلال با دو پیروزی برابر تیم‌های ۲۵ آوریل کره شمالی (۲–۱) و بانکوک بانک تایلند (۲–۰) و یک تساوی برابر تیم محمدان از کشور میزبان (۱–۱)، به عنوان تیم اول گروه خود بالا آمد. در نیمه‌نهایی پلیتاجایا اندونزی با دو گل عباس سرخاب و شاهرخ بیانی مغلوب استقلال شد.
| عابدزاده حسن‌زاده شاهین بیانی فنونی‌زاده موسوی‌نیا قلعه‌نویی شاهرخ بیانی ورمزیار نامجو مطلق مرفاوی سرخاب |
| ترکیب شروع‌کننده در فینال جام باشگاه‌های آسیا ۹۱–۱۹۹۰.                                                 |

روز ۲۹ ژوئیه ۱۹۹۱ استقلال در دیدار پایانی رویاروی لیائونینگ چین، مدافع عنوان قهرمانی قرار گرفت و با گل‌های رضا حسن‌زاده و صمد مرفاوی ۲–۱ به برتری رسید. به این ترتیب به فاصلهٔ ۲۱ سال پس از قهرمانی اول، دومین جام قهرمانی باشگاه‌های آسیا به موزهٔ جام‌ها و نشان‌های باشگاه افزوده شد. صمد مرفاوی در پایان این رقابت‌ها با ۶ گل عنوان آقای گل بازی‌ها را از آن خود کرد و مجید نامجو مطلق نیز به عنوان تکنیکی‌ترین بازیکن جام شناخته شد. گذشته از این عناوین، منصور پورحیدری که در سال ۱۹۷۰ به عنوان بازیکن قهرمان جام باشگاه‌های آسیا شده بود، توانست این افتخار را به عنوان سرمربی نیز تکرار کند.
استقلال با منصور پورحیدری در دورهٔ بعدی مسابقات نیز تا فینال پیش رفت. در فینال یازدهمین دورهٔ جام باشگاه‌های آسیا که در قطر برگزار شد، استقلال در دقیقه ۵۸ بازی با گل امیر هاشمی مقدم از الهلال عربستان پیش افتاد اما در دقیقه ۷۳ بازی به تساوی کشیده شد. سرنوشت این فینال در ضربه‌های پنالتی مشخص شد. صادق ورمزیار و مهدی فنونی‌زاده توپ‌های خود را گل کردند اما رضا حسن‌زاده، عباس سرخاب و صمد مرفاوی در پنالتی‌ها ناکام ماندند تا استقلال در گام آخر جام قهرمانی باشگاه‌های آسیا را واگذار کند.

### جام برندگان جام آسیا: ۹۷–۱۹۹۶
استقلال شش فصل بعد از آغاز به کار جام برندگان جام آسیا در هفتمین دوره آن در فصل ۹۷–۱۹۹۶ برای نخستین بار در این بازی‌ها حاضر شد. استقلال که بعد از وقفه‌ای ۴ ساله مجدداً در رقابت‌های آسیایی حاضر می‌شد موفق شد به جمع چهار تیم نهایی صعود کند اما در بازی نیمه‌نهایی در ضربات پنالتی مغلوب تیم الهلال عربستان شد و بازی رده‌بندی را نیز به اولسان هیوندای کره جنوبی واگذار کرد تا مقامی بهتر از چهارمی کسب نکند. این نخستین باری بود که استقلال در رقابت‌های آسیایی حاضر شد و در پایان در میان ۳ تیم برتر جایی نداشت. این عدم نتیجه‌گیری در مرحله نهایی در حالی به دست آمد که منصور پورحیدری، سرمربی استقلال تنها چند روز پیش از آغاز بازی‌ها جای خود را به ناصر حجازی داد و وی در مدت کمی که مربی استقلال بود نتوانست تیم را به خوبی برای حضور در مرحله نهایی آماده کند. 

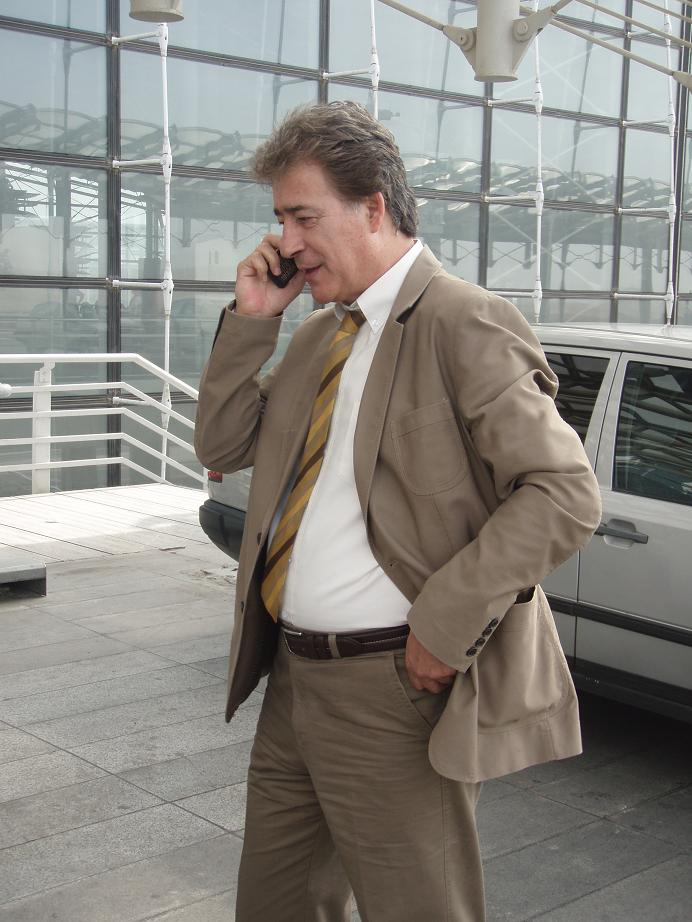
ناصر حجازی، آخرین مربی که توانست استقلال را به فینال جام باشگاه‌های آسیا هدایت کند.

### میزبانی‌ها: ۲۰۰۲–۱۹۹۹
استقلال در فصل ۹۹−۱۹۹۸ که بعد از ۷ فصل غیبت، در جام باشگاه‌های آسیا حاضر شده بود، میزبانی مرحله نهایی‌اش را نیز بر عهده داشت و توانست با هدایت ناصر حجازی پس از هشت سال تا فینال آسیا پیش‌روی کند. آن‌ها در این فصل ابتدا در دور دوم مقدماتی مسابقات نیروی هوایی عراق را در مجموع دو بازی رفت و برگشت ۳ بر ۱ از پیش رو برداشتند. مرحله یک‌چهارم نهایی مسابقات به صورت گروهی و در امارات برگزار شد. استقلال در برابر الهلال عربستان و العین امارات کار دشواری نداشت اما بر خلاف انتظار بازی را به تیم ناشناختهٔ کوپتداق ترکمنستان واگذار کرد. استقلال در بازی اول برابر الهلال با دو گل فرهاد مجیدی و سیروس دین‌محمدی در نیمهٔ نخست پیش افتاد و با وجود اخراج رضا حسن‌زاده در دقیقهٔ ۴۵، توانست با ده نفر تیم الهلال را شکست دهد. بازی دوم برابر العین نیز با تک گل علی‌رضا اکبرپور که با ضربه سر و از روی یک ضربهٔ کرنر به دست آمد به سود استقلال پایان یافت تا استقلال پیش از بازی آخر صعود خود را قطعی کند. ناصر حجازی در بازی تشریفاتی برابر کوپتداق به شش بازیکن خود استراحت داد. این دیدار با یک گل به سود نمایندهٔ ترکمنستان پایان پذیرفت. دور نهایی مسابقات در آوریل ۱۹۹۹ به میزبانی استقلال در تهران برگزار شد. روز ۲۸ آوریل استقلال در نیمه نهایی به دیدار دالیان چین رفت. در این دیدار ابتدا استقلال با دو گل دقایق ۴۴ و ۵۶ محمود فکری و علی موسوی پیش افتاد اما دالیان از دقیقه ۶۰ تا ۷۵ با به ثمر رساندن سه گل، به بازی بازگشت. پس از آن ناصر حجازی دست به تعویض زد و علی‌رضا اکبرپور را به میدان فرستاد. همین بازیکن در دقیقهٔ ۸۷ استقلال را از شکست رهانید و بازی به وقت اضافه رفت. سرانجام با گل طلایی دقیقهٔ ۱۰۷ علی موسوی داور به نشانهٔ پایان بازی در سوت خود دمید و استقلال راهی فینال شد.
دو روز بعد استقلال در حضور ۱۲۱ هزار هوادار خود پای به دیدار پایانی گذاشت: جمعه ۳۰ آوریل ۱۹۹۹، چهارمین فینال آسیایی تاریخ باشگاه. پیش از این بازی حاشیه‌هایی در اردوی تیم به وجود آمده بود و ناصر حجازی به همین دلیل محمدعلی یحیوی را جایگزین پرویز برومند در دروازهٔ تیم کرده بود. جوبیلو ایواتا در این بازی با دو گل مشابه در دقایق ۳۴ و ۴۵ از روی دو ارسال بلند و دو ضربهٔ سر، در میان ناباوری ۲−۰ جلو افتاد. استقلال در دقیقهٔ ۶۵ با شوت سیروس دین‌محمدی یکی از گل‌ها را پاسخ داد، اما درخشش تاماکی اوگامی دروازه‌بان جوبیلو ایواتا مانع از به ثمر رسیدن گل تساوی شد و بازی با نتیجهٔ ۲ بر ۱ به سود ژاپنی‌ها به پایان رسید. در روزهای بعد روزنامه‌ها به حاشیه‌هایی که در آستانهٔ فینال ایجاد شده بود پرداختند و افزون بر آن، برنامهٔ نقل و انتقالات باشگاه را نیز در این ناکامی تأثیرگذار دانستند. پیش از این بازی‌ها بازیکنانی چون علی‌رضا منصوریان، مهدی پاشازاده، سرژیک تیموریان، داریوش یزدانی و… از استقلال جدا شده بودند. این انتقال‌ها از نظر مالی برای باشگاه سودآور بود اما قدرت تیم را کاهش می‌داد.
فصل بعد و در سال ۱۹۹۹ استقلال به عنوان نماینده ایران در جام برندگان جام آسیا ۲۰۰۰–۱۹۹۹ شرکت کرد و در حضوری که کوتاه‌ترین حضور استقلال در آسیا بود در مرحله دوم، مرحله یک‌هشتم نهایی در دو بازی رفت و برگشت و در مجموع با نتیجه ۲–۱ مغلوب تیم الاتحاد عربستان شد و از صعود به مراحل بالاتر بازماند. این نتیجه در حالی به دست آمد که استقلال بازی رفت را ۱–۰ باخته بود و در بازی برگشت با گل دقیقه ۷۵ محمود فکری جلو افتاد اما گل دقیقه ۹۰ روبرتو دونادونی بازیکن ایتالیایی الاتحاد فرصتی برای بازگشت برای استقلال باقی نگذاشت تا استقلال در همان ابتدای کار حذف شود. این در حالی بود که استقلال در مرحله قبل هامنت‌من، نماینده لبنان را با دو پیروزی بزرگ ۷–۰ و ۰–۸ و در مجموع با نتیجه ۱۵–۰ از پیش روی برداشته بود.
فصل بعد استقلال در جام برندگان جام آسیا ۰۱–۲۰۰۰ شرکت کرد. این سومین و آخرین حضور استقلال در این جام نیز بود و استقلال به جمع ۴ تیم پایانی راه یافت اما هر دو بازی نیمه‌نهایی و رده‌بندی را واگذار کرد و باز هم به مقام چهارمی بسنده کرد. استقلال در راه حضور در مرحله نیمه‌نهایی به ترتیب تیم‌های الوحده امارات متحده عربی، السد قطر و قایرات قزاقستان را از پیش روی برداشت. در مرحله نیمه‌نهایی استقلال با نتیجه ۳–۲ مغلوب الاتحاد عربستان شد و دیدار رده‌بندی را نیز با نتیجه ۳–۱ به شیمیزو اس‌پالس نماینده ژاپن باخت تا برای دومین مرتبه در تاریخش به مقام چهارمی جام برندگان جام آسیا برسد.
همانگونه که در بلا نیز به آن اشاره شد در فصل ۰۲−۲۰۰۱ استقلال بار دیگر تا نزدیکی قهرمانی در جام باشگاه‌های آسیا پیش رفت. در این فصل آبی‌پوشان ابتدا در رقابتی نفس‌گیر الاتحاد عربستان را در دقایق آخر دیدار برگشت در تهران با گل علی‌رضا واحدی نیکبخت حذف کردند و به دور گروهی غرب آسیا رسیدند. این مرحله در کشور امارات برگزار شد و استقلال با دو پیروزی پر گل برابر الوحده (۵−۳) و الکویت (۳−۰) و یک تساوی برابر نسف قرشی ازبکستان (۱−۱) به عنوان سرگروه راهی دور پایانی مسابقات شد. در آوریل ۲۰۰۲ دور پایانی مسابقات به میزبانی استقلال در تهران برگزار شد. اما آنچه موجب بی‌ثمر شدن این میزبانی شد، باران سیل‌آسایی بود که پس از چند روز باریدن زمین ورزشگاه آزادی را در روز ۳ آوریل و هنگام برگزاری مسابقات نیمه نهایی غرق در آب کرد. استقلال و آنیانگ در بازی دوم این روز در باتلاق ورزشگاه آزادی و در شرایطی که حرکت توپ به سختی در زمین انجام می‌گرفت برابر هم قرار گرفتند. گل اول این دیدار را مارکو مارتینز در دقیقه ۵۵ برای آنیانگ به ثمر رساند که با گل دقیقه ۶۲ یدالله اکبری پاسخ داده شد. آنیانگ در دقیقه ۷۲ توسط آندره لوئیز دوس سانتوس به گل دوم رسید که این گل تا پایان مسابقه برتری آنیانگ را حفظ کرد. استقلال در نیمه نخست این مسابقه یک پنالتی را نیز توسط پنالتی‌زن مطمئن خود، محمد نوازی، از دست داده بود. آب‌گرفتگی زمین آزادی انتقادات فراوانی را به زیرساخت‌های فوتبال ایران وارد کرد. این انتقادات باعث شد تا این ورزشگاه از خرداد ۱۳۸۱ و پس از پایان لیگ، به مدت یک سال از چرخه برگزاری بازی‌های فوتبال در ایران خارج شد و مورد بازسازی قرار گرفت.

### لیگ قهرمانان آسیا: ۲۰۲۴–۲۰۰۲
پس از سال ها انتظار طرفداران این تیم محبوب و مردمی استقلال در نخستین حضور خود در لیگ قهرمانان آسیا در فصل ۰۳–۲۰۰۲ نتوانست از گروهش صعود کند. با توجه به سال ها غیبت در این بازی ها و عدم داشتن تجربه تیمی استقلال که در آن فصل عملکرد ضعیفی داشت در این مسابقات هم ضعیف ظاهر شد و با وجود پیروزی در نخستین بازی‌اش و برابر تیم السد دو بازی بعدی برابر تیم‌های الهلال و العین را واگذار کرد تا کسب رتبه سومی از صعود به مراحل بعدی بازماند. سپس و بعد از وقفه‌ای ۳ ساله استقلال جواز حضور در لیگ قهرمانان ۲۰۰۷ را کسب کرد اما به دلیل تأخیر در ارسال اسامی بازیکنان به ای‌اف‌سی که به دلیل عدم کیفیت مدیران در آن زمان و دخالت های بی مورد پیش کسوتانی که سمتی را در این تیم نداشتند از سوی کمیته برگزار کنندگان مسابقات کنار گذاشته شد تا یکی از بزرگ‌ترین اشتباهات مدیریتی تاریخ این باشگاه رقم بخورد. دو سال بعد و در لیگ قهرمانان ۲۰۰۹ استقلال بار هم نتوانست از مرحله گروهی صعود کند و در حضوری که احتمالاً ضعیف‌ترین حضور استقلال در آسیا است بدون حتی یک پیروزی و با تفاضل گل منفی در رتبه چهارم قرار گرفت.
نخستین صعود استقلال از گروهش در لیگ قهرمانان ۲۰۱۰ رقم خورد، جایی که در مرحله گروهی به عنوان تیم دوم به مرحله یک‌هشتم پایانی صعود کردند و در برابر الشباب عربستان قرار گرفتند. در بازی این مرحله در حالی که تا دقیقه ۸۹ بازی با نتیجه ۲–۲ در جریان بود با پذیرفتن یک گل دیر هنگام در نهایت با نتیجه ۲–۳ بازنده شد و از دور رقابت‌ها کنار رفت. فصل بعد و در لیگ قهرمانان ۲۰۱۱ استقلال باز هم در مرحله گروهی حذف شد، این اتفاق در حالی رخ داد که امتیاز استقلال با تیم دوم گروه، النصر عربستان، در بازی رو در رو شرایط مساوی داشت و تنها به دلیل تفاضل گل کمتر از صعود به مرحله بعد بازماند. فصل بعد در چهارمین حضور پیاپی استقلال لیگ قهرمانان و در لیگ قهرمانان ۲۰۱۲ این تیم توانست به مرحله یک‌هشتم نهایی صعود کند اما در این مرحله و در بازی برابر دیگر تیم ایرانی، سپاهان اصفهان با دو گل مغلوب شد تا باز هم از صعود به مرحله یک چهارم نهایی بازماند.

استقلال بعد از چند فصل ناکامی و در پنجمین حضور پیاپی‌اش در لیگ قهرمانان در لیگ قهرمانان ۲۰۱۳ و با مربی‌گری امیر قلعه‌نویی از گروهش به عنوان سرگروه صعود کرد. سپس با موفقیت مراحل یک‌هشتم و یک چهارم پایانی را با به ترتیب شکست دادن الشباب امارت متحده عربی و بوریرام یونایتد تایلند نیز پشت سر گذاشت تا بعد از ۱۲ سال یک بار دیگر در جمع ۴ تیم برتر آسیا قرار گیرد و تنها در این مرحله بود که در مجموع دو بازی رفت و برگشت با نتیجه ۲–۴ مغلوب حریف کره‌ای خود، اف‌سی سئول شد تا نتواند برای پنجمین مرتبه به دیدار نهایی راه یابد. استقلال در لیگ قهرمانان ۲۰۱۴ برای ششمین فصل پیاپی حاضر شد اما با عملکردی ضعیف در همان مرحله گروهی حذف شد و امیر قلعه‌نویی نتوانست موفقیت فصل قبل را تکرار کند. در این فصل استقلال توانست از مرز ۱۰۰ بازی در رقابت‌های قاره‌ای عبور کند و دیدار برگشت مرحله یک چهارم نهایی برابر بوریرام یونایتد یکصدمین بازی قاره‌ای تاریخ باشگاه بود.

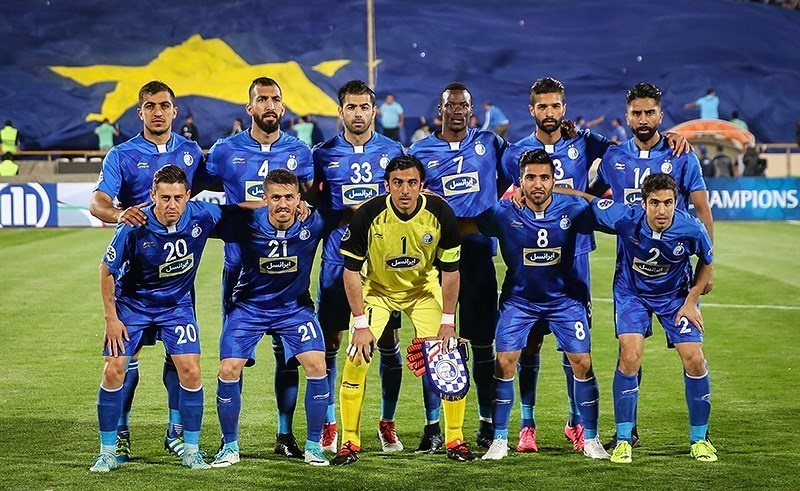
تیم استقلال در لیگ قهرمانان آسیا ۲۰۱۸

در لیگ قهرمانان ۲۰۱۷ و بعد از دو فصل غیبت استقلال پا به رقابت‌های لیگ قهرمانان گذاشت. در ابتدا استقلال در مرحله مقدماتی در ضربات پنالتی السد قطر را از پیش روی برداشت و در مرحله گروهی استقلال با تیم سرگروه، الاهلی امارات هم امتیاز بود اما به دلیل شکست در مجموع دو بازی رو در رو با تیم الاهلی به رتبه دومی گروه رسید. استقلال در مرحله بعد با شکست سنگین ۲–۶ در مجموع دو بازی رفت و برگشت برابر العین، دیگر تیم اماراتی، از دور رقابت‌ها کنار رفت. استقلال در لیگ قهرمانان ۲۰۱۸ توانست در مرحله یک چهارم نهایی حاضر شود. این در حالی بود که استقلال در مرحله گروهی بدون شکست سرگروه شد و در مرحله یک‌هشتم نهایی ذوب آهن دیگر تیم ایران را با درخشش مامه تیام ستاره سنگالی‌اش از پیش روی برداشت. بازی مرحله یک چهارم نهایی در حالی برگزار شد که به دلیل تفاوت تقویم فوتبال ایران و لیگ قهرمانان آسیا این بازی در فصل بعد فوتبال ایران انجام شد و استقلال که تقریباً تمام ستاره‌های فصل قبلش را از دست داده بود با تیمی ناآماده در مجموع ۲ بازی رفت و برگشت با نتیجه ۳–۵ مغلوب السد قطر شد و از حضور در مرحله نیمه‌نهایی بازماند. حضور بعدی استقلال در لیگ قهرمانان آسیا در لیگ قهرمانان آسیا ۲۰۱۹ بود که استقلال با تیم‌های الهلال، العین و الدحیل قطر همگروه شد و آبی‌های تهران نتوانستند از گروهشان صعود کنند و با وجود نتایج نسبتاً قابل قبول در مقابل الهلال و العین در برابر الدحیل به یک تساوی و شکست رضایت داد با کسب رتبه سومی در گروهشان برای پنجمین بار در تاریخش در مرحله گروهی لیگ قهرمانان آسیا حذف شدند.
در لیگ قهرمانان آسیا در فصل ۲۰۲۰، استقلال در مسابقاتی که به دلیل دنیاگیری کروناویروس با تأخیر فراوان و در مهر ماه فصل بعد برگزار شد توانست به مرحله یک‌هشتم نهایی صعود کند اما با قبول شکست در برابر پاختاکور از صعود به جمع هشت تیم نهایی بازماند. این نتیجه در شرایطی به دست آمد که استقلال نتوانست در هیچ‌یک از بازی‌هایش در خانه و در ورزشگاه آزادی به میدان برود و در چند دیدار نهایی فصل با مربی موقت، مجید نامجو مطلق، و به دلیل محرومیت از سوی فیفا بدون استفاده از خریدهای جدیدش به میدان رفت.

## مسابقه‌ها
راهنما
- در ستون دستاورد نتایج تیم استقلال در سمت راست نوشته شده‌اند.

پیش‌گامان باشگاه استقلال در آسیا، آوریل ۱۹۷۰: رایکوف در سمت راست با عینک دیده می‌شود. پشت سر او منصور پورحیدری ایستاده‌است.

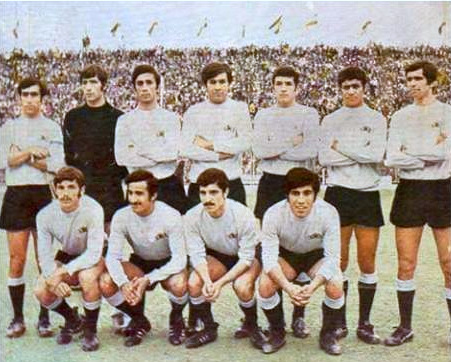
تیم تاج در دیدار فینال مسابقات قهرمانی باشگاه‌های آسیا ۱۹۷۰

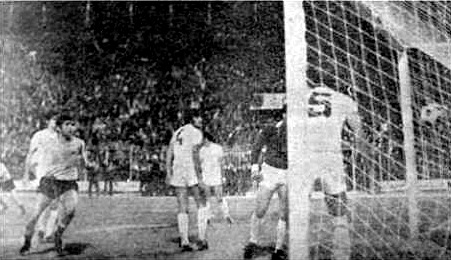
لحظهٔ باز شدن دروازهٔ تیم هاپوئل توسط غلام وفاخواه

استقلال قهرمان جام باشگاه‌های آسیا ۹۱–۱۹۹۰

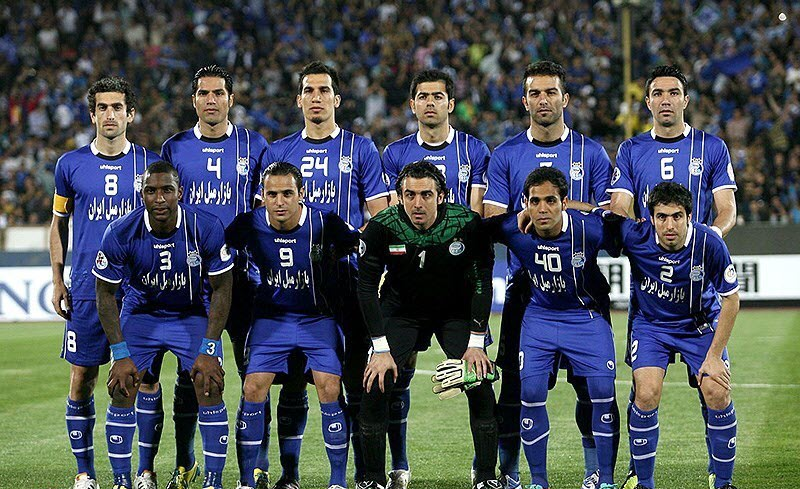
استقلال در لیگ قهرمانان آسیا ۲۰۱۳

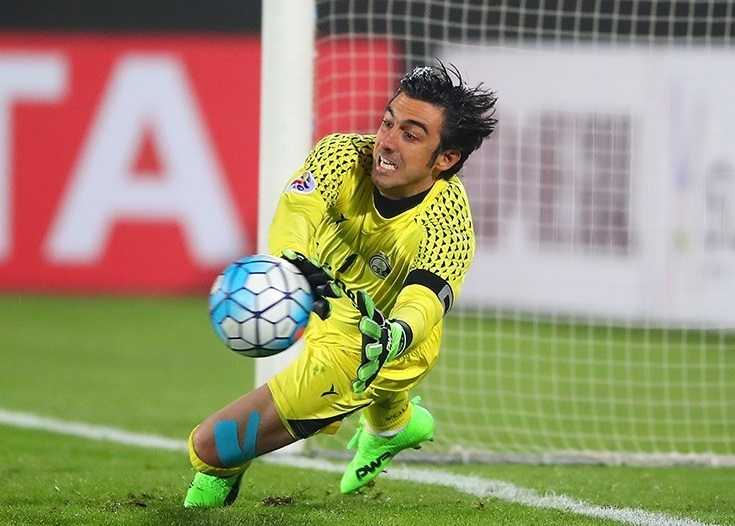
مهدی رحمتی ۱۷ کلین شیت در بازی‌های قاره‌ای برای استقلال داشته‌است.

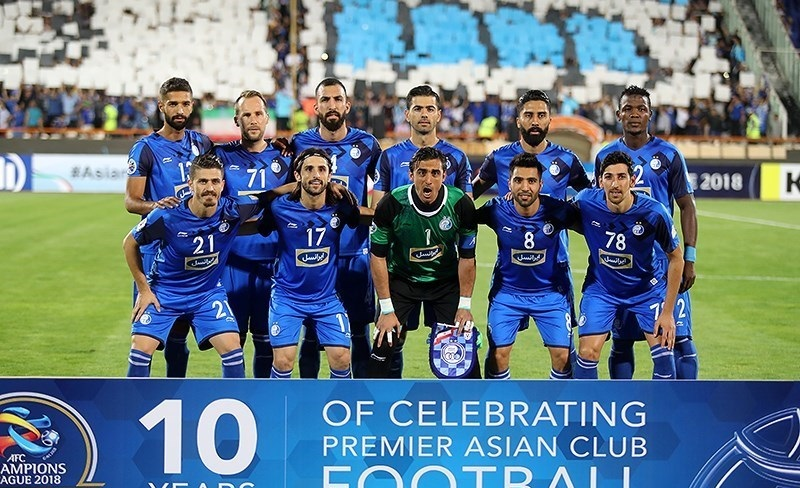
تیم استقلال در مرحلهٔ یک چهارم نهایی لیگ قهرمانان آسیا ۲۰۱۹

- خ: بازی در خانه
- ب: بازی در بیرون از خانه
- بی: بازی در زمین بی‌طرف

تاریخ به‌روزرسانی: ۱۳ اسفند ۱۴۰۳
| فهرست مسابقات باشگاه استقلال در رقابت‌های آسیایی | فهرست مسابقات باشگاه استقلال در رقابت‌های آسیایی | فهرست مسابقات باشگاه استقلال در رقابت‌های آسیایی | فهرست مسابقات باشگاه استقلال در رقابت‌های آسیایی | فهرست مسابقات باشگاه استقلال در رقابت‌های آسیایی | فهرست مسابقات باشگاه استقلال در رقابت‌های آسیایی | فهرست مسابقات باشگاه استقلال در رقابت‌های آسیایی |
| #                                               | جام                                             | فصل                                             | دور                                             | هماورد                                          | دستاورد                                         | منبع                                            |
| ----------------------------------------------- | ----------------------------------------------- | ----------------------------------------------- | ----------------------------------------------- | ----------------------------------------------- | ----------------------------------------------- | ----------------------------------------------- |
| ۱                                               | باشگاهی قهرمانی آسیا                            | ۱۹۷۰                                            | گروه A                                          | هومنتمن                                         | ۳–۰ (خ)                                         | [ ۵۳ ]                                          |
| ۲                                               | باشگاهی قهرمانی آسیا                            | ۱۹۷۰                                            | گروه A                                          | سلانگور                                         | ۳–۰ (خ)                                         | [ ۵۳ ]                                          |
| ۳                                               | باشگاهی قهرمانی آسیا                            | ۱۹۷۰                                            | نیمه‌نهایی                                       | مدان                                            | ۲–۰ (خ)                                         | [ ۵۳ ]                                          |
| ۴                                               | باشگاهی قهرمانی آسیا                            | ۱۹۷۰                                            | فینال                                           | هاپوئل                                          | ۲–۱ (خ)                                         | [ ۵۳ ]                                          |
| ۵                                               | باشگاهی قهرمانی آسیا                            | ۱۹۷۱                                            | گروه‌بندی                                        | الشرطه                                          | ۲–۳ (بی)                                        | [ ۵۴ ]                                          |
| ۶                                               | باشگاهی قهرمانی آسیا                            | ۱۹۷۱                                            | گروه A                                          | ارتش کره                                        | ۲–۱ (بی)                                        | [ ۵۴ ]                                          |
| ۷                                               | باشگاهی قهرمانی آسیا                            | ۱۹۷۱                                            | گروه A                                          | العربی                                          | ۰–۰ (بی)                                        | [ ۵۴ ]                                          |
| ۸                                               | باشگاهی قهرمانی آسیا                            | ۱۹۷۱                                            | گروه A                                          | پراک                                            | ۳–۰ (بی)                                        | [ ۵۴ ]                                          |
| ۹                                               | باشگاهی قهرمانی آسیا                            | ۱۹۷۱                                            | نیمه‌نهایی                                       | الشرطه                                          | ۰–۲ (بی)                                        | [ ۵۴ ]                                          |
| ۱۰                                              | باشگاهی قهرمانی آسیا                            | ۱۹۷۱                                            | رده‌بندی                                         | ارتش کره                                        | ۳–۲ (بی)                                        | [ ۵۴ ]                                          |
| ۱۱                                              | جام باشگاه‌های آسیا                              | ۹۱–۱۹۹۰                                         | دور مقدماتی                                     | السد                                            | ۱–۱ (ب)                                         | [ ۵۵ ]                                          |
| ۱۲                                              | جام باشگاه‌های آسیا                              | ۹۱–۱۹۹۰                                         | دور مقدماتی                                     | السد                                            | ۱–۰ (خ)                                         | [ ۵۵ ]                                          |
| ۱۳                                              | جام باشگاه‌های آسیا                              | ۹۱–۱۹۹۰                                         | گروه B                                          | ۲۵ آوریل                                        | ۲–۱ (بی)                                        | [ ۵۵ ]                                          |
| ۱۴                                              | جام باشگاه‌های آسیا                              | ۹۱–۱۹۹۰                                         | گروه B                                          | بانکوک بانک                                     | ۲–۰ (بی)                                        | [ ۵۵ ]                                          |
| ۱۵                                              | جام باشگاه‌های آسیا                              | ۹۱–۱۹۹۰                                         | گروه B                                          | محمدان                                          | ۱–۱ (ب)                                         | [ ۵۵ ]                                          |
| ۱۶                                              | جام باشگاه‌های آسیا                              | ۹۱–۱۹۹۰                                         | نیمه‌نهایی                                       | پلیتا جایا                                      | ۲–۰ (بی)                                        | [ ۵۵ ]                                          |
| ۱۷                                              | جام باشگاه‌های آسیا                              | ۹۱–۱۹۹۰                                         | فینال                                           | لیائونینگ                                       | ۲–۱ (بی)                                        | [ ۵۵ ]                                          |
| ۱۸                                              | جام باشگاه‌های آسیا                              | ۱۹۹۱                                            | دور دوم                                         | التلال                                          | ۰–۰ (ب)                                         | [ ۵۶ ]                                          |
| ۱۹                                              | جام باشگاه‌های آسیا                              | ۱۹۹۱                                            | دور دوم                                         | التلال                                          | ۵–۰ (خ)                                         | [ ۵۵ ]                                          |
| ۲۰                                              | جام باشگاه‌های آسیا                              | ۱۹۹۱                                            | گروه B                                          | الهلال                                          | ۰–۱ (بی)                                        | [ ۵۵ ]                                          |
| ۲۱                                              | جام باشگاه‌های آسیا                              | ۱۹۹۱                                            | گروه B                                          | ۲۵ آوریل                                        | ۱–۱ (بی)                                        | [ ۵۵ ]                                          |
| ۲۲                                              | جام باشگاه‌های آسیا                              | ۱۹۹۱                                            | نیمه‌نهایی                                       | الریان                                          | ۲–۱ (ب)                                         | [ ۵۵ ]                                          |
| ۲۳                                              | جام باشگاه‌های آسیا                              | ۱۹۹۱                                            | فینال                                           | الهلال                                          | ۱–۱ (پنالتی‌ها: ۲–۳) (ب)                         | [ ۵۵ ]                                          |
| ۲۴                                              | جام برندگان جام آسیا                            | ۹۷–۱۹۹۶                                         | دور اول                                         | نوبهار                                          | ۱–۴ (ب)                                         | [ ۵۷ ]                                          |
| ۲۵                                              | جام برندگان جام آسیا                            | ۹۷–۱۹۹۶                                         | دور اول                                         | نوبهار                                          | ۳–۰ (خ)                                         | [ ۵۸ ]                                          |
| ۲۶                                              | جام برندگان جام آسیا                            | ۹۷–۱۹۹۶                                         | یک‌چهارم نهایی                                   | اورداباسی                                       | ۱–۰ (خ)                                         | [ ۵۹ ]                                          |
| ۲۷                                              | جام برندگان جام آسیا                            | ۹۷–۱۹۹۶                                         | یک‌چهارم نهایی                                   | اورداباسی                                       | ۱–۱ (خ)                                         | [ ۶۰ ]                                          |
| ۲۸                                              | جام برندگان جام آسیا                            | ۹۷–۱۹۹۶                                         | نیمه‌نهایی                                       | الهلال                                          | ۰–۰ (پنالتی‌ها: ۴–۵) (ب)                         | [ ۶۱ ]                                          |
| ۲۹                                              | جام برندگان جام آسیا                            | ۹۷–۱۹۹۶                                         | رده‌بندی                                         | اولسان هیوندای                                  | ۰–۱ (بی)                                        | [ ۶۲ ]                                          |
| ۳۰                                              | جام باشگاه‌های آسیا                              | ۹۹–۱۹۹۸                                         | دور دوم                                         | نیروی هوایی                                     | ۱–۱ (ب)                                         | [ ۶۳ ]                                          |
| ۳۱                                              | جام باشگاه‌های آسیا                              | ۹۹–۱۹۹۸                                         | دور دوم                                         | نیروی هوایی                                     | ۲–۰ (خ)                                         | [ ۶۴ ]                                          |
| ۳۲                                              | جام باشگاه‌های آسیا                              | ۹۹–۱۹۹۸                                         | یک‌چهارم نهایی غرب آسیا                          | الهلال                                          | ۲–۱ (بی)                                        | [ ۶۵ ]                                          |
| ۳۳                                              | جام باشگاه‌های آسیا                              | ۹۹–۱۹۹۸                                         | یک‌چهارم نهایی غرب آسیا                          | العین                                           | ۱–۰ (بی)                                        | [ ۶۶ ]                                          |
| ۳۴                                              | جام باشگاه‌های آسیا                              | ۹۹–۱۹۹۸                                         | یک‌چهارم نهایی غرب آسیا                          | کپه‌داغ                                          | ۰–۱ (بی)                                        | [ ۶۷ ]                                          |
| ۳۵                                              | جام باشگاه‌های آسیا                              | ۹۹–۱۹۹۸                                         | نیمه‌نهایی                                       | دالیان                                          | ۴–۳ (خ)                                         | [ ۶۸ ]                                          |
| ۳۶                                              | جام باشگاه‌های آسیا                              | ۹۹–۱۹۹۸                                         | فینال                                           | جوبیلو ایواتا                                   | ۱–۲ (خ)                                         | [ ۶۹ ]                                          |
| ۳۷                                              | جام برندگان جام آسیا                            | ۲۰۰۰–۱۹۹۹                                       | دور اول                                         | هومنتمن                                         | ۷–۰ (خ)                                         | [ ۷۰ ] [ ۷۱ ]                                   |
| ۳۸                                              | جام برندگان جام آسیا                            | ۲۰۰۰–۱۹۹۹                                       | دور اول                                         | هومنتمن                                         | ۸–۰ (ب)                                         | [ ۷۲ ]                                          |
| ۳۹                                              | جام برندگان جام آسیا                            | ۲۰۰۰–۱۹۹۹                                       | یک‌هشتم نهایی                                    | الاتحاد                                         | ۰–۱ (ب)                                         | [ ۷۳ ]                                          |
| ۴۰                                              | جام برندگان جام آسیا                            | ۲۰۰۰–۱۹۹۹                                       | یک‌هشتم نهایی                                    | الاتحاد                                         | ۱–۱ (خ)                                         | [ ۷۴ ]                                          |
| ۴۱                                              | جام برندگان جام آسیا                            | ۰۱–۲۰۰۰                                         | دور اول                                         | الوحده                                          | ۲–۳ (ب)                                         | [ ۷۵ ]                                          |
| ۴۲                                              | جام برندگان جام آسیا                            | ۰۱–۲۰۰۰                                         | دور اول                                         | الوحده                                          | ۴–۰ (خ)                                         | [ ۷۶ ]                                          |
| ۴۳                                              | جام برندگان جام آسیا                            | ۰۱–۲۰۰۰                                         | دور دوم                                         | السد                                            | ۱–۰ (ب)                                         | [ ۷۷ ]                                          |
| ۴۴                                              | جام برندگان جام آسیا                            | ۰۱–۲۰۰۰                                         | دور دوم                                         | السد                                            | ۲–۱ (خ)                                         | [ ۷۸ ]                                          |
| ۴۵                                              | جام برندگان جام آسیا                            | ۰۱–۲۰۰۰                                         | یک‌چهارم نهایی                                   | غیرت                                            | ۰–۰ (ب)                                         | [ ۷۹ ]                                          |
| ۴۶                                              | جام برندگان جام آسیا                            | ۰۱–۲۰۰۰                                         | یک‌چهارم نهایی                                   | غیرت                                            | ۳–۰ (خ)                                         | [ ۸۰ ]                                          |
| ۴۷                                              | جام برندگان جام آسیا                            | ۰۱–۲۰۰۰                                         | نیمه‌نهایی                                       | الشباب                                          | ۲–۳ (ب)                                         | [ ۸۱ ]                                          |
| ۴۸                                              | جام برندگان جام آسیا                            | ۰۱–۲۰۰۰                                         | رده‌بندی                                         | شیمیزو اس-پالس                                  | ۱–۳ (بی)                                        | [ ۸۲ ]                                          |
| -                                               | جام باشگاه‌های آسیا                              | ۰۲–۲۰۰۱                                         | دور اول                                         | الحکمه                                          | [ پانویس ۴ ]                                    |                                                 |
| -                                               | جام باشگاه‌های آسیا                              | ۰۲–۲۰۰۱                                         | دور اول                                         | الحکمه                                          | [ پانویس ۴ ]                                    |                                                 |
| ۴۹                                              | جام باشگاه‌های آسیا                              | ۰۲–۲۰۰۱                                         | دور دوم                                         | الاتحاد                                         | ۲–۳ (ب)                                         | [ ۸۳ ]                                          |
| ۵۰                                              | جام باشگاه‌های آسیا                              | ۰۲–۲۰۰۱                                         | دور دوم                                         | الاتحاد                                         | ۲–۱ (خ)                                         | [ ۸۴ ]                                          |
| ۵۱                                              | جام باشگاه‌های آسیا                              | ۰۲–۲۰۰۱                                         | یک‌چهارم نهایی غرب آسیا                          | الوحده                                          | ۵–۳ (ب)                                         | [ ۸۵ ]                                          |
| ۵۲                                              | جام باشگاه‌های آسیا                              | ۰۲–۲۰۰۱                                         | یک‌چهارم نهایی غرب آسیا                          | نسف قرشی                                        | ۱–۱ (بی)                                        | [ ۸۶ ]                                          |
| ۵۳                                              | جام باشگاه‌های آسیا                              | ۰۲–۲۰۰۱                                         | یک‌چهارم نهایی غرب آسیا                          | الکویت                                          | ۳–۰ (بی)                                        | [ ۸۷ ]                                          |
| ۵۴                                              | جام باشگاه‌های آسیا                              | ۰۲–۲۰۰۱                                         | نیمه‌نهایی                                       | آنیانگ ال‌جی چیتاس                               | ۱–۲ (خ)                                         | [ ۸۸ ] [ ۸۹ ]                                   |
| ۵۵                                              | جام باشگاه‌های آسیا                              | ۰۲–۲۰۰۱                                         | رده‌بندی                                         | نسف قرشی                                        | ۵–۲ (خ)                                         | [ ۹۰ ]                                          |
| ۵۶                                              | لیگ قهرمانان آسیا                               | ۰۳–۲۰۰۲                                         | دور سوم                                         | الفیصلی                                         | ۲–۰ (خ)                                         | [ ۹۱ ]                                          |
| ۵۷                                              | لیگ قهرمانان آسیا                               | ۰۳–۲۰۰۲                                         | دور سوم                                         | الفیصلی                                         | ۱–۰ (ب)                                         | [ ۹۲ ]                                          |
| ۵۸                                              | لیگ قهرمانان آسیا                               | ۰۳–۲۰۰۲                                         | دور چهارم                                       | نفتچی                                           | ۱–۰ (خ)                                         | [ ۹۳ ] [ ۹۴ ]                                   |
| ۵۹                                              | لیگ قهرمانان آسیا                               | ۰۳–۲۰۰۲                                         | دور چهارم                                       | نفتچی                                           | ۱–۲ (ب)                                         | [ ۹۵ ]                                          |
| ۶۰                                              | لیگ قهرمانان آسیا                               | ۰۳–۲۰۰۲                                         | گروه C                                          | السد                                            | ۲–۱ (بی)                                        | [ ۹۶ ]                                          |
| ۶۱                                              | لیگ قهرمانان آسیا                               | ۰۳–۲۰۰۲                                         | گروه C                                          | الهلال                                          | ۲–۳ (بی)                                        | [ ۹۷ ]                                          |
| ۶۲                                              | لیگ قهرمانان آسیا                               | ۰۳–۲۰۰۲                                         | گروه C                                          | العین                                           | ۱–۳ (ب)                                         | [ ۹۸ ]                                          |
| -                                               | لیگ قهرمانان آسیا                               | ۲۰۰۷                                            | گروه B                                          | گروه B                                          | [ پانویس ۵ ]                                    |                                                 |
| ۶۳                                              | لیگ قهرمانان آسیا                               | ۲۰۰۹                                            | گروه C                                          | الاتحاد                                         | ۱–۲ (ب)                                         | [ ۹۹ ]                                          |
| ۶۴                                              | لیگ قهرمانان آسیا                               | ۲۰۰۹                                            | گروه C                                          | الاتحاد                                         | ۱–۱ (خ)                                         | [ ۱۰۰ ]                                         |
| ۶۵                                              | لیگ قهرمانان آسیا                               | ۲۰۰۹                                            | گروه C                                          | الجزیره                                         | ۱–۱ (خ)                                         | [ ۱۰۱ ] [ ۱۰۲ ]                                 |
| ۶۶                                              | لیگ قهرمانان آسیا                               | ۲۰۰۹                                            | گروه C                                          | الجزیره                                         | ۲–۲ (ب)                                         | [ ۱۰۳ ] [ ۱۰۴ ]                                 |
| ۶۷                                              | لیگ قهرمانان آسیا                               | ۲۰۰۹                                            | گروه C                                          | ام صلال                                         | ۰–۱ (ب)                                         | [ ۱۰۵ ] [ ۱۰۶ ]                                 |
| ۶۸                                              | لیگ قهرمانان آسیا                               | ۲۰۰۹                                            | گروه C                                          | ام صلال                                         | ۱–۱ (خ)                                         | [ ۱۰۷ ] [ ۱۰۸ ]                                 |
| ۶۹                                              | لیگ قهرمانان آسیا                               | ۲۰۱۰                                            | گروه A                                          | الاهلی                                          | ۲–۱ (ب)                                         | [ ۱۰۹ ]                                         |
| ۷۰                                              | لیگ قهرمانان آسیا                               | ۲۰۱۰                                            | گروه A                                          | الاهلی                                          | ۲–۱ (خ)                                         | [ ۱۱۰ ] [ ۱۱۱ ]                                 |
| ۷۱                                              | لیگ قهرمانان آسیا                               | ۲۰۱۰                                            | گروه A                                          | الجزیره                                         | ۰–۰ (خ)                                         | [ ۱۱۲ ]                                         |
| ۷۲                                              | لیگ قهرمانان آسیا                               | ۲۰۱۰                                            | گروه A                                          | الجزیره                                         | ۱–۲ (ب)                                         | [ ۱۱۳ ]                                         |
| ۷۳                                              | لیگ قهرمانان آسیا                               | ۲۰۱۰                                            | گروه A                                          | الغرافه                                         | ۳–۰ (خ)                                         | [ ۱۱۴ ]                                         |
| ۷۴                                              | لیگ قهرمانان آسیا                               | ۲۰۱۰                                            | گروه A                                          | الغرافه                                         | ۱–۱ (ب)                                         | [ ۱۱۵ ]                                         |
| ۷۵                                              | لیگ قهرمانان آسیا                               | ۲۰۱۰                                            | یک‌هشتم نهایی                                    | الشباب                                          | ۲–۳ (ب)                                         | [ ۱۱۶ ]                                         |
| ۷۶                                              | لیگ قهرمانان آسیا                               | ۲۰۱۱                                            | گروه B                                          | السد                                            | ۱–۱ (خ)                                         | [ ۱۱۸ ]                                         |
| ۷۷                                              | لیگ قهرمانان آسیا                               | ۲۰۱۱                                            | گروه B                                          | السد                                            | ۲–۲ (ب)                                         | [ ۱۱۹ ] [ ۱۲۰ ]                                 |
| ۷۸                                              | لیگ قهرمانان آسیا                               | ۲۰۱۱                                            | گروه B                                          | النصر                                           | ۱–۲ (ب)                                         | [ ۱۲۱ ] [ ۱۲۲ ]                                 |
| ۷۹                                              | لیگ قهرمانان آسیا                               | ۲۰۱۱                                            | گروه B                                          | النصر                                           | ۲–۱ (خ)                                         | [ ۱۲۳ ] [ ۱۲۴ ]                                 |
| ۸۰                                              | لیگ قهرمانان آسیا                               | ۲۰۱۱                                            | گروه B                                          | پاختاکور                                        | ۴–۲ (خ)                                         | [ ۱۲۵ ]                                         |
| ۸۱                                              | لیگ قهرمانان آسیا                               | ۲۰۱۱                                            | گروه B                                          | پاختاکور                                        | ۱–۲ (ب)                                         | [ ۱۲۶ ]                                         |
| ۸۲                                              | لیگ قهرمانان آسیا                               | ۲۰۱۲                                            | مرحله اول مقدماتی                               | ذوب‌آهن                                          | ۲–۰ (خ)                                         | [ ۱۲۷ ] [ ۱۲۸ ]                                 |
| ۸۳                                              | لیگ قهرمانان آسیا                               | ۲۰۱۲                                            | مرحله دوم مقدماتی                               | الاتفاق                                         | ۳–۱ (خ)                                         | [ ۱۲۹ ] [ ۱۳۰ ]                                 |
| ۸۴                                              | لیگ قهرمانان آسیا                               | ۲۰۱۲                                            | گروه A                                          | الریان                                          | ۱–۰ (ب)                                         | [ ۱۳۱ ]                                         |
| ۸۵                                              | لیگ قهرمانان آسیا                               | ۲۰۱۲                                            | گروه A                                          | الریان                                          | ۳–۰ (خ)                                         | [ ۱۳۲ ]                                         |
| ۸۶                                              | لیگ قهرمانان آسیا                               | ۲۰۱۲                                            | گروه A                                          | نسف قرشی                                        | ۰–۰ (خ)                                         | [ ۱۳۳ ] [ ۱۳۴ ]                                 |
| ۸۷                                              | لیگ قهرمانان آسیا                               | ۲۰۱۲                                            | گروه A                                          | نسف قرشی                                        | ۲–۰ (ب)                                         | [ ۱۳۵ ]                                         |
| ۸۸                                              | لیگ قهرمانان آسیا                               | ۲۰۱۲                                            | گروه A                                          | الجزیره                                         | ۱–۲ (خ)                                         | [ ۱۳۶ ] [ ۱۳۷ ]                                 |
| ۸۹                                              | لیگ قهرمانان آسیا                               | ۲۰۱۲                                            | گروه A                                          | الجزیره                                         | ۱–۱ (ب)                                         | [ ۱۳۸ ]                                         |
| ۹۰                                              | لیگ قهرمانان آسیا                               | ۲۰۱۲                                            | یک‌هشتم نهایی                                    | سپاهان                                          | ۰–۲ (ب)                                         | [ ۱۳۹ ]                                         |
| ۹۱                                              | لیگ قهرمانان آسیا                               | ۲۰۱۳                                            | گروه D                                          | الریان                                          | ۳–۳ (ب)                                         | [ ۱۴۰ ] [ ۱۴۱ ]                                 |
| ۹۲                                              | لیگ قهرمانان آسیا                               | ۲۰۱۳                                            | گروه D                                          | الریان                                          | ۳–۰ (خ)                                         | [ ۱۴۲ ] [ ۱۴۳ ]                                 |
| ۹۳                                              | لیگ قهرمانان آسیا                               | ۲۰۱۳                                            | گروه D                                          | العین                                           | ۲–۰ (خ)                                         | [ ۱۴۴ ] [ ۱۴۵ ]                                 |
| ۹۴                                              | لیگ قهرمانان آسیا                               | ۲۰۱۳                                            | گروه D                                          | العین                                           | ۱–۰ (ب)                                         | [ ۱۴۶ ] [ ۱۴۷ ]                                 |
| ۹۵                                              | لیگ قهرمانان آسیا                               | ۲۰۱۳                                            | گروه D                                          | الهلال                                          | ۲–۱ (ب)                                         | [ ۱۴۸ ] [ ۱۴۹ ]                                 |
| ۹۶                                              | لیگ قهرمانان آسیا                               | ۲۰۱۳                                            | گروه D                                          | الهلال                                          | ۰–۱ (خ)                                         | [ ۱۵۰ ] [ ۱۵۱ ]                                 |
| ۹۷                                              | لیگ قهرمانان آسیا                               | ۲۰۱۳                                            | یک‌هشتم نهایی                                    | الشباب                                          | ۴–۲ (ب)                                         | [ ۱۵۲ ] [ ۱۵۳ ]                                 |
| ۹۸                                              | لیگ قهرمانان آسیا                               | ۲۰۱۳                                            | یک‌هشتم نهایی                                    | الشباب                                          | ۰–۰ (خ)                                         | [ ۱۵۴ ] [ ۱۵۵ ]                                 |
| ۹۹                                              | لیگ قهرمانان آسیا                               | ۲۰۱۳                                            | یک‌چهارم نهایی                                   | بوریرام یونایتد                                 | ۱–۰ (خ)                                         | [ ۱۵۶ ] [ ۱۵۷ ]                                 |
| ۱۰۰                                             | لیگ قهرمانان آسیا                               | ۲۰۱۳                                            | یک‌چهارم نهایی                                   | بوریرام یونایتد                                 | ۲–۱ (ب)                                         | [ ۱۵۸ ] [ ۱۵۹ ]                                 |
| ۱۰۱                                             | لیگ قهرمانان آسیا                               | ۲۰۱۳                                            | نیمه‌نهایی                                       | اف‌سی سئول                                       | ۰–۲ (ب)                                         | [ ۱۶۰ ] [ ۱۶۱ ]                                 |
| ۱۰۲                                             | لیگ قهرمانان آسیا                               | ۲۰۱۳                                            | نیمه‌نهایی                                       | اف‌سی سئول                                       | ۲–۲ (خ)                                         | [ ۱۶۲ ] [ ۱۶۳ ]                                 |
| ۱۰۳                                             | لیگ قهرمانان آسیا                               | ۲۰۱۴                                            | گروه A                                          | الشباب                                          | ۰–۱ (خ)                                         | [ ۱۶۵ ] [ ۱۶۶ ]                                 |
| ۱۰۴                                             | لیگ قهرمانان آسیا                               | ۲۰۱۴                                            | گروه A                                          | الشباب                                          | ۱–۲ (ب)                                         | [ ۱۶۷ ]                                         |
| ۱۰۵                                             | لیگ قهرمانان آسیا                               | ۲۰۱۴                                            | گروه A                                          | الریان                                          | ۰–۱ (ب)                                         | [ ۱۶۸ ] [ ۱۶۹ ]                                 |
| ۱۰۶                                             | لیگ قهرمانان آسیا                               | ۲۰۱۴                                            | گروه A                                          | الریان                                          | ۳–۱ (خ)                                         | [ ۱۷۰ ]                                         |
| ۱۰۷                                             | لیگ قهرمانان آسیا                               | ۲۰۱۴                                            | گروه A                                          | الجزیره                                         | ۲–۲ (خ)                                         | [ ۱۷۱ ] [ ۱۷۲ ]                                 |
| ۱۰۸                                             | لیگ قهرمانان آسیا                               | ۲۰۱۴                                            | گروه A                                          | الجزیره                                         | ۱–۰ (ب)                                         | [ ۱۷۳ ] [ ۱۷۴ ]                                 |
| ۱۰۹                                             | لیگ قهرمانان آسیا                               | ۲۰۱۷                                            | مرحله مقدماتی                                   | السد                                            | ۰–۰ (پنالتی‌ها: ۴—۳) (خ)                         | [ ۱۷۶ ] [ ۱۷۷ ]                                 |
| ۱۱۰                                             | لیگ قهرمانان آسیا                               | ۲۰۱۷                                            | گروه A                                          | الاهلی                                          | ۱–۲ (ب)                                         | [ ۱۷۸ ]                                         |
| ۱۱۱                                             | لیگ قهرمانان آسیا                               | ۲۰۱۷                                            | گروه A                                          | الاهلی                                          | ۱–۱ (خ)                                         | [ ۱۷۹ ]                                         |
| ۱۱۲                                             | لیگ قهرمانان آسیا                               | ۲۰۱۷                                            | گروه A                                          | التعاون                                         | ۳–۰ (بی)                                        | [ ۱۸۰ ]                                         |
| ۱۱۳                                             | لیگ قهرمانان آسیا                               | ۲۰۱۷                                            | گروه A                                          | التعاون                                         | ۲–۱ (بی)                                        | [ ۱۸۱ ]                                         |
| ۱۱۴                                             | لیگ قهرمانان آسیا                               | ۲۰۱۷                                            | گروه A                                          | لوکوموتیو                                       | ۲–۰ (خ)                                         | [ ۱۸۲ ] [ ۱۸۳ ]                                 |
| ۱۱۵                                             | لیگ قهرمانان آسیا                               | ۲۰۱۷                                            | گروه A                                          | لوکوموتیو                                       | ۱–۱ (ب)                                         | [ ۱۸۴ ]                                         |
| ۱۱۶                                             | لیگ قهرمانان آسیا                               | ۲۰۱۷                                            | یک‌هشتم نهایی                                    | العین                                           | ۱–۰ (خ)                                         | [ ۱۸۵ ]                                         |
| ۱۱۷                                             | لیگ قهرمانان آسیا                               | ۲۰۱۷                                            | یک‌هشتم نهایی                                    | العین                                           | ۱–۶ (ب)                                         | [ ۱۸۶ ]                                         |
| ۱۱۸                                             | لیگ قهرمانان آسیا                               | ۲۰۱۸                                            | گروه D                                          | الریان                                          | ۲–۲ (ب)                                         | [ ۱۸۸ ]                                         |
| ۱۱۹                                             | لیگ قهرمانان آسیا                               | ۲۰۱۸                                            | گروه D                                          | الریان                                          | ۲–۰ (خ)                                         | [ ۱۸۹ ]                                         |
| ۱۲۰                                             | لیگ قهرمانان آسیا                               | ۲۰۱۸                                            | گروه D                                          | الهلال                                          | ۱–۰ (بی)                                        | [ ۱۹۰ ]                                         |
| ۱۲۱                                             | لیگ قهرمانان آسیا                               | ۲۰۱۸                                            | گروه D                                          | الهلال                                          | ۱–۰ (بی)                                        | [ ۱۹۱ ]                                         |
| ۱۲۲                                             | لیگ قهرمانان آسیا                               | ۲۰۱۸                                            | گروه D                                          | العین                                           | ۲–۲ (ب)                                         | [ ۱۹۲ ]                                         |
| ۱۲۳                                             | لیگ قهرمانان آسیا                               | ۲۰۱۸                                            | گروه D                                          | العین                                           | ۱–۱ (خ)                                         | [ ۱۹۳ ]                                         |
| ۱۲۴                                             | لیگ قهرمانان آسیا                               | ۲۰۱۸                                            | یک‌هشتم نهایی                                    | ذوب‌آهن                                          | ۰–۱ (ب)                                         | [ ۱۹۴ ]                                         |
| ۱۲۵                                             | لیگ قهرمانان آسیا                               | ۲۰۱۸                                            | یک‌هشتم نهایی                                    | ذوب‌آهن                                          | ۳–۱ (خ)                                         | [ ۱۹۵ ]                                         |
| ۱۲۶                                             | لیگ قهرمانان آسیا                               | ۲۰۱۸                                            | یک‌چهارم نهایی                                   | السد                                            | ۳–۱ (خ)                                         | [ ۱۹۶ ]                                         |
| ۱۲۷                                             | لیگ قهرمانان آسیا                               | ۲۰۱۸                                            | یک‌چهارم نهایی                                   | السد                                            | ۲–۲ (ب)                                         | [ ۱۹۷ ]                                         |
| ۱۲۸                                             | لیگ قهرمانان آسیا                               | ۲۰۱۹                                            | گروه C                                          | الدحیل                                          | ۳–۰ (ب)                                         | [ ۱۹۹ ] [ ۲۰۰ ]                                 |
| ۱۲۹                                             | لیگ قهرمانان آسیا                               | ۲۰۱۹                                            | گروه C                                          | الدحیل                                          | ۱–۱ (خ)                                         | [ ۲۰۱ ] [ ۲۰۲ ]                                 |
| ۱۳۰                                             | لیگ قهرمانان آسیا                               | ۲۰۱۹                                            | گروه C                                          | العین                                           | ۱–۱ (خ)                                         | [ ۲۰۳ ] [ ۲۰۴ ]                                 |
| ۱۳۱                                             | لیگ قهرمانان آسیا                               | ۲۰۱۹                                            | گروه C                                          | العین                                           | ۱–۲ (ب)                                         | [ ۲۰۵ ] [ ۲۰۶ ]                                 |
| ۱۳۲                                             | لیگ قهرمانان آسیا                               | ۲۰۱۹                                            | گروه C                                          | الهلال                                          | ۲–۱ (بی)                                        | [ ۲۰۷ ] [ ۲۰۸ ]                                 |
| ۱۳۳                                             | لیگ قهرمانان آسیا                               | ۲۰۱۹                                            | گروه C                                          | الهلال                                          | ۰–۱ (بی)                                        | [ ۲۰۹ ] [ ۲۱۰ ]                                 |
| ۱۳۴                                             | لیگ قهرمانان آسیا                               | ۲۰۲۰                                            | مرحله مقدماتی                                   | الکویت                                          | ۳–۰ (بی)                                        | [ ۲۱۲ ]                                         |
| ۱۳۵                                             | لیگ قهرمانان آسیا                               | ۲۰۲۰                                            | مرحله مقدماتی                                   | الریان                                          | ۵–۰ (ب)                                         | [ ۲۱۳ ]                                         |
| ۱۳۶                                             | لیگ قهرمانان آسیا                               | ۲۰۲۰                                            | گروه A                                          | الشرطه                                          | ۱–۱ (ب)                                         | [ ۲۱۴ ] [ ۲۱۵ ]                                 |
| ۱۳۷                                             | لیگ قهرمانان آسیا                               | ۲۰۲۰                                            | گروه A                                          | الشرطه                                          | ۱–۱ (ب)                                         | [ ۲۱۶ ] [ ۲۱۷ ]                                 |
| ۱۳۸                                             | لیگ قهرمانان آسیا                               | ۲۰۲۰                                            | گروه A                                          | الاهلی                                          | ۱–۲ (بی)                                        | [ ۲۱۸ ] [ ۲۱۹ ]                                 |
| ۱۳۹                                             | لیگ قهرمانان آسیا                               | ۲۰۲۰                                            | گروه A                                          | الاهلی                                          | ۰–۳ (بی)                                        | [ ۲۲۰ ] [ ۲۲۱ ]                                 |
| -                                               | لیگ قهرمانان آسیا                               | ۲۰۲۰                                            | گروه A                                          | الوحده                                          | [ پانویس ۹ ]                                    | [ ۲۲۲ ] [ ۲۲۳ ]                                 |
| -                                               | لیگ قهرمانان آسیا                               | ۲۰۲۰                                            | گروه A                                          | الوحده                                          | [ پانویس ۹ ]                                    | [ ۲۲۲ ] [ ۲۲۳ ]                                 |
| ۱۴۰                                             | لیگ قهرمانان آسیا                               | ۲۰۲۰                                            | یک‌هشتم نهایی                                    | پاختاکور                                        | ۱–۲ (بی)                                        | [ ۲۲۴ ] [ ۲۲۵ ]                                 |
| ۱۴۱                                             | لیگ قهرمانان آسیا                               | ۲۰۲۱                                            | گروه C                                          | الاهلی                                          | ۵–۲ (ب)                                         |                                                 |
| ۱۴۲                                             | لیگ قهرمانان آسیا                               | ۲۰۲۱                                            | گروه C                                          | الاهلی                                          | ۰–۰ (ب)                                         |                                                 |
| ۱۴۳                                             | لیگ قهرمانان آسیا                               | ۲۰۲۱                                            | گروه C                                          | الشرطه                                          | ۳–۰ (بی)                                        |                                                 |
| ۱۴۴                                             | لیگ قهرمانان آسیا                               | ۲۰۲۱                                            | گروه C                                          | الشرطه                                          | ۱–۰ (بی)                                        |                                                 |
| ۱۴۵                                             | لیگ قهرمانان آسیا                               | ۲۰۲۱                                            | گروه C                                          | الدحیل                                          | ۳–۴ (بی)                                        |                                                 |
| ۱۴۶                                             | لیگ قهرمانان آسیا                               | ۲۰۲۱                                            | گروه C                                          | الدحیل                                          | ۲–۲ (بی)                                        |                                                 |
| ۱۴۷                                             | لیگ قهرمانان آسیا                               | ۲۰۲۱                                            | یک‌هشتم نهایی                                    | الهلال                                          | ۰–۲ (بی)                                        |                                                 |
| ۱۴۸                                             | لیگ نخبگان آسیا                                 | ۲۰۲۴                                            | گروه B (منطقه غرب)                              | الغرافه                                         | ۳–۰ (خ)                                         |                                                 |
| ۱۴۹                                             | لیگ نخبگان آسیا                                 | ۲۰۲۴                                            | گروه B (منطقه غرب)                              | السد                                            | ۲–۰ (ب)                                         |                                                 |
| ۱۵۰                                             | لیگ نخبگان آسیا                                 | ۲۰۲۴                                            | گروه B (منطقه غرب)                              | النصر                                           | ۰–۱ (بی)                                        |                                                 |
| ۱۵۱                                             | لیگ نخبگان آسیا                                 | ۲۰۲۴                                            | گروه B (منطقه غرب)                              | الهلال                                          | ۳–۰ (ب)                                         |                                                 |
| ۱۵۲                                             | لیگ نخبگان آسیا                                 | ۲۰۲۴                                            | گروه B (منطقه غرب)                              | پاختاکور                                        | ۰–۰ (بی)                                        |                                                 |
| ۱۵۳                                             | لیگ نخبگان آسیا                                 | ۲۰۲۴                                            | گروه B (منطقه غرب)                              | الاهلی                                          | ۲–۲ (ب)                                         |                                                 |
| ۱۵۴                                             | لیگ نخبگان آسیا                                 | ۲۰۲۴                                            | گروه B (منطقه غرب)                              | الشرطه                                          | ۱–۱ (خ)                                         |                                                 |
| ۱۵۵                                             | لیگ نخبگان آسیا                                 | ۲۰۲۴                                            | گروه B (منطقه غرب)                              | الریان                                          | ۰–۲ (ب)                                         |                                                 |
| ۱۵۶                                             | لیگ نخبگان آسیا                                 | ۲۰۲۴                                            | یک‌هشتم نهایی                                    | النصر                                           | ۰–۰ (خ) ۳–۰ (ب)                                 |                                                 |

## آمار تیمی
جدول‌های زیر عملکرد کلی باشگاه استقلال تهران در برابر نمایندگان کشورهای دیگر دربردارندهٔ آمار کلیهٔ مسابقات رسمی (جام برندگان جام و لیگ قهرمانان) می‌باشد. همچنین بازی‌هایی که به ضربات پنالتی کشیده شده، در ستون تساوی‌ها شمارش شده‌اند. نتایج این‌گونه بازی‌ها نیز تا پایان ۱۲۰ دقیقه وقت‌های معمول و اضافهٔ بازی محاسبه شده و پنالتی‌های پایان بازی‌ها در ستون گل‌ها شمارش نشده‌اند.
استقلال تا به امروز در ۲۳ فصل از رقابت‌های باشگاهی رسمی در سطح قاره آسیا حضور داشته که ۲۰ فصل آن در جام باشگاه‌های آسیا، لیگ قهرمانان آسیا و لیگ نخبگان آسیا و ۳ فصل آن در جام برندگان جام آسیا بوده‌است.

### عملکرد کلی
| عملکرد فصل به فصل باشگاه استقلال در مسابقات قاره آسیا | عملکرد فصل به فصل باشگاه استقلال در مسابقات قاره آسیا | عملکرد فصل به فصل باشگاه استقلال در مسابقات قاره آسیا | عملکرد فصل به فصل باشگاه استقلال در مسابقات قاره آسیا                                                  | عملکرد فصل به فصل باشگاه استقلال در مسابقات قاره آسیا                                                  | عملکرد فصل به فصل باشگاه استقلال در مسابقات قاره آسیا                                                  | عملکرد فصل به فصل باشگاه استقلال در مسابقات قاره آسیا                                                  | عملکرد فصل به فصل باشگاه استقلال در مسابقات قاره آسیا                                                  | عملکرد فصل به فصل باشگاه استقلال در مسابقات قاره آسیا                                                  | عملکرد فصل به فصل باشگاه استقلال در مسابقات قاره آسیا                                                  | عملکرد فصل به فصل باشگاه استقلال در مسابقات قاره آسیا                                                  | عملکرد فصل به فصل باشگاه استقلال در مسابقات قاره آسیا                                                  |
| ردیف                                                  | سال/فصل                                               | عنوان رقابت‌ها                                         | بازی                                                                                                   | برد | تساوی                                                                                                  | شکست                                                                                                   | گل زده                                                                                                 | گل خورده                                                                                               | تفاضل گل                                                                                               | ٪ برد                                                                                                  | عملکرد                                                                                                 |
| ----------------------------------------------------- | ----------------------------------------------------- | ----------------------------------------------------- | --- | --- | --- | --- | --- | --- | --- | --- | --- |
| ۱                                                     | ۱۹۷۰                                                  | مسابقات باشگاهی قهرمانی آسیا                          | ۴ | ۴ | ۰ | ۰ | ۱۰ | ۱ | ۹+ | ۱۰۰٪                                                                                                   | قهرمان                                                                                                 |
| ۲                                                     | ۱۹۷۱                                                  | مسابقات باشگاهی قهرمانی آسیا                          | ۶ | ۳ | ۱ | ۲ | ۱۰ | ۸ | ۲+ | ۵۰٪ | سوم |
| ۳                                                     | ۹۱–۱۹۹۰                                               | جام باشگاه‌های آسیا                                    | ۷ | ۵ | ۲ | ۰ | ۱۱ | ۴ | ۷+ | ۷۲٪ | قهرمان                                                                                                 |
| ۴                                                     | ۱۹۹۱                                                  | جام باشگاه‌های آسیا                                    | ۶ | ۲ | ۳ | ۱ | ۹ | ۴ | ۵+ | ۳۳٪ | نائب قهرمان                                                                                            |
| ۵                                                     | ۹۷–۱۹۹۶                                               | جام برندگان جام آسیا                                  | ۶ | ۲ | ۲ | ۲ | ۶ | ۶ | ۰ | ۳۳٪ | چهارم                                                                                                  |
| ۶                                                     | ۹۹–۱۹۹۸                                               | جام باشگاه‌های آسیا                                    | ۷ | ۴ | ۱ | ۲ | ۱۱ | ۸ | ۳+ | ۵۸٪ | نائب قهرمان                                                                                            |
| ۷                                                     | ۲۰۰۰–۱۹۹۹                                             | جام برندگان جام آسیا                                  | ۴ | ۲ | ۱ | ۱ | ۱۶ | ۲ | ۱۴+ | ۵۰٪ | حذف در مرحله ۱/۸ نهایی                                                                                 |
| ۸                                                     | ۰۱–۲۰۰۰                                               | جام برندگان جام آسیا                                  | ۸ | ۴ | ۱ | ۳ | ۱۵ | ۱۰ | ۵+ | ۵۰٪ | چهارم                                                                                                  |
| ۹                                                     | ۰۲–۲۰۰۱                                               | جام باشگاه‌های آسیا                                    | ۷ | ۴ | ۱ | ۲ | ۱۹ | ۱۲ | ۷+ | ۵۸٪ | سوم |
| ۱۰                                                    | ۰۳–۲۰۰۲                                               | پلی‌آف لیگ قهرمانان آسیا                               | ۴ | ۳ | ۰ | ۱ | ۵ | ۲ | ۳+ | ۷۵٪ | صعود به مرحله گروهی                                                                                    |
| ۱۰                                                    | ۰۳–۲۰۰۲                                               | لیگ قهرمانان آسیا                                     | ۳ | ۱ | ۰ | ۲ | ۵ | ۷ | ۲- | ۳۳٪ | حذف در مرحله گروهی                                                                                     |
| ۱۱                                                    | ۲۰۰۷                                                  | لیگ قهرمانان آسیا                                     | به دلیل تأخیر در ارسال لیست بازیکنان به ای‌اف‌سی، استقلال از جدول گروه B لیگ قهرمانان آسیا ۲۰۰۷ خط خورد. | به دلیل تأخیر در ارسال لیست بازیکنان به ای‌اف‌سی، استقلال از جدول گروه B لیگ قهرمانان آسیا ۲۰۰۷ خط خورد. | به دلیل تأخیر در ارسال لیست بازیکنان به ای‌اف‌سی، استقلال از جدول گروه B لیگ قهرمانان آسیا ۲۰۰۷ خط خورد. | به دلیل تأخیر در ارسال لیست بازیکنان به ای‌اف‌سی، استقلال از جدول گروه B لیگ قهرمانان آسیا ۲۰۰۷ خط خورد. | به دلیل تأخیر در ارسال لیست بازیکنان به ای‌اف‌سی، استقلال از جدول گروه B لیگ قهرمانان آسیا ۲۰۰۷ خط خورد. | به دلیل تأخیر در ارسال لیست بازیکنان به ای‌اف‌سی، استقلال از جدول گروه B لیگ قهرمانان آسیا ۲۰۰۷ خط خورد. | به دلیل تأخیر در ارسال لیست بازیکنان به ای‌اف‌سی، استقلال از جدول گروه B لیگ قهرمانان آسیا ۲۰۰۷ خط خورد. | به دلیل تأخیر در ارسال لیست بازیکنان به ای‌اف‌سی، استقلال از جدول گروه B لیگ قهرمانان آسیا ۲۰۰۷ خط خورد. | به دلیل تأخیر در ارسال لیست بازیکنان به ای‌اف‌سی، استقلال از جدول گروه B لیگ قهرمانان آسیا ۲۰۰۷ خط خورد. |
| ۱۲                                                    | ۲۰۰۹                                                  | لیگ قهرمانان آسیا                                     | ۶ | ۰ | ۴ | ۲ | ۶ | ۸ | ۲- | ۰٪ | حذف در مرحله گروهی                                                                                     |
| ۱۳                                                    | ۲۰۱۰                                                  | لیگ قهرمانان آسیا                                     | ۷ | ۳ | ۲ | ۲ | ۱۱ | ۸ | ۳+ | ۴۳٪ | حذف در مرحله ۱/۸ نهایی                                                                                 |
| ۱۴                                                    | ۲۰۱۱                                                  | لیگ قهرمانان آسیا                                     | ۶ | ۲ | ۲ | ۲ | ۱۱ | ۱۰ | ۱+ | ۳۳٪ | حذف در مرحله گروهی                                                                                     |
| ۱۵                                                    | ۲۰۱۲                                                  | پلی‌آف لیگ قهرمانان آسیا                               | ۲ | ۲ | ۰ | ۰ | ۵ | ۱ | ۴+ | ۱۰۰٪                                                                                                   | صعود به مرحله گروهی                                                                                    |
| ۱۵                                                    | ۲۰۱۲                                                  | لیگ قهرمانان آسیا                                     | ۷ | ۳ | ۲ | ۲ | ۸ | ۵ | ۳+ | ۴۳٪ | حذف در مرحله ۱/۸ نهایی                                                                                 |
| ۱۶                                                    | ۲۰۱۳                                                  | لیگ قهرمانان آسیا                                     | ۱۲ | ۷ | ۳ | ۲ | ۲۰ | ۱۲ | ۸+ | ۵۸٪ | حذف در نیمه‌نهایی                                                                                       |
| ۱۷                                                    | ۲۰۱۴                                                  | لیگ قهرمانان آسیا                                     | ۶ | ۲ | ۱ | ۳ | ۷ | ۷ | ۰ | ۳۳٪ | حذف در مرحله گروهی                                                                                     |
| ۱۸                                                    | ۲۰۱۷                                                  | پلی‌آف لیگ قهرمانان آسیا                               | ۱ | ۰ | ۱ | ۰ | ۰ | ۰ | ۰ | ۰٪ | صعود به مرحله گروهی                                                                                    |
| ۱۸                                                    | ۲۰۱۷                                                  | لیگ قهرمانان آسیا                                     | ۸ | ۴ | ۲ | ۲ | ۱۲ | ۱۱ | ۱+ | ۵۰٪ | حذف در مرحله ۱/۸ نهایی                                                                                 |
| ۱۹                                                    | ۲۰۱۸                                                  | لیگ قهرمانان آسیا                                     | ۱۰ | ۴ | ۴ | ۲ | ۱۵ | ۱۲ | ۳+ | ۴۰٪ | حذف در مرحله ۱/۴ نهایی                                                                                 |
| ۲۰                                                    | ۲۰۱۹                                                  | لیگ قهرمانان آسیا                                     | ۶ | ۲ | ۲ | ۲ | ۶ | ۸ | ۲- | ۳۳٪ | حذف در مرحله گروهی                                                                                     |
| ۲۱                                                    | ۲۰۲۰                                                  | پلی‌آف لیگ قهرمانان آسیا                               | ۲ | ۲ | ۰ | ۰ | ۸ | ۰ | ۸+ | ۱۰۰٪                                                                                                   | صعود به مرحله گروهی                                                                                    |
| ۲۱                                                    | ۲۰۲۰                                                  | لیگ قهرمانان آسیا                                     | ۵ | ۱ | ۲ | ۲ | ۷ | ۶ | ۱+ | ۲۰٪ | حذف در مرحله ۱/۸ نهایی                                                                                 |
| ۲۲                                                    | ۲۰۲۱                                                  | لیگ قهرمانان آسیا                                     | ۷ | ۳ | ۲ | ۲ | ۱۴ | ۱۰ | +۱ | ۴۳٪ | حذف در مرحله ۱/۸ نهایی                                                                                 |
| ۲۳                                                    | ۲۰۲۴                                                  | لیگ نخبگان آسیا                                       | ۱۰ | ۲ | ۴ | ۴ | ۸ | ۱۲ | ۴- | ۲۰٪ | حذف در مرحله ۱/۸ نهایی                                                                                 |
| مجموع کل                                              | مجموع کل                                              | مجموع کل                                              | ۱۵۷ | ۷۱ | ۴۴ | ۴۲ | ۲۵۴ | ۱۷۴ | ۸۰+ | ۴۲٪ | |

#### بر پایه رقابت
| عملکرد کلی باشگاه استقلال در مسابقات قاره آسیا | عملکرد کلی باشگاه استقلال در مسابقات قاره آسیا | عملکرد کلی باشگاه استقلال در مسابقات قاره آسیا | عملکرد کلی باشگاه استقلال در مسابقات قاره آسیا | عملکرد کلی باشگاه استقلال در مسابقات قاره آسیا | عملکرد کلی باشگاه استقلال در مسابقات قاره آسیا | عملکرد کلی باشگاه استقلال در مسابقات قاره آسیا | عملکرد کلی باشگاه استقلال در مسابقات قاره آسیا | عملکرد کلی باشگاه استقلال در مسابقات قاره آسیا | عملکرد کلی باشگاه استقلال در مسابقات قاره آسیا |
| جام                                            | بازی                                           | برد                                            | مساوی                                          | باخت                                           | گل‌زده                                          | گل‌خورده                                        | تفاضل گل                                       | کلین شیت                                       | درصد برد                                       |
| ---------------------------------------------- | ---------------------------------------------- | ---------------------------------------------- | ---------------------------------------------- | ---------------------------------------------- | ---------------------------------------------- | ---------------------------------------------- | ---------------------------------------------- | ---------------------------------------------- | ---------------------------------------------- |
| لیگ نخبگان آسیا                                | ۱۰                                             | ۲                                              | ۴                                              | ۴                                              | ۸                                              | ۱۲                                             | ۴-                                             | ۴                                              | ۲۰                                             |
| لیگ قهرمانان آسیا                              | ۹۲                                             | ۳۹                                             | ۲۸                                             | ۲۵                                             | ۱۳۹                                            | ۱۰۷                                            | +۳۲                                            | ۲۹                                             | ۴۲/۳۹                                          |
| جام باشگاه های آسیا                            | ۳۷                                             | ۲۲                                             | ۸                                              | ۷                                              | ۷۰                                             | ۳۷                                             | +۳۳                                            | ۱۳                                             | ۵۹/۴۵                                          |
| جام در جام آسیا                                | ۱۸                                             | ۸                                              | ۴                                              | ۶                                              | ۳۷                                             | ۱۸                                             | +۱۹                                            | ۹                                              | ۴۴/۴۴                                          |
| مجموع عملکرد                                   | ۱۵۷                                            | ۷۱                                             | ۴۴                                             | ۴۲                                             | ۲۵۴                                            | ۱۷۴                                            | +۸۰                                            | ۵۴                                             | ۴۱/۵۷                                          |

منبع: مسابقه‌ها
تاریخ به‌روزرسانی: تا ۱۲ اسفند ۱۴۰۳

#### بر پایه میزبانی‌ها
استقلال از ۱۴۱ مسابقه‌ای که رقابت‌های آسیایی برگزار کرده در ۵۶ مسابقه میزبان، در ۵۲ مسابقه مهمان و ۳۳ مسابقه را نیز در ورزشگاه‌های بی‌طرف برگزار کره است. دوره‌های نخست جام باشگاه‌های آسیا به شکل متمرکز و به میزبانی یکی از تیم‌های حاضر برگزار می‌شد و تیم تاج نیز در دوره ۱۹۷۰ میزبانی را در ورزشگاه امجدیه، بزرگ‌ترین ورزشگاه آن زمان فوتبال در ایران، بر عهده داشت. در دوره‌های بعدی بازی‌های استقلال در ورزشگاه آزادی برگزار شدند، تنها استثنا مسابقات لیگ قهرمانان آسیا ۰۳–۲۰۰۲ بود که به دلیل زیر کشت رفتن زمین چمن ورزشگاه آزادی استقلال دو مسابقه مرحله مقدماتی‌اش را در ورزشگاه تختی تهران برگزار کرد.
| عملکرد باشگاه استقلال در رقابت‌های آسیایی بر پایه میزبانی‌ها | عملکرد باشگاه استقلال در رقابت‌های آسیایی بر پایه میزبانی‌ها | عملکرد باشگاه استقلال در رقابت‌های آسیایی بر پایه میزبانی‌ها | عملکرد باشگاه استقلال در رقابت‌های آسیایی بر پایه میزبانی‌ها | عملکرد باشگاه استقلال در رقابت‌های آسیایی بر پایه میزبانی‌ها | عملکرد باشگاه استقلال در رقابت‌های آسیایی بر پایه میزبانی‌ها | عملکرد باشگاه استقلال در رقابت‌های آسیایی بر پایه میزبانی‌ها | عملکرد باشگاه استقلال در رقابت‌های آسیایی بر پایه میزبانی‌ها | عملکرد باشگاه استقلال در رقابت‌های آسیایی بر پایه میزبانی‌ها | عملکرد باشگاه استقلال در رقابت‌های آسیایی بر پایه میزبانی‌ها | عملکرد باشگاه استقلال در رقابت‌های آسیایی بر پایه میزبانی‌ها | عملکرد باشگاه استقلال در رقابت‌های آسیایی بر پایه میزبانی‌ها | عملکرد باشگاه استقلال در رقابت‌های آسیایی بر پایه میزبانی‌ها | عملکرد باشگاه استقلال در رقابت‌های آسیایی بر پایه میزبانی‌ها | عملکرد باشگاه استقلال در رقابت‌های آسیایی بر پایه میزبانی‌ها | عملکرد باشگاه استقلال در رقابت‌های آسیایی بر پایه میزبانی‌ها | عملکرد باشگاه استقلال در رقابت‌های آسیایی بر پایه میزبانی‌ها | عملکرد باشگاه استقلال در رقابت‌های آسیایی بر پایه میزبانی‌ها | عملکرد باشگاه استقلال در رقابت‌های آسیایی بر پایه میزبانی‌ها | عملکرد باشگاه استقلال در رقابت‌های آسیایی بر پایه میزبانی‌ها | عملکرد باشگاه استقلال در رقابت‌های آسیایی بر پایه میزبانی‌ها | عملکرد باشگاه استقلال در رقابت‌های آسیایی بر پایه میزبانی‌ها |
| مسابقات                                                    | میزبان                                                     | میزبان                                                     | میزبان                                                     | میزبان                                                     | میزبان                                                     | میزبان                                                     | میزبان                                                     | مهمان                                                      | مهمان                                                      | مهمان                                                      | مهمان                                                      | مهمان                                                      | مهمان                                                      | مهمان                                                      | بی‌طرف                                                      | بی‌طرف                                                      | بی‌طرف                                                      | بی‌طرف                                                      | بی‌طرف                                                      | بی‌طرف                                                      | بی‌طرف                                                      |
| مسابقات                                                    | بازی                                                       | برد                                                        | مساوی                                                      | باخت                                                       | زده                                                        | خورده                                                      | ٪برد                                                       | بازی                                                       | برد                                                        | مساوی                                                      | باخت                                                       | زده                                                        | خورده                                                      | ٪برد                                                       | بازی                                                       | برد                                                        | مساوی                                                      | باخت                                                       | زده                                                        | خورده                                                      | ٪برد                                                       |
| ---------------------------------------------------------- | ---------------------------------------------------------- | ---------------------------------------------------------- | ---------------------------------------------------------- | ---------------------------------------------------------- | ---------------------------------------------------------- | ---------------------------------------------------------- | ---------------------------------------------------------- | ---------------------------------------------------------- | ---------------------------------------------------------- | ---------------------------------------------------------- | ---------------------------------------------------------- | ---------------------------------------------------------- | ---------------------------------------------------------- | ---------------------------------------------------------- | ---------------------------------------------------------- | ---------------------------------------------------------- | ---------------------------------------------------------- | ---------------------------------------------------------- | ---------------------------------------------------------- | ---------------------------------------------------------- | ---------------------------------------------------------- |
| لیگ قهرمانان آسیا                                          | ۴۸                                                         | ۲۹                                                         | ۱۳                                                         | ۶                                                          | ۸۸                                                         | ۳۷                                                         | ۶۰٪                                                        | ۴۴                                                         | ۱۱                                                         | ۱۸                                                         | ۱۵                                                         | ۶۳                                                         | ۶۶                                                         | ۴۱٪                                                        | ۳۸                                                         | ۲۲                                                         | ۵                                                          | ۱۱                                                         | ۶۳                                                         | ۴۰                                                         | ۵۸٪                                                        |
| جام برندگان جام آسیا                                       | ۸                                                          | ۶                                                          | ۲                                                          | ۰                                                          | ۲۲                                                         | ۳                                                          | ۷۵٪                                                        | ۸                                                          | ۲                                                          | ۲                                                          | ۴                                                          | ۶                                                          | ۱۲                                                         | ۲۵٪                                                        | ۲                                                          | ۰                                                          | ۰                                                          | ۲                                                          | ۱                                                          | ۴                                                          | ۰٪                                                         |
| مجموع                                                      | ۵۶                                                         | ۳۵                                                         | ۱۵                                                         | ۶                                                          | ۱۱۰                                                        | ۴۰                                                         | ۶۷٪                                                        | ۵۲                                                         | ۱۳                                                         | ۲۰                                                         | ۱۹                                                         | ۶۹                                                         | ۷۸                                                         | ۳۳٪                                                        | ۴۰                                                         | ۲۲                                                         | ۵                                                          | ۱۳                                                         | ۶۴                                                         | ۴۴                                                         | ۵۵٪                                                        |

منبع: مسابقه‌ها
تاریخ به‌روزرسانی: ۱۶ سپتامبر ۲۰۲۴

### جام‌ها و نشان‌ها
استقلال از ۲۳ بار حضور در رقابت‌های آسیایی موفق به کسب دو عنوان قهرمانی شده‌است. به این ترتیب استقلال نخستین و تا به امروز تنها تیم ایرانی است که موفق به کسب بیش از یک عنوان آسیایی شده. همچنین استقلال بعد از مکابی تل آویو دومین تیمی است که موفق به تکرار عنوان قهرمانی‌اش شده‌است. استقلال با دو عنوان قهرمانی، دو نایب قهرمانی و سه عنوان سومی در بالاترین سطح مسابقات باشگاهی آسیا، موفق‌ترین نمایندهٔ ایران در تاریخ مسابقات باشگاهی قارهٔ آسیا هست. آبی‌پوشان تهرانی همچنین با هفت بار حضور در مرحلهٔ نیمه‌نهایی رقابت‌های لیگ نخبگان آسیا، در میان تیم‌های ایرانی رکورددار حضور در جمع چهار تیم پایانی این مسابقات هستند

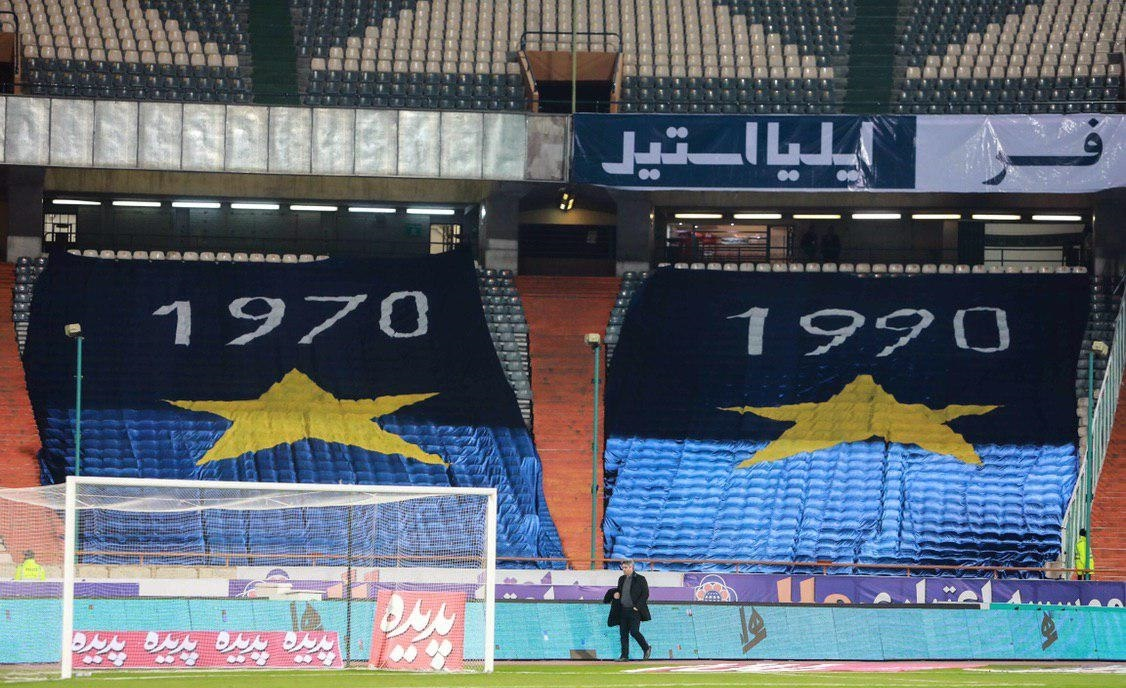
قهرمانی‌های آسیایی استقلال تبدیل به بخشی از هویت این باشگاه شده‌اند.

| مقام‌های استقلال در رقابت‌های آسیایی | مقام‌های استقلال در رقابت‌های آسیایی   | مقام‌های استقلال در رقابت‌های آسیایی |
| عنوان کسب شده                      | جام باشگاه‌های آسیا/لیگ قهرمانان آسیا | جام برندگان جام آسیا               |
| ---------------------------------- | ------------------------------------ | ---------------------------------- |
| قهرمانی                            | ۲ (۱۹۷۰، ۹۱–۱۹۹۰)                    | –                                  |
| نایب قهرمانی                       | ۲ (۱۹۹۱، ۱۹۹۹)                       | –                                  |
| عنوان سومی                         | ۲ (۱۹۷۱، ۲۰۰۲)                       | –                                  |
| عنوان چهارمی                       | –                                    | ۲ (۱۹۹۷، ۲۰۰۱)                     |
| حضور در نیمه نهایی (بدون رتبه‌بندی) | ۱ (۲۰۱۳)                             | –                                  |

### آمار برابر حریفان

#### بر پایه کشور
تیم استقلال تهران در بازی‌های باشگاهی قاره آسیا در برابر نمایندگانی از ۲۱ کشور آسیایی قرار گرفته‌است. با انجام ۲۸ بازی در برابر نمایندگان عربستان بیش از همه با تیم‌های این کشور آسیایی بازی کرده‌است.
| عملکرد باشگاه استقلال در برابر نمایندگان کشورهای آسیایی | عملکرد باشگاه استقلال در برابر نمایندگان کشورهای آسیایی | عملکرد باشگاه استقلال در برابر نمایندگان کشورهای آسیایی | عملکرد باشگاه استقلال در برابر نمایندگان کشورهای آسیایی | عملکرد باشگاه استقلال در برابر نمایندگان کشورهای آسیایی | عملکرد باشگاه استقلال در برابر نمایندگان کشورهای آسیایی | عملکرد باشگاه استقلال در برابر نمایندگان کشورهای آسیایی | عملکرد باشگاه استقلال در برابر نمایندگان کشورهای آسیایی | عملکرد باشگاه استقلال در برابر نمایندگان کشورهای آسیایی | عملکرد باشگاه استقلال در برابر نمایندگان کشورهای آسیایی |
| #                                                       | کشور                                                    | بازی                                                    | برد                                                     | مساوی                                                   | باخت                                                    | زده                                                     | خورده                                                   | تفاضل                                                   | برد ٪                                                   |
| ------------------------------------------------------- | ------------------------------------------------------- | ------------------------------------------------------- | ------------------------------------------------------- | ------------------------------------------------------- | ------------------------------------------------------- | ------------------------------------------------------- | ------------------------------------------------------- | ------------------------------------------------------- | ------------------------------------------------------- |
| ۱                                                       | عربستان سعودی                                           | ۳۰                                                      | ۱۳                                                      | ۴                                                       | ۱۳                                                      | ۴۲                                                      | ۳۷                                                      | ۵+                                                      | ۰۴۳                                                     |
| ۲                                                       | قطر                                                     | ۲۶                                                      | ۱۲                                                      | ۱۰                                                      | ۴                                                       | ۴۳                                                      | ۲۶                                                      | ۱۷+                                                     | ۰۴۶                                                     |
| ۳                                                       | امارات متحده عربی                                       | ۲۵                                                      | ۹                                                       | ۱۰                                                      | ۶                                                       | ۳۹                                                      | ۳۵                                                      | ۴+                                                      | ۰۳۶                                                     |
| ۴                                                       | ازبکستان                                                | ۱۳                                                      | ۶                                                       | ۳                                                       | ۴                                                       | ۲۳                                                      | ۱۶                                                      | ۷+                                                      | ۰۴۶                                                     |
| ۵                                                       | کره جنوبی                                               | ۶                                                       | ۲                                                       | ۱                                                       | ۳                                                       | ۸                                                       | ۱۰                                                      | ۲−                                                      | ۰۳۳                                                     |
| ۶                                                       | عراق                                                    | ۶                                                       | ۱                                                       | ۳                                                       | ۲                                                       | ۷                                                       | ۸                                                       | ۱−                                                      | ۰۱۷                                                     |
| ۷                                                       | ایران                                                   | ۴                                                       | ۲                                                       | ۰                                                       | ۲                                                       | ۵                                                       | ۴                                                       | ۱+                                                      | ۰۵۰                                                     |
| ۸                                                       | قزاقستان                                                | ۴                                                       | ۲                                                       | ۲                                                       | ۰                                                       | ۵                                                       | ۱                                                       | ۴+                                                      | ۰۵۰                                                     |
| ۹                                                       | تایلند                                                  | ۳                                                       | ۳                                                       | ۰                                                       | ۰                                                       | ۵                                                       | ۱                                                       | ۴+                                                      | ۱۰۰                                                     |
| ۱۰                                                      | لبنان                                                   | ۳                                                       | ۳                                                       | ۰                                                       | ۰                                                       | ۱۸                                                      | ۰                                                       | ۱۸+                                                     | ۱۰۰                                                     |
| ۱۱                                                      | کویت                                                    | ۳                                                       | ۲                                                       | ۱                                                       | ۰                                                       | ۶                                                       | ۰                                                       | ۶+                                                      | ۰۶۷                                                     |
| ۱۲                                                      | چین                                                     | ۲                                                       | ۲                                                       | ۰                                                       | ۰                                                       | ۶                                                       | ۴                                                       | ۲+                                                      | ۱۰۰                                                     |
| ۱۳                                                      | اردن                                                    | ۲                                                       | ۲                                                       | ۰                                                       | ۰                                                       | ۳                                                       | ۰                                                       | ۳+                                                      | ۱۰۰                                                     |
| ۱۴                                                      | اندونزی                                                 | ۲                                                       | ۲                                                       | ۰                                                       | ۰                                                       | ۴                                                       | ۰                                                       | ۴+                                                      | ۱۰۰                                                     |
| ۱۵                                                      | مالزی                                                   | ۲                                                       | ۲                                                       | ۰                                                       | ۰                                                       | ۶                                                       | ۰                                                       | ۶+                                                      | ۱۰۰                                                     |
| ۱۶                                                      | کره شمالی                                               | ۲                                                       | ۱                                                       | ۱                                                       | ۰                                                       | ۳                                                       | ۲                                                       | ۱+                                                      | ۰۵۰                                                     |
| ۱۷                                                      | یمن                                                     | ۲                                                       | ۱                                                       | ۱                                                       | ۰                                                       | ۵                                                       | ۰                                                       | ۵+                                                      | ۰۵۰                                                     |
| ۱۸                                                      | ژاپن                                                    | ۲                                                       | ۰                                                       | ۰                                                       | ۲                                                       | ۲                                                       | ۵                                                       | ۳−                                                      | ۰۰۰٫۰۰                                                  |
| ۱۹                                                      | اسرائیل                                                 | ۱                                                       | ۱                                                       | ۰                                                       | ۰                                                       | ۲                                                       | ۱                                                       | ۱+                                                      | ۱۰۰                                                     |
| ۲۰                                                      | بنگلادش                                                 | ۱                                                       | ۰                                                       | ۱                                                       | ۰                                                       | ۱                                                       | ۱                                                       | ۰+                                                      | ۰۰۰٫۰۰                                                  |
| ۲۱                                                      | ترکمنستان                                               | ۱                                                       | ۰                                                       | ۰                                                       | ۱                                                       | ۰                                                       | ۱                                                       | ۱−                                                      | ۰۰۰٫۰۰                                                  |

منبع: مسابقه‌ها
تاریخ به‌روزرسانی: ۲۶ سپتامبر ۲۰۲۰

#### بر پایه تیم
استقلال در بازی‌های باشگاهی قاره آسیا در برابر ۵۰ تیم از ۲۱ کشور مختلف قرار گرفته‌است. الهلال عربستان با ۱۳ بازی بیشترین بازی آسیایی را در برابر استقلال انجام داده‌است.
| نتایج تیم استقلال در برابر حریفان آسیایی بر پایه تیم‌ها | نتایج تیم استقلال در برابر حریفان آسیایی بر پایه تیم‌ها | نتایج تیم استقلال در برابر حریفان آسیایی بر پایه تیم‌ها | نتایج تیم استقلال در برابر حریفان آسیایی بر پایه تیم‌ها | نتایج تیم استقلال در برابر حریفان آسیایی بر پایه تیم‌ها | نتایج تیم استقلال در برابر حریفان آسیایی بر پایه تیم‌ها | نتایج تیم استقلال در برابر حریفان آسیایی بر پایه تیم‌ها | نتایج تیم استقلال در برابر حریفان آسیایی بر پایه تیم‌ها | نتایج تیم استقلال در برابر حریفان آسیایی بر پایه تیم‌ها | نتایج تیم استقلال در برابر حریفان آسیایی بر پایه تیم‌ها | نتایج تیم استقلال در برابر حریفان آسیایی بر پایه تیم‌ها |
| #                                                      | تیم                                                    | بازی                                                   | برد                                                    | مساوی                                                  | باخت                                                   | گل. ز                                                  | گل. خ                                                  | ل. ق                                                   | ج.ب. ج                                                 | پ. آ                                                   |
| ------------------------------------------------------ | ------------------------------------------------------ | ------------------------------------------------------ | ------------------------------------------------------ | ------------------------------------------------------ | ------------------------------------------------------ | ------------------------------------------------------ | ------------------------------------------------------ | ------------------------------------------------------ | ------------------------------------------------------ | ------------------------------------------------------ |
| ۱                                                      | الهلال                                                 | ۱۳                                                     | ۵                                                      | ۲                                                      | ۶                                                      | ۱۱                                                     | ۱۵                                                     | ۱۲                                                     | ۱                                                      | ۰                                                      |
| ۲                                                      | السد                                                   | ۱۱                                                     | ۴                                                      | ۵                                                      | ۳                                                      | ۱۳                                                     | ۱۵                                                     | ۷                                                      | ۲                                                      | ۱                                                      |
| ۳                                                      | الریان                                                 | ۱۱                                                     | ۸                                                      | ۲                                                      | ۱                                                      | ۲۶                                                     | ۸                                                      | ۱۱                                                     | ۰                                                      | ۰                                                      |
| ۴                                                      | العین                                                  | ۱۰                                                     | ۵                                                      | ۳                                                      | ۲                                                      | ۱۳                                                     | ۱۴                                                     | ۱۰                                                     | ۰                                                      | ۰                                                      |
| ۵                                                      | الجزیره                                                | ۸                                                      | ۱                                                      | ۵                                                      | ۲                                                      | ۹                                                      | ۱۰                                                     | ۸                                                      | ۰                                                      | ۰                                                      |
| ۶                                                      | الاهلی                                                 | ۷                                                      | ۴                                                      | ۲                                                      | ۱                                                      | ۱۵                                                     | ۸                                                      | ۷                                                      | ۰                                                      | ۰                                                      |
| ۷                                                      | الشرطه                                                 | ۷                                                      | ۲                                                      | ۳                                                      | ۲                                                      | ۹                                                      | ۸                                                      | ۷                                                      | ۰                                                      | ۰                                                      |
| ۸                                                      | الاتحاد                                                | ۶                                                      | ۱                                                      | ۲                                                      | ۳                                                      | ۷                                                      | ۹                                                      | ۴                                                      | ۲                                                      | ۰                                                      |
| ۹                                                      | نسف قارشی                                              | ۴                                                      | ۲                                                      | ۲                                                      | ۰                                                      | ۸                                                      | ۳                                                      | ۴                                                      | ۰                                                      | ۰                                                      |
| ۱۰                                                     | پاختاکور                                               | ۴                                                      | ۱                                                      | ۱                                                      | ۲                                                      | ۶                                                      | ۶                                                      | ۴                                                      | ۰                                                      | ۰                                                      |
| ۱۱                                                     | النصر                                                  | ۴                                                      | ۱                                                      | ۱                                                      | ۲                                                      | ۳                                                      | ۴                                                      | ۴                                                      | ۰                                                      | ۰                                                      |
| ۱۲                                                     | الدحیل                                                 | ۴                                                      | ۰                                                      | ۲                                                      | ۲                                                      | ۶                                                      | ۱۰                                                     | ۴                                                      | ۰                                                      | ۰                                                      |
| ۱۳                                                     | الشباب                                                 | ۴                                                      | ۰                                                      | ۰                                                      | ۴                                                      | ۵                                                      | ۹                                                      | ۳                                                      | ۱                                                      | ۰                                                      |
| ۱۴                                                     | ذوب‌آهن                                                 | ۳                                                      | ۲                                                      | ۰                                                      | ۱                                                      | ۵                                                      | ۲                                                      | ۲                                                      | ۰                                                      | ۱                                                      |
| ۱۵                                                     | اف‌سی سئول                                              | ۳                                                      | ۰                                                      | ۱                                                      | ۲                                                      | ۳                                                      | ۶                                                      | ۳                                                      | ۰                                                      | ۰                                                      |
| ۱۶                                                     | الوحده                                                 | ۳                                                      | ۲                                                      | ۰                                                      | ۱                                                      | ۱۱                                                     | ۶                                                      | ۱                                                      | ۲                                                      | ۰                                                      |
| ۱۷                                                     | هومنتمن                                                | ۳                                                      | ۳                                                      | ۰                                                      | ۰                                                      | ۱۸                                                     | ۰                                                      | ۱                                                      | ۲                                                      | ۰                                                      |
| ۱۸                                                     | الغرافه                                                | ۳                                                      | ۲                                                      | ۱                                                      | ۰                                                      | ۷                                                      | ۱                                                      | ۳                                                      | ۰                                                      | ۰                                                      |
| ۱۹                                                     | الاهلی                                                 | ۲                                                      | ۰                                                      | ۱                                                      | ۱                                                      | ۲                                                      | ۳                                                      | ۲                                                      | ۰                                                      | ۰                                                      |
| ۲۰                                                     | التعاون                                                | ۲                                                      | ۲                                                      | ۰                                                      | ۰                                                      | ۵                                                      | ۱                                                      | ۲                                                      | ۰                                                      | ۰                                                      |
| ۲۱                                                     | الشباب                                                 | ۲                                                      | ۱                                                      | ۱                                                      | ۰                                                      | ۴                                                      | ۲                                                      | ۲                                                      | ۰                                                      | ۰                                                      |
| ۲۲                                                     | ام صلال                                                | ۲                                                      | ۰                                                      | ۱                                                      | ۱                                                      | ۱                                                      | ۲                                                      | ۲                                                      | ۰                                                      | ۰                                                      |
| ۲۳                                                     | بوریرام یونایتد                                        | ۲                                                      | ۲                                                      | ۰                                                      | ۰                                                      | ۳                                                      | ۱                                                      | ۲                                                      | ۰                                                      | ۰                                                      |
| ۲۴                                                     | الفیصلی                                                | ۲                                                      | ۲                                                      | ۰                                                      | ۰                                                      | ۳                                                      | ۰                                                      | ۰                                                      | ۰                                                      | ۲                                                      |
| ۲۵                                                     | ۲۵ آوریل                                               | ۲                                                      | ۱                                                      | ۱                                                      | ۰                                                      | ۳                                                      | ۲                                                      | ۲                                                      | ۰                                                      | ۰                                                      |
| ۲۶                                                     | التلال                                                 | ۲                                                      | ۱                                                      | ۱                                                      | ۰                                                      | ۵                                                      | ۰                                                      | ۲                                                      | ۰                                                      | ۰                                                      |
| ۲۷                                                     | قایرات                                                 | ۲                                                      | ۱                                                      | ۱                                                      | ۰                                                      | ۳                                                      | ۰                                                      | ۰                                                      | ۲                                                      | ۰                                                      |
| ۲۸                                                     | اورداباسی                                              | ۲                                                      | ۱                                                      | ۱                                                      | ۰                                                      | ۲                                                      | ۱                                                      | ۰                                                      | ۲                                                      | ۰                                                      |
| ۲۹                                                     | نیروی هوایی                                            | ۲                                                      | ۱                                                      | ۱                                                      | ۰                                                      | ۳                                                      | ۱                                                      | ۲                                                      | ۰                                                      | ۰                                                      |
| ۳۰                                                     | نفتچی                                                  | ۲                                                      | ۱                                                      | ۰                                                      | ۱                                                      | ۲                                                      | ۲                                                      | ۰                                                      | ۰                                                      | ۲                                                      |
| ۳۱                                                     | ارتش کره                                               | ۲                                                      | ۲                                                      | ۰                                                      | ۰                                                      | ۵                                                      | ۳                                                      | ۲                                                      | ۰                                                      | ۰                                                      |
| ۳۲                                                     | لوکوموتیو                                              | ۲                                                      | ۱                                                      | ۱                                                      | ۰                                                      | ۳                                                      | ۱                                                      | ۲                                                      | ۰                                                      | ۰                                                      |
| ۳۳                                                     | نوف باخور                                              | ۲                                                      | ۱                                                      | ۰                                                      | ۱                                                      | ۴                                                      | ۴                                                      | ۰                                                      | ۲                                                      | ۰                                                      |
| ۳۴                                                     | الکویت                                                 | ۲                                                      | ۲                                                      | ۰                                                      | ۰                                                      | ۶                                                      | ۰                                                      | ۱                                                      | ۰                                                      | ۱                                                      |
| ۳۵                                                     | اولسان هیوندای                                         | ۱                                                      | ۰                                                      | ۰                                                      | ۱                                                      | ۰                                                      | ۱                                                      | ۰                                                      | ۱                                                      | ۰                                                      |
| ۳۶                                                     | سپاهان                                                 | ۱                                                      | ۰                                                      | ۰                                                      | ۱                                                      | ۰                                                      | ۲                                                      | ۱                                                      | ۰                                                      | ۰                                                      |
| ۳۷                                                     | محمدان                                                 | ۱                                                      | ۰                                                      | ۱                                                      | ۰                                                      | ۱                                                      | ۱                                                      | ۱                                                      | ۰                                                      | ۰                                                      |
| ۳۸                                                     | جوبیلو ایواتا                                          | ۱                                                      | ۰                                                      | ۰                                                      | ۱                                                      | ۱                                                      | ۲                                                      | ۱                                                      | ۰                                                      | ۰                                                      |
| ۳۹                                                     | شیمیزو اس-پالس                                         | ۱                                                      | ۰                                                      | ۰                                                      | ۱                                                      | ۱                                                      | ۳                                                      | ۰                                                      | ۱                                                      | ۰                                                      |
| ۴۰                                                     | دالیان هایچانگ                                         | ۱                                                      | ۱                                                      | ۰                                                      | ۰                                                      | ۴                                                      | ۳                                                      | ۱                                                      | ۰                                                      | ۰                                                      |
| ۴۱                                                     | لیائونینگ                                              | ۱                                                      | ۱                                                      | ۰                                                      | ۰                                                      | ۲                                                      | ۱                                                      | ۱                                                      | ۰                                                      | ۰                                                      |
| ۴۲                                                     | الاتفاق                                                | ۱                                                      | ۱                                                      | ۰                                                      | ۰                                                      | ۳                                                      | ۱                                                      | ۰                                                      | ۰                                                      | ۱                                                      |
| ۴۳                                                     | بانکوک بانک                                            | ۱                                                      | ۱                                                      | ۰                                                      | ۰                                                      | ۲                                                      | ۰                                                      | ۱                                                      | ۰                                                      | ۰                                                      |
| ۴۴                                                     | مدان                                                   | ۱                                                      | ۱                                                      | ۰                                                      | ۰                                                      | ۲                                                      | ۰                                                      | ۱                                                      | ۰                                                      | ۰                                                      |
| ۴۵                                                     | پلیتاجایا                                              | ۱                                                      | ۱                                                      | ۰                                                      | ۰                                                      | ۲                                                      | ۰                                                      | ۱                                                      | ۰                                                      | ۰                                                      |
| ۴۶                                                     | کپه‌داغ                                                 | ۱                                                      | ۰                                                      | ۰                                                      | ۱                                                      | ۰                                                      | ۱                                                      | ۱                                                      | ۰                                                      | ۰                                                      |
| ۴۷                                                     | العربی                                                 | ۱                                                      | ۰                                                      | ۱                                                      | ۰                                                      | ۰                                                      | ۰                                                      | ۱                                                      | ۰                                                      | ۰                                                      |
| ۴۸                                                     | سلانگور                                                | ۱                                                      | ۱                                                      | ۰                                                      | ۰                                                      | ۳                                                      | ۰                                                      | ۱                                                      | ۰                                                      | ۰                                                      |
| ۴۹                                                     | پراک                                                   | ۱                                                      | ۱                                                      | ۰                                                      | ۰                                                      | ۳                                                      | ۰                                                      | ۱                                                      | ۰                                                      | ۰                                                      |
| ۵۰                                                     | هاپوئل                                                 | ۱                                                      | ۱                                                      | ۰                                                      | ۰                                                      | ۲                                                      | ۱                                                      | ۱                                                      | ۰                                                      | ۰                                                      |

منبع: مسابقه‌ها
تاریخ به‌روزرسانی: ۳ مارس ۲۰۲۵

## آمار انفرادی

### آمار گلزن‌ها
راهنما
- گل‌های زده‌شده در جام باشگاه‌های آسیا، لیگ قهرمانان آسیا و لیگ نخبگان آسیا در یک ستون قرار گرفته‌اند.
- این آمار تنها دربردارندهٔ گل‌هایی خواهد بود که بازیکنان با پیراهن استقلال به ثمر رسانده‌اند.
- بازیکنانی که در تعداد گل‌ها با هم برابر هستند، به ترتیب سال‌هایی که پیراهن استقلال را بر تن کرده‌اند در جدول قرار گرفته‌اند.
- در جدول نام بازیکنانی که در ترکیب کنونی باشگاه استقلال حضور دارند برجسته شده‌است.
- ردیف گل به خودی نمایان‌گر تعداد گل‌هایی است که حریفان استقلال به اشتباه وارد دروازهٔ خود کرده‌اند.

غلام‌حسین مظلومی، نخستین آقای گل باشگاه استقلال در آسیا

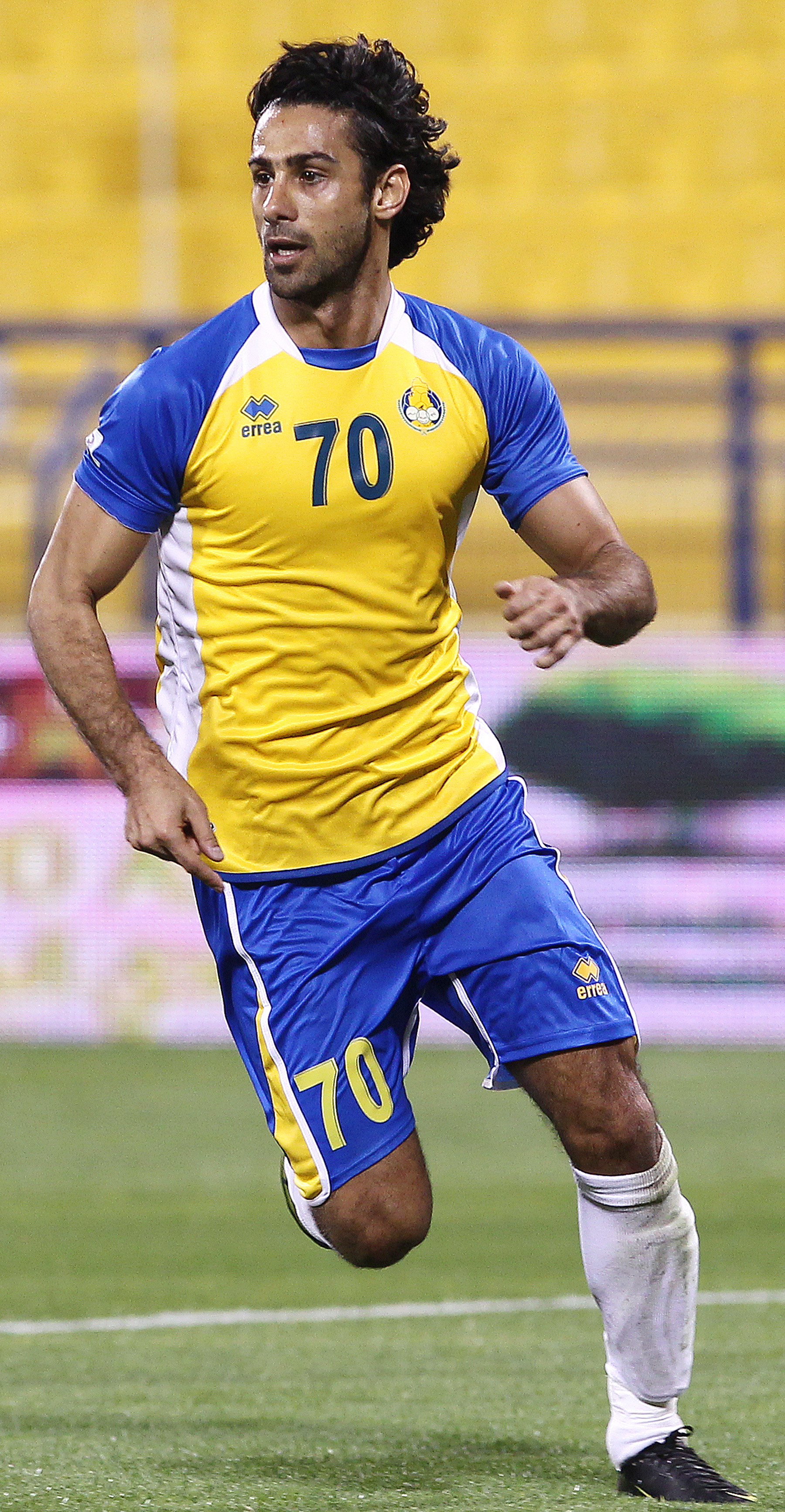
فرهاد مجیدی، بهترین گلزن باشگاه استقلال در آسیا میباشد.

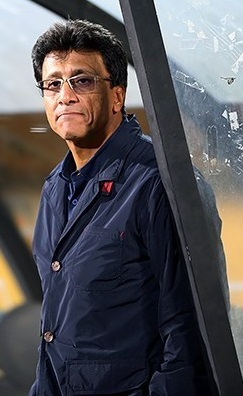
صمد مرفاوی، دومین آقای گل باشگاه استقلال در آسیا و زنندهٔ گل قهرمانی بخش در سال ۱۳۷۰

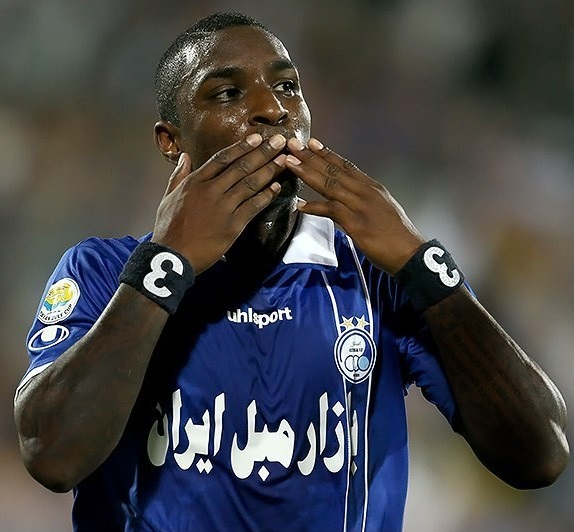
جی‌لوید ساموئل، نخستین بازیکن خارجی باشگاه استقلال که در آسیا گل زنی کرده‌است

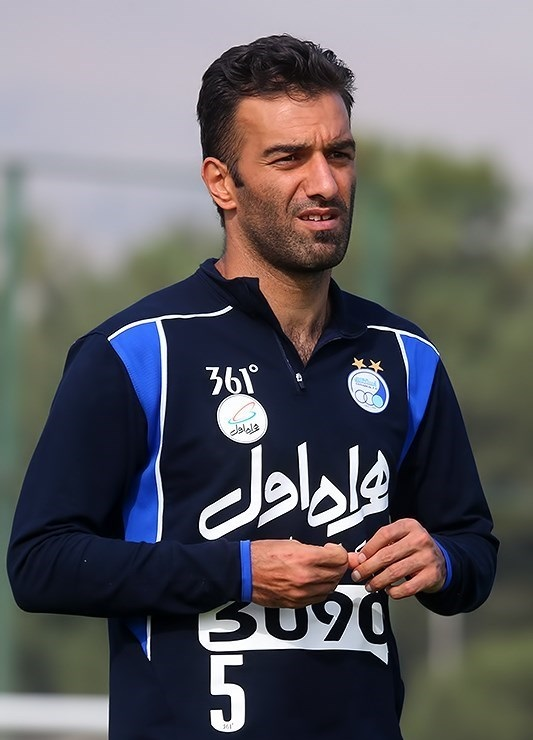
حنیف عمران‌زاده با پنج گل زده، گل‌زن‌ترین مدافع استقلال در رقابت‌های آسیایی است

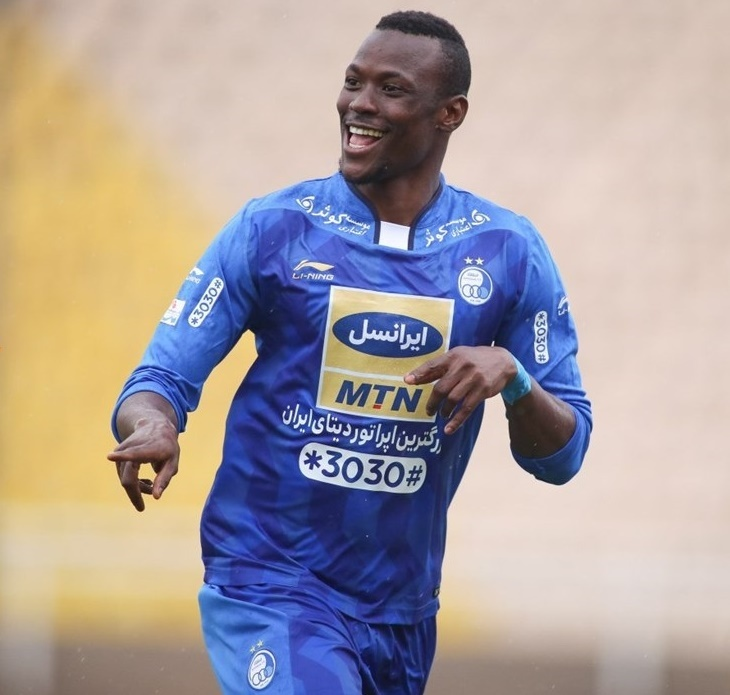
مامه بابا تیام با هفت گل زده، گل‌زن‌ترین بازیکن خارجی استقلال در رقابت‌های آسیایی است

| فهرست گل‌زنان استقلال در رقابت‌های آسیایی | فهرست گل‌زنان استقلال در رقابت‌های آسیایی | فهرست گل‌زنان استقلال در رقابت‌های آسیایی | فهرست گل‌زنان استقلال در رقابت‌های آسیایی | فهرست گل‌زنان استقلال در رقابت‌های آسیایی | فهرست گل‌زنان استقلال در رقابت‌های آسیایی | فهرست گل‌زنان استقلال در رقابت‌های آسیایی | فهرست گل‌زنان استقلال در رقابت‌های آسیایی |
| #                                       | نام                                     | ملیت                                    | پُست                                     | لیگ قهرمانان                            | پلی‌آف                                   | جام در جام                              | جمع                                     |
| --------------------------------------- | --------------------------------------- | --------------------------------------- | --------------------------------------- | --------------------------------------- | --------------------------------------- | --------------------------------------- | --------------------------------------- |
| ۱                                       | فرهاد مجیدی                             | ایران                                   | مهاجم                                   | ۱۴                                      | ۰                                       | ۹                                       | ۲۳                                      |
| ۲                                       | آرش برهانی                              | ایران                                   | مهاجم                                   | ۱۱                                      | ۲                                       | ۰                                       | ۱۳                                      |
| ۳                                       | شیخ دیاباته                             | مالی                                    | مهاجم                                   | ۶                                       | ۳                                       | ۰                                       | ۹                                       |
| ۴                                       | غلام‌حسین مظلومی                         | ایران                                   | مهاجم                                   | ۸                                       | ۰                                       | ۰                                       | ۸                                       |
| ۴                                       | عبدالصمد مرفاوی                         | ایران                                   | مهاجم                                   | ۶                                       | ۰                                       | ۲                                       | ۸                                       |
| ۶                                       | علیرضا اکبرپور                          | ایران                                   | هافبک کناری                             | ۵                                       | ۰                                       | ۲                                       | ۷                                       |
| ۶                                       | علیرضا واحدی نیکبخت                     | ایران                                   | هافبک کناری                             | ۳                                       | ۰                                       | ۴                                       | ۷                                       |
| ۶                                       | مامه تیام                               | سنگال                                   | مهاجم                                   | ۷                                       | ۰                                       | ۰                                       | ۷                                       |
| ۹                                       | کاوه رضایی                              | ایران                                   | مهاجم                                   | ۶                                       | ۰                                       | ۰                                       | ۶                                       |
| ۹                                       | مهدی قایدی                              | ایران                                   | مهاجم، هافبک                            | ۴                                       | ۲                                       | ۰                                       | ۶                                       |
| ۱۰                                      | عباس سرخاب                              | ایران                                   | مهاجم                                   | ۵                                       | ۰                                       | ۰                                       | ۵                                       |
| ۱۰                                      | فراز فاطمی                              | ایران                                   | مهاجم                                   | ۴                                       | ۱                                       | ۰                                       | ۵                                       |
| ۱۰                                      | سیروس دین‌محمدی                          | ایران                                   | هافبک                                   | ۳                                       | ۱                                       | ۱                                       | ۵                                       |
| ۱۰                                      | علی لطیفی                               | ایران                                   | مهاجم                                   | ۰                                       | ۰                                       | ۵                                       | ۵                                       |
| ۱۰                                      | علی سامره                               | ایران                                   | مهاجم                                   | ۳                                       | ۰                                       | ۲                                       | ۵                                       |
| ۱۰                                      | امیرارسلان مطهری                        | ایران                                   | مهاجم                                   | ۳                                       | ۲                                       | ۰                                       | ۵                                       |
| ۱۵                                      | محمد نوازی                              | ایران                                   | هافبک کناری                             | ۳                                       | ۰                                       | ۱                                       | ۴                                       |
| ۱۵                                      | حنیف عمران‌زاده                          | ایران                                   | مدافع                                   | ۴                                       | ۰                                       | ۰                                       | ۴                                       |
| ۱۵                                      | جی‌لوید ساموئل                           | ترینیداد و توباگو · انگلستان            | مدافع چپ، هافبک دفاعی                   | ۴                                       | ۰                                       | ۰                                       | ۴                                       |
| ۱۵                                      | محمد قاضی                               | ایران                                   | مهاجم                                   | ۴                                       | ۰                                       | ۰                                       | ۴                                       |
| ۱۵                                      | خسرو حیدری                              | ایران                                   | مدافع راست، هافبک راست                  | ۲                                       | ۲                                       | ۰                                       | ۴                                       |
| ۲۲                                      | علیرضا حاج‌قاسم                          | ایران                                   | هافبک                                   | ۳                                       | ۰                                       | ۰                                       | ۳                                       |
| ۲۲                                      | شاهرخ بیانی                             | ایران                                   | هافبک                                   | ۳                                       | ۰                                       | ۰                                       | ۳                                       |
| ۲۲                                      | محمود فکری                              | ایران                                   | مدافع، هافبک دفاعی                      | ۲                                       | ۰                                       | ۱                                       | ۳                                       |
| ۲۲                                      | علی موسوی                               | ایران                                   | مهاجم                                   | ۳                                       | ۰                                       | ۰                                       | ۳                                       |
| ۲۲                                      | مهدی هاشمی‌نسب                           | ایران                                   | مدافع                                   | ۱                                       | ۱                                       | ۱                                       | ۳                                       |
| ۲۲                                      | یداله اکبری                             | ایران                                   | هافبک                                   | ۲                                       | ۱                                       | ۰                                       | ۳                                       |
| ۲۲                                      | مهدی سیدصالحی                           | ایران                                   | مهاجم                                   | ۳                                       | ۰                                       | ۰                                       | ۳                                       |
| ۲۲                                      | گوران یرکوویچ                           | فرانسه                                  | مهاجم                                   | ۲                                       | ۱                                       | ۰                                       | ۳                                       |
| ۲۲                                      | جواد نکونام                             | ایران                                   | هافبک دفاعی                             | ۳                                       | ۰                                       | ۰                                       | ۳                                       |
| ۲۲                                      | پژمان منتظری                            | ایران                                   | مدافع                                   | ۳                                       | ۰                                       | ۰                                       | ۳                                       |
| ۲۲                                      | وریا غفوری                              | ایران                                   | مدافع راست، هافبک راست                  | ۲                                       | ۱                                       | ۰                                       | ۳                                       |
| ۲۲                                      | علی کریمی                               | ایران                                   | هافبک                                   | ۳                                       | ۰                                       | ۰                                       | ۳                                       |
| ۲۲                                      | فرشید اسماعیلی                          | ایران                                   | هافبک                                   | ۳                                       | ۰                                       | ۰                                       | ۳                                       |
| ۳۵                                      | غلام وفاخواه                            | ایران                                   | مهاجم                                   | ۲                                       | ۰                                       | ۰                                       | ۲                                       |
| ۳۵                                      | مسعود مژدهی                             | ایران                                   | مهاجم                                   | ۲                                       | ۰                                       | ۰                                       | ۲                                       |
| ۳۵                                      | عبدالعلی چنگیز                          | ایران                                   | مهاجم                                   | ۲                                       | ۰                                       | ۰                                       | ۲                                       |
| ۳۵                                      | امیر هاشمی‌مقدم                          | ایران                                   | مهاجم                                   | ۲                                       | ۰                                       | ۰                                       | ۲                                       |
| ۳۵                                      | صادق ورمزیار                            | ایران                                   | مدافع چپ، هافبک چپ                      | ۰                                       | ۰                                       | ۲                                       | ۲                                       |
| ۳۵                                      | مهدی پاشازاده                           | ایران                                   | مدافع                                   | ۱                                       | ۱                                       | ۰                                       | ۲                                       |
| ۳۵                                      | احمد مومن‌زاده                           | ایران                                   | مهاجم                                   | ۰                                       | ۰                                       | ۲                                       | ۲                                       |
| ۳۵                                      | حسین کاظمی                              | ایران                                   | هافبک دفاعی                             | ۲                                       | ۰                                       | ۰                                       | ۲                                       |
| ۳۵                                      | علی علیزاده                             | ایران                                   | مهاجم                                   | ۲                                       | ۰                                       | ۰                                       | ۲                                       |
| ۳۵                                      | بوبکر کبه                               | بورکینافاسو                             | مهاجم                                   | ۲                                       | ۰                                       | ۰                                       | ۲                                       |
| ۳۵                                      | علی قربانی                              | ایران · جمهوری آذربایجان                | مهاجم                                   | ۲                                       | ۰                                       | ۰                                       | ۲                                       |
| ۳۵                                      | مرتضی تبریزی                            | ایران                                   | مهاجم                                   | ۲                                       | ۰                                       | ۰                                       | ۲                                       |
| ۳۵                                      | محمد نادری                              | ایران                                   | مدافع چپ، هافبک چپ                      | ۲                                       | ۰                                       | ۰                                       | ۲                                       |
| ۴۸                                      | علی جباری                               | ایران                                   | هافبک                                   | ۱                                       | ۰                                       | ۰                                       | ۱                                       |
| ۴۸                                      | مسعود معینی                             | ایران                                   | مدافع                                   | ۱                                       | ۰                                       | ۰                                       | ۱                                       |
| ۴۸                                      | جواد قراب                               | ایران                                   | هافبک                                   | ۱                                       | ۰                                       | ۰                                       | ۱                                       |
| ۴۸                                      | مهدی لواسانی                            | ایران                                   | مدافع                                   | ۱                                       | ۰                                       | ۰                                       | ۱                                       |
| ۴۸                                      | فریدون معینی                            | ایران                                   | مهاجم                                   | ۱                                       | ۰                                       | ۰                                       | ۱                                       |
| ۴۸                                      | رضا نعلچگر                              | ایران                                   | هافبک                                   | ۱                                       | ۰                                       | ۰                                       | ۱                                       |
| ۴۸                                      | رضا حسن‌زاده                             | ایران                                   | مدافع                                   | ۱                                       | ۰                                       | ۰                                       | ۱                                       |
| ۴۸                                      | علیرضا منصوریان                         | ایران                                   | هافبک                                   | ۰                                       | ۰                                       | ۱                                       | ۱                                       |
| ۴۸                                      | سیروس نعمتی‌نژاد                         | ایران                                   | مهاجم                                   | ۰                                       | ۰                                       | ۱                                       | ۱                                       |
| ۴۸                                      | محمد مؤمنی                              | ایران                                   | مهاجم                                   | ۱                                       | ۰                                       | ۰                                       | ۱                                       |
| ۴۸                                      | فرزاد مجیدی                             | ایران                                   | هافبک                                   | ۰                                       | ۰                                       | ۱                                       | ۱                                       |
| ۴۸                                      | ستار همدانی                             | ایران                                   | هافبک                                   | ۰                                       | ۰                                       | ۱                                       | ۱                                       |
| ۴۸                                      | رسول خطیبی                              | ایران                                   | مهاجم                                   | ۱                                       | ۰                                       | ۰                                       | ۱                                       |
| ۴۸                                      | امیرحسین صادقی                          | ایران                                   | مدافع                                   | ۱                                       | ۰                                       | ۰                                       | ۱                                       |
| ۴۸                                      | سیاوش اکبرپور                           | ایران                                   | مهاجم                                   | ۱                                       | ۰                                       | ۰                                       | ۱                                       |
| ۴۸                                      | مجتبی جباری                             | ایران                                   | هافبک                                   | ۱                                       | ۰                                       | ۰                                       | ۱                                       |
| ۴۸                                      | هاشم بیک‌زاده                            | ایران                                   | دفاع چپ، هافبک چپ                       | ۱                                       | ۰                                       | ۰                                       | ۱                                       |
| ۴۸                                      | هادی شکوری                              | ایران                                   | مدافع                                   | ۱                                       | ۰                                       | ۰                                       | ۱                                       |
| ۴۸                                      | هوار ملا محمد                           | عراق                                    | مهاجم                                   | ۱                                       | ۰                                       | ۰                                       | ۱                                       |
| ۴۸                                      | اسماعیل شریفات                          | ایران                                   | مهاجم                                   | ۱                                       | ۰                                       | ۰                                       | ۱                                       |
| ۴۸                                      | آندرانیک تیموریان                       | ایران                                   | هافبک                                   | ۱                                       | ۰                                       | ۰                                       | ۱                                       |
| ۴۸                                      | فریدون زندی                             | ایران                                   | هافبک                                   | ۱                                       | ۰                                       | ۰                                       | ۱                                       |
| ۴۸                                      | امید ابراهیمی                           | ایران                                   | هافبک دفاعی                             | ۱                                       | ۰                                       | ۰                                       | ۱                                       |
| ۴۸                                      | جابر انصاری                             | ایران                                   | مهاجم، هافبک                            | ۱                                       | ۰                                       | ۰                                       | ۱                                       |
| ۴۸                                      | محسن کریمی                              | ایران                                   | مهاجم، هافبک                            | ۱                                       | ۰                                       | ۰                                       | ۱                                       |
| ۴۸                                      | لئاندرو پادوانی سلین                    | برزیل                                   | مدافع                                   | ۱                                       | ۰                                       | ۰                                       | ۱                                       |
| ۴۸                                      | سرور جپاروف                             | ازبکستان                                | هافبک                                   | ۱                                       | ۰                                       | ۰                                       | ۱                                       |
| ۴۸                                      | روح‌الله باقری                           | ایران                                   | مهاجم                                   | ۱                                       | ۰                                       | ۰                                       | ۱                                       |
| ۴۸                                      | محمد دانشگر                             | ایران                                   | مدافع                                   | ۱                                       | ۰                                       | ۰                                       | ۱                                       |
| ۴۸                                      | فرشید باقری                             | ایران                                   | هافبک                                   | ۱                                       | ۰                                       | ۰                                       | ۱                                       |
| ۴۸                                      | روزبه چشمی                              | ایران                                   | مدافع، هافبک دفاعی                      | ۱                                       | ۰                                       | ۰                                       | ۱                                       |
| ۴۸                                      | رامین رضاییان                           | ایران                                   | مدافع راست، هافبک راست                  | ۱                                       | ۰                                       | ۰                                       | ۱                                       |
| ۴۸                                      | آرش رضاوند                              | ایران                                   | هافبک                                   | ۱                                       | ۰                                       | ۰                                       | ۱                                       |
| ۴۸                                      | رافائل سیلوا                            | ایران                                   | مدافع                                   | ۱                                       | ۰                                       | ۰                                       | ۱                                       |
| ۴۸                                      | محمدحسین اسلامی                         | ایران                                   | مهاجم، هافبک                            | ۱                                       | ۰                                       | ۰                                       | ۱                                       |
| ۴۸                                      | جوئل کوجو                               | ایران                                   | مهاجم                                   | ۱                                       | ۰                                       | ۰                                       | ۱                                       |
| ۴۸                                      | محمدرضا آزادی                           | ایران                                   | مهاجم                                   | ۱                                       | ۰                                       | ۰                                       | ۱                                       |
| ۴۸                                      | علیرضا کوشکی                            | ایران                                   | مهاجم، هافبک                            | ۱                                       | ۰                                       | ۰                                       | ۱                                       |
| گل به خودی                              | گل به خودی                              | گل به خودی                              | گل به خودی                              | ۶                                       | ۰                                       | ۱                                       | ۷                                       |
| کل                                      | کل                                      | کل                                      | کل                                      | ۲۰۱                                     | ۱۸                                      | ۳۷                                      | ۲۵۶                                     |

| گل به خودی حریفان استقلال | گل به خودی حریفان استقلال | گل به خودی حریفان استقلال |
| تیم                       | بازیکن                    | منبع                      |
| ------------------------- | ------------------------- | ------------------------- |
| قایرات                    | یلوسینوف                  | [ ۲۳۷ ]                   |
| الکویت                    | جمعه مبارک                | [ ۲۳۸ ]                   |
| نسف قارشی                 | باطیر کارایف              | [ ۲۳۹ ]                   |
| الریان                    | رودریگو تاباتا            | [ ۲۴۰ ]                   |
| السد                      | بوعلام خوخی               | [ ۲۴۱ ]                   |
| الشرطه                    | حسام کاظم                 | [ ۲۱۵ ]                   |
| الغرافه                   | عبدالله یوسف              |                           |

تاریخ به‌روزرسانی: ۱۰ مارس ۲۰۲۵

#### پوکرها
فرهاد مجیدی تنها بازیکنی است که موفق شده‌است برای استقلال چهار گل در یک بازی آسیایی بزند.
| پوکرهای بازیکنان استقلال در رقابت‌های آسیایی | پوکرهای بازیکنان استقلال در رقابت‌های آسیایی | پوکرهای بازیکنان استقلال در رقابت‌های آسیایی | پوکرهای بازیکنان استقلال در رقابت‌های آسیایی | پوکرهای بازیکنان استقلال در رقابت‌های آسیایی | پوکرهای بازیکنان استقلال در رقابت‌های آسیایی | پوکرهای بازیکنان استقلال در رقابت‌های آسیایی | پوکرهای بازیکنان استقلال در رقابت‌های آسیایی | پوکرهای بازیکنان استقلال در رقابت‌های آسیایی | پوکرهای بازیکنان استقلال در رقابت‌های آسیایی | پوکرهای بازیکنان استقلال در رقابت‌های آسیایی |
| نام                                         | ملیت                                        | تورنمنت                                     | تاریخ                                       | تیم مقابل                                   | گل‌ها                                        | گل‌ها                                        | گل‌ها                                        | گل‌ها                                        | نتیجه نهایی                                 | یادداشت                                     |
| نام                                         | ملیت                                        | تورنمنت                                     | تاریخ                                       | تیم مقابل                                   | اول                                         | دوم                                         | سوم                                         | چهارم                                       | نتیجه نهایی                                 | یادداشت                                     |
| ------------------------------------------- | ------------------------------------------- | ------------------------------------------- | ------------------------------------------- | ------------------------------------------- | ------------------------------------------- | ------------------------------------------- | ------------------------------------------- | ------------------------------------------- | ------------------------------------------- | ------------------------------------------- |
| فرهاد مجیدی                                 | ایران                                       | جام برندگان جام آسیا ۲۰۰۰–۱۹۹۹              | ۱۸ سپتامبر ۱۹۹۹                             | هومنتمن                                     | ۶۳                                          | ۷۵                                          | ۸۵                                          | ۸۶                                          | ۰–۸                                         |                                             |

منبع: مسابقه‌ها
تاریخ به‌روزرسانی: ۲۶ سپتامبر ۲۰۲۰

#### هتریک‌ها
تا به حال چهار بازیکن استقلال موفق به هت‌تریک کردن در رقابت‌های آسیایی شده‌اند. غلامحسین مظلومی نخستین بازیکن استقلال بود که در آسیا هت‌تریک کرد و مامه تیام جدیدترین بازیکن استقلال که توانست در یک بازی سه گل بزند..
| هت‌تریک‌های بازیکنان استقلال در رقابت‌های آسیایی | هت‌تریک‌های بازیکنان استقلال در رقابت‌های آسیایی | هت‌تریک‌های بازیکنان استقلال در رقابت‌های آسیایی | هت‌تریک‌های بازیکنان استقلال در رقابت‌های آسیایی | هت‌تریک‌های بازیکنان استقلال در رقابت‌های آسیایی | هت‌تریک‌های بازیکنان استقلال در رقابت‌های آسیایی | هت‌تریک‌های بازیکنان استقلال در رقابت‌های آسیایی | هت‌تریک‌های بازیکنان استقلال در رقابت‌های آسیایی | هت‌تریک‌های بازیکنان استقلال در رقابت‌های آسیایی | هت‌تریک‌های بازیکنان استقلال در رقابت‌های آسیایی |
| نام                                           | ملیت                                          | تورنمنت                                       | تاریخ                                         | تیم مقابل                                     | گل‌ها                                          | گل‌ها                                          | گل‌ها                                          | نتیجه نهایی                                   | یادداشت                                       |
| نام                                           | ملیت                                          | تورنمنت                                       | تاریخ                                         | تیم مقابل                                     | اول                                           | دوم                                           | سوم                                           | نتیجه نهایی                                   | یادداشت                                       |
| --------------------------------------------- | --------------------------------------------- | --------------------------------------------- | --------------------------------------------- | --------------------------------------------- | --------------------------------------------- | --------------------------------------------- | --------------------------------------------- | --------------------------------------------- | --------------------------------------------- |
| غلامحسین مظلومی                               | ایران                                         | مسابقات باشگاهی قهرمانی آسیا ۱۹۷۰             | ۶ آوریل ۱۹۷۰                                  | سلانگور                                       | ۷                                             | ۱۶                                            | ۵۳                                            | ۳–۰                                           | نخستین هت‌تریک تاریخ باشگاه در آسیا.           |
| فرهاد مجیدی                                   | ایران                                         | جام برندگان جام آسیا ۲۰۰۰–۱۹۹۹                | ۲۸ اوت ۱۹۹۹                                   | هومنتمن                                       | ۳۴                                            | ۶۴                                            | ۶۶                                            | ۷–۰                                           | دو بازیکن استقلال در یک بازی هت‌تریک کردند.    |
| علی لطیفی                                     | ایران                                         | جام برندگان جام آسیا ۲۰۰۰–۱۹۹۹                | ۲۸ اوت ۱۹۹۹                                   | هومنتمن                                       | ۲۰                                            | ۵۵                                            | ۸۵                                            | ۷–۰                                           | دو بازیکن استقلال در یک بازی هت‌تریک کردند.    |
| مامه تیام                                     | سنگال                                         | لیگ قهرمانان آسیا ۲۰۱۸                        | ۱۶ مه ۲۰۱۸                                    | ذوب‌آهن                                        | ۱۱                                            | ۴۱                                            | ۶۴                                            | ۳–۱                                           |                                               |

منبع: مسابقه‌ها
تاریخ به‌روزرسانی: ۲۶ سپتامبر ۲۰۲۰

#### دبل‌ها
| دبل‌های بازیکنان استقلال در رقابت‌های آسیایی | دبل‌های بازیکنان استقلال در رقابت‌های آسیایی | دبل‌های بازیکنان استقلال در رقابت‌های آسیایی | دبل‌های بازیکنان استقلال در رقابت‌های آسیایی | دبل‌های بازیکنان استقلال در رقابت‌های آسیایی | دبل‌های بازیکنان استقلال در رقابت‌های آسیایی | دبل‌های بازیکنان استقلال در رقابت‌های آسیایی | دبل‌های بازیکنان استقلال در رقابت‌های آسیایی | دبل‌های بازیکنان استقلال در رقابت‌های آسیایی   |
| نام                                        | ملیت                                       | تورنمنت                                    | تاریخ                                      | تیم مقابل                                  | گل‌ها                                       | گل‌ها                                       | نتیجه نهایی                                | یادداشت                                      |
| نام                                        | ملیت                                       | تورنمنت                                    | تاریخ                                      | تیم مقابل                                  | اول                                        | دوم                                        | نتیجه نهایی                                | یادداشت                                      |
| ------------------------------------------ | ------------------------------------------ | ------------------------------------------ | ------------------------------------------ | ------------------------------------------ | ------------------------------------------ | ------------------------------------------ | ------------------------------------------ | -------------------------------------------- |
| غلامحسین مظلومی                            | ایران                                      | مسابقات باشگاهی قهرمانی آسیا ۱۹۷۱          | ۲۱ مارس ۱۹۷۱                               | الشرطه                                     | ۲۳                                         | ۸۱                                         | ۳–۲                                        |                                              |
| علیرضا حاج‌قاسم                             | ایران                                      | مسابقات باشگاهی قهرمانی آسیا ۱۹۷۱          | ۲۴ مارس ۱۹۷۱                               | ارتش کره                                   | ۴۳                                         | ۶۷                                         | ۱–۲                                        |                                              |
| مسعود مژدهی                                | ایران                                      | مسابقات باشگاهی قهرمانی آسیا ۱۹۷۱          | ۲۸ مارس ۱۹۷۱                               | پراک                                       | ۷۷                                         | ۸۹                                         | ۰–۳                                        |                                              |
| صمد مرفاوی                                 | ایران                                      | جام باشگاه‌های آسیا ۹۱–۱۹۹۰                 | ۲۲ ژوئیه ۱۹۹۱                              | بانکوک بانک                                | ۳                                          | ۳۹                                         | ۰–۲                                        |                                              |
| شاهرخ بیانی                                | ایران                                      | جام باشگاه‌های آسیا ۱۹۹۱                    | ۲۲ نوامبر ۱۹۹۱                             | التلال                                     | ۲۸                                         | ۷۹                                         | ۰–۵                                        |                                              |
| علی لطیفی                                  | ایران                                      | جام برندگان جام آسیا ۲۰۰۰–۱۹۹۹             | ۱۸ سپتامبر ۱۹۹۹                            | هومنتمن                                    | ۳۸                                         | ۸۹                                         | ۰–۸                                        | لطیفی در مجموع دو بازی ۵ گل به این تیم زد.   |
| فرهاد مجیدی                                | ایران                                      | جام برندگان جام آسیا ۰۱–۲۰۰۰               | ۲۲ سپتامبر ۲۰۰۰                            | الوحده                                     | ۳                                          | ۷۰                                         | ۰–۴                                        | مجیدی در مجموع دو بازی هفت گل به این تیم زد. |
| فراز فاطمی                                 | ایران                                      | جام باشگاه‌های آسیا ۰۲–۲۰۰۱                 | ۶ فوریه ۲۰۰۲                               | الوحده                                     | ۸۰                                         | ۸۳                                         | ۳–۵                                        | فاطمی به عنوان بازیکن تعویضی به بازی آمد.    |
| محمد نوازی                                 | ایران                                      | جام باشگاه‌های آسیا ۰۲–۲۰۰۱                 | ۵ آوریل ۲۰۰۲                               | نسف قارشی                                  | ۲                                          | ۲۸                                         | ۲–۵                                        | گل دوم از روی نقطه پنالتی به ثمر رسید.       |
| فرهاد مجیدی                                | ایران                                      | لیگ قهرمانان آسیا ۲۰۱۰                     | ۲۳ فوریه ۲۰۱۰                              | الاهلی                                     | ۱۱                                         | ۷۵                                         | ۱–۲                                        |                                              |
| فرهاد مجیدی                                | ایران                                      | لیگ قهرمانان آسیا ۲۰۱۰                     | ۲۳ مارس ۲۰۱۰                               | الغرافه                                    | ۱۳                                         | ۵۳                                         | ۰–۳                                        |                                              |
| فرهاد مجیدی                                | ایران                                      | لیگ قهرمانان آسیا ۲۰۱۱                     | ۳ مه ۲۰۱۱                                  | السد                                       | ۵                                          | ۳۷                                         | ۲–۲                                        |                                              |
| آرش برهانی                                 | ایران                                      | لیگ قهرمانان آسیا ۲۰۱۲                     | ۳ مه ۲۰۱۱                                  | الریان                                     | ۲۳                                         | ۹۰+۴                                       | ۰–۳                                        |                                              |
| مامه تیام                                  | سنگال                                      | لیگ قهرمانان آسیا ۲۰۱۸                     | ۶ مارس ۲۰۱۸                                | العین                                      | ۵۱                                         | ۷۸                                         | ۲–۲                                        |                                              |
| شیخ دیاباته                                | مالی                                       | پلی‌آف لیگ قهرمانان آسیا ۲۰۲۰               | ۲۵ ژانویه ۲۰۲۰                             | الکویت                                     | ۲۷                                         | ۵۴                                         | ۰–۳                                        |                                              |
| مهدی قایدی                                 | ایران                                      | پلی‌آف لیگ قهرمانان آسیا ۲۰۲۰               | ۲۸ ژانویه ۲۰۲۰                             | الریان                                     | ۴۰                                         | ۴۷                                         | ۰–۵                                        |                                              |
| امیرارسلان مطهری                           | ایران                                      | پلی‌آف لیگ قهرمانان آسیا ۲۰۲۰               | ۲۸ ژانویه ۲۰۲۰                             | الریان                                     | ۸۴                                         | ۹۰+۱                                       | ۰–۵                                        | مطهری به عنوان بازیکن تعویضی به بازی آمد.    |
| مهدی قایدی                                 | ایران                                      | لیگ قهرمانان آسیا ۲۰۲۱                     | ۱۶ آوریل ۲۰۲۱                              | الاهلی                                     | ۶۷                                         | ۸۶                                         | ۲–۵                                        |                                              |

منبع: مسابقه‌ها
تاریخ به‌روزرسانی: ۱۶ سپتامبر ۲۰۲۴

### حضور بازیکن‌ها
۲۱۵ بازیکن تا پایان لیگ قهرمانان آسیا ۲۰۲۰ حداقل یک بار برای استقلال در بازی‌هایی که در سطح قاره آسیا انجام داده‌است به میدان رفته‌اند. در بازی‌هایی که استقلال در جام در جام باشگاه‌های آسیا در آن شرکت کرده‌است جواد زرینچه با انجام ۱۸ بازی رکورددار می‌باشد. فکری، اکبرپور و نوازی نیز با انجام ۱۲ بازی در رده دوم قرار دارند. در بازی‌هایی که استقلال در لیگ قهرمانان آسیا شرکت کرده‌است خسرو حیدری با انجام ۵۶ بازی رکورددار می‌باشد و پژمان منتظری نیز ۵۳ بازی برای استقلال انجام داده‌است.

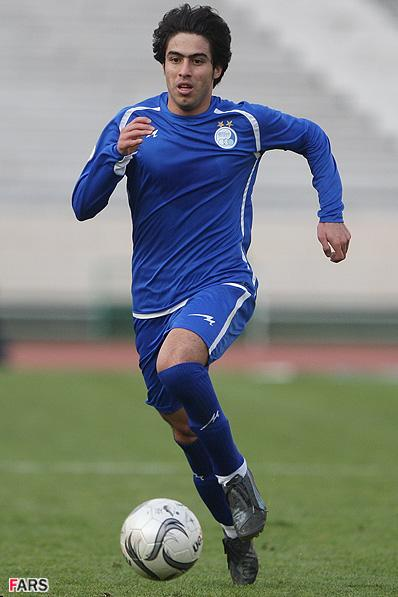
خسرو حیدری با ۵۶ بازی رکورددار تعداد بازی در سطح آسیا بین بازیکنان استقلال می‌باشد.

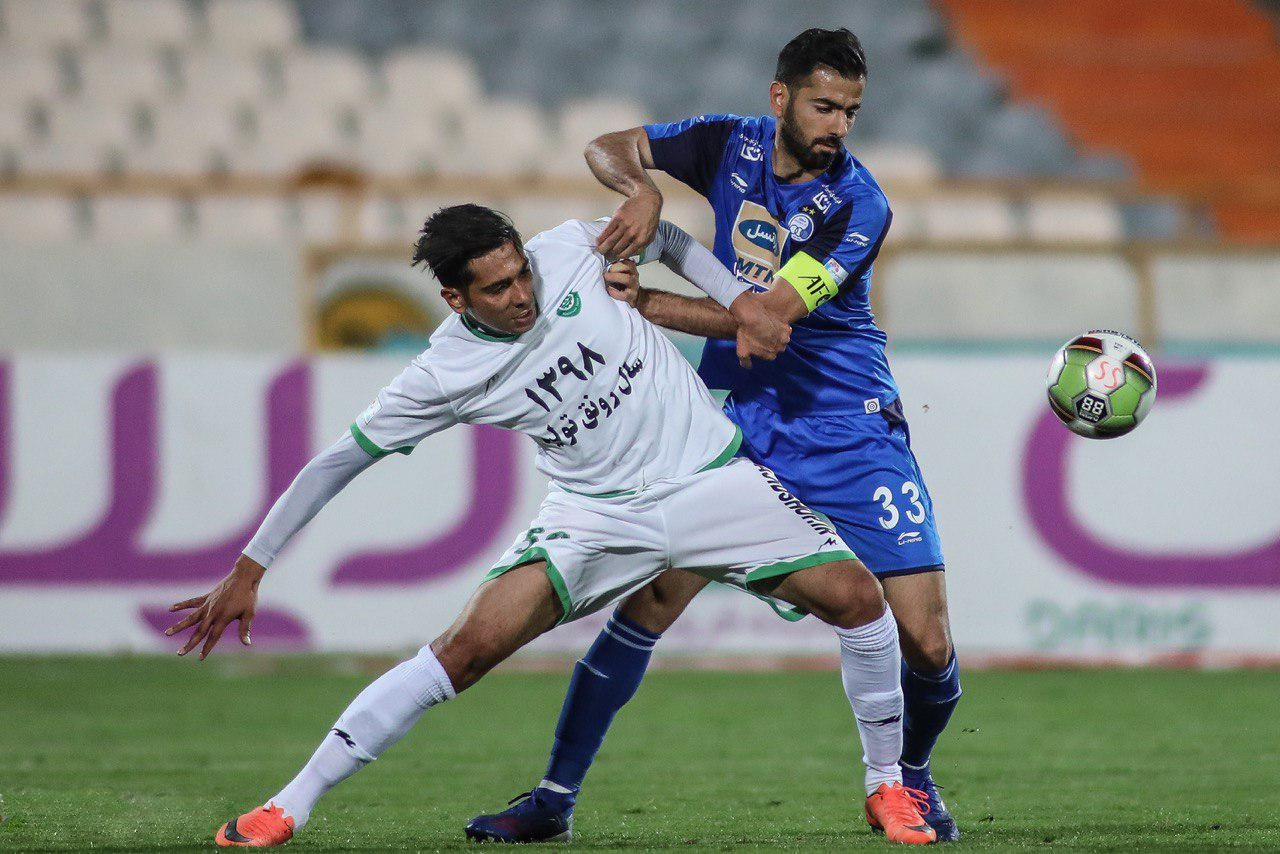
پژمان منتظری با ۵۳ بازی در سطح آسیا با پیراهن استقلال.

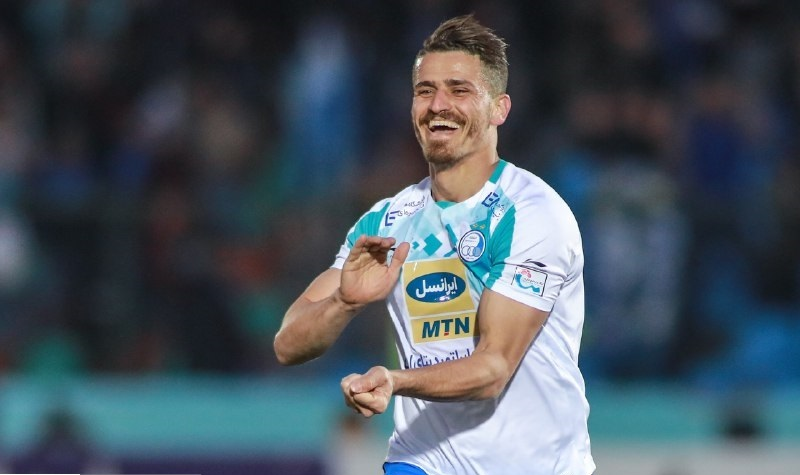
از میان بازیکنان حاضر در ترکیب کنونی استقال وریا غفوری با ۲۷ بازی در سطح آسیا رکورددار است.

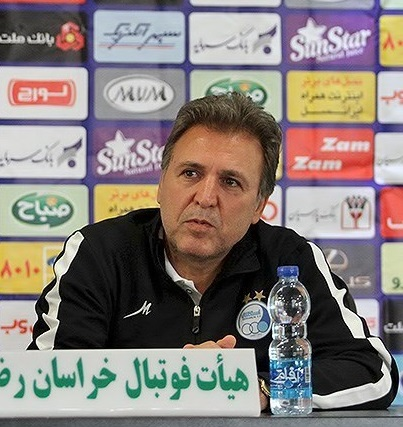
از میان بازیکنان استقلال جواد زرینچه تنها بازیکنی هست که در تمامی ۱۸ مسابقه استقلال در جام برندگان جام آسیا حاضر بوده.

| تعداد بازی‌های بازیکنان استقلال در رقابت‌های آسیایی | تعداد بازی‌های بازیکنان استقلال در رقابت‌های آسیایی | تعداد بازی‌های بازیکنان استقلال در رقابت‌های آسیایی | تعداد بازی‌های بازیکنان استقلال در رقابت‌های آسیایی | تعداد بازی‌های بازیکنان استقلال در رقابت‌های آسیایی | تعداد بازی‌های بازیکنان استقلال در رقابت‌های آسیایی | تعداد بازی‌های بازیکنان استقلال در رقابت‌های آسیایی |
| #                                                 | نام                                               | ملیت                                              | پلی‌آف                                             | لیگ قهرمانان                                      | جام برندگان جام                                   | جمع بازی                                          |
| ------------------------------------------------- | ------------------------------------------------- | ------------------------------------------------- | ------------------------------------------------- | ------------------------------------------------- | ------------------------------------------------- | ------------------------------------------------- |
| ۱                                                 | خسرو حیدری                                        | ایران                                             | ۳                                                 | ۵۳                                                | ۰                                                 | ۵۶                                                |
| ۲                                                 | پژمان منتظری                                      | ایران                                             | ۲                                                 | ۵۱                                                | ۰                                                 | ۵۳                                                |
| ۳                                                 | مهدی رحمتی                                        | ایران                                             | ۳                                                 | ۴۰                                                | ۰                                                 | ۴۳                                                |
| ۴                                                 | آرش برهانی                                        | ایران                                             | ۲                                                 | ۳۷                                                | ۰                                                 | ۳۹                                                |
| ۴                                                 | فرهاد مجیدی                                       | ایران                                             | ۰                                                 | ۳۳                                                | ۶                                                 | ۳۹                                                |
| ۶                                                 | حنیف عمران‌زاده                                    | ایران                                             | ۲                                                 | ۳۲                                                | ۰                                                 | ۳۴                                                |
| ۷                                                 | محمود فکری                                        | ایران                                             | ۳                                                 | ۱۶                                                | ۱۲                                                | ۳۱                                                |
| ۸                                                 | امیرحسین صادقی                                    | ایران                                             | ۰                                                 | ۲۹                                                | ۰                                                 | ۲۹                                                |
| ۸                                                 | علی‌رضا اکبرپور                                    | ایران                                             | ۴                                                 | ۱۳                                                | ۱۲                                                | ۲۹                                                |
| ۱۰                                                | وریا غفوری                                        | ایران                                             | ۳                                                 | ۲۴                                                | ۰                                                 | ۲۷                                                |
| ۱۰                                                | سیروس دین‌محمدی                                    | ایران                                             | ۴                                                 | ۱۷                                                | ۶                                                 | ۲۷                                                |
| ۱۰                                                | جواد زرینچه                                       | ایران                                             | ۱                                                 | ۸                                                 | ۱۸                                                | ۲۷                                                |
| ۱۳                                                | علی‌رضا واحدی نیکبخت                               | ایران                                             | ۳                                                 | ۱۲                                                | ۱۱                                                | ۲۶                                                |
| ۱۳                                                | محمد نوازی                                        | ایران                                             | ۰                                                 | ۱۲                                                | ۱۴                                                | ۲۶                                                |
| ۱۵                                                | جی‌لوید ساموئل                                     | ترینیداد و توباگو · انگلستان                      | ۲                                                 | ۲۳                                                | ۰                                                 | ۲۵                                                |
| ۱۶                                                | سیاوش اکبرپور                                     | ایران                                             | ۰                                                 | ۲۴                                                | ۰                                                 | ۲۴                                                |
| ۱۷                                                | فرشید اسماعیلی                                    | ایران                                             | ۱                                                 | ۲۲                                                | ۰                                                 | ۲۳                                                |
| ۱۸                                                | هاشم بیک‌زاده                                      | ایران                                             | ۰                                                 | ۲۲                                                | ۰                                                 | ۲۲                                                |
| ۱۸                                                | فرشید باقری                                       | ایران                                             | ۲                                                 | ۲۰                                                | ۰                                                 | ۲۲                                                |
| ۲۰                                                | مجتبی جباری                                       | ایران                                             | ۱                                                 | ۲۱                                                | ۰                                                 | ۲۱                                                |
| ۲۰                                                | سهراب بختیاری‌زاده                                 | ایران                                             | ۲                                                 | ۱۵                                                | ۴                                                 | ۲۱                                                |
| ۲۲                                                | میلاد زکی‌پور                                      | ایران                                             | ۲                                                 | ۱۸                                                | ۰                                                 | ۲۰                                                |
| ۲۲                                                | رضا حسن‌زاده                                       | ایران                                             | ۰                                                 | ۱۷                                                | ۳                                                 | ۲۰                                                |
| ۲۲                                                | محمد خرمگاه                                       | ایران                                             | ۳                                                 | ۱۱                                                | ۶                                                 | ۲۰                                                |
| ۲۵                                                | روزبه چشمی                                        | ایران                                             | ۲                                                 | ۱۷                                                | ۰                                                 | ۱۹                                                |
| ۲۵                                                | صمد مرفاوی                                        | ایران                                             | ۰                                                 | ۱۳                                                | ۶                                                 | ۱۹                                                |
| ۲۵                                                | مهدی هاشمی‌نسب                                     | ایران                                             | ۲                                                 | ۹                                                 | ۸                                                 | ۱۹                                                |
| ۲۸                                                | پرویز برومند                                      | ایران                                             | ۱                                                 | ۱۰                                                | ۷                                                 | ۱۸                                                |
| ۲۸                                                | احمد مومن‌زاده                                     | ایران                                             | ۳                                                 | ۷                                                 | ۸                                                 | ۱۸                                                |
| ۳۰                                                | امید نورافکن                                      | ایران                                             | ۱                                                 | ۱۶                                                | ۰                                                 | ۱۷                                                |
| ۳۰                                                | فرزاد مجیدی                                       | ایران                                             | ۳                                                 | ۷                                                 | ۷                                                 | ۱۷                                                |
| ۳۲                                                | علی قربانی                                        | ایران · جمهوری آذربایجان                          | ۱                                                 | ۱۵                                                | ۰                                                 | ۱۶                                                |
| ۳۲                                                | حسین حسینی                                        | ایران                                             | ۲                                                 | ۱۴                                                | ۰                                                 | ۱۶                                                |
| ۳۲                                                | یداله اکبری                                       | ایران                                             | ۴                                                 | ۸                                                 | ۴                                                 | ۱۶                                                |
| ۳۵                                                | مهدی امیرآبادی                                    | ایران                                             | ۲                                                 | ۱۳                                                | ۰                                                 | ۱۵                                                |
| ۳۵                                                | علی حمودی                                         | ایران                                             | ۲                                                 | ۱۳                                                | ۰                                                 | ۱۵                                                |
| ۳۵                                                | صادق ورمزیار                                      | ایران                                             | ۰                                                 | ۱۱                                                | ۴                                                 | ۱۵                                                |

منبع
تاریخ به‌روزرسانی: ۲۶ سپتامبر ۲۰۲۰

### آمار مربیان
تا کنون ۱۲ مربی مختلف تیم استقلال را سطح آسیا هدایت کرده‌اند. نخستین مربی‌ای که تاج را مربی‌گری کرد زدراکو رایکوف بود که در همان نخستین گام حضورش با تاج توانست عنوان قهرمانی مسابقات باشگاهی قهرمانی آسیا ۱۹۷۰ را از آن خود کند. از میان مربیان استقلال منصور پورحیدری با ۳۲ بار حضور بر روی نیمکت در این زمینه رکورددار است و بیش از هر مربی دیگری استقلال را در آسیا هدایت کرده‌است. جدیدترین مربی استقلال در مسابقات لیگ قهرمانان آسیا نیز مجید نامجو مطلق است که این تیم را در چند مسابقه پایانی لیگ قهرمانان آسیا ۲۰۲۰ هدایت کرد.

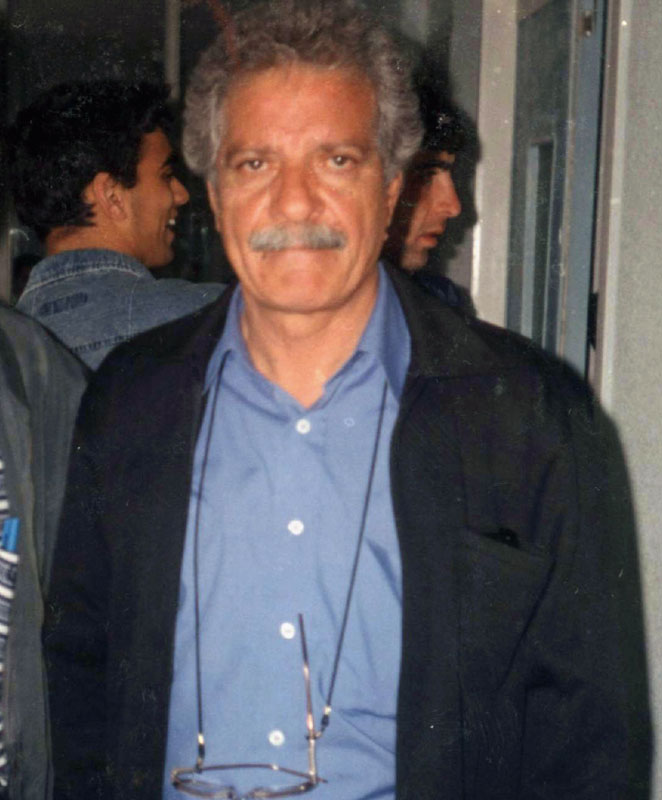
منصور پورحیدری در دو فصل پیاپی استقلال را به فینال جام باشگاه‌های آسیا هدایت کرد.

| فهرست مربیان باشگاه فوتبال استقلال تهران در رقابت‌های آسیایی | فهرست مربیان باشگاه فوتبال استقلال تهران در رقابت‌های آسیایی | فهرست مربیان باشگاه فوتبال استقلال تهران در رقابت‌های آسیایی | فهرست مربیان باشگاه فوتبال استقلال تهران در رقابت‌های آسیایی | فهرست مربیان باشگاه فوتبال استقلال تهران در رقابت‌های آسیایی | فهرست مربیان باشگاه فوتبال استقلال تهران در رقابت‌های آسیایی | فهرست مربیان باشگاه فوتبال استقلال تهران در رقابت‌های آسیایی | فهرست مربیان باشگاه فوتبال استقلال تهران در رقابت‌های آسیایی | فهرست مربیان باشگاه فوتبال استقلال تهران در رقابت‌های آسیایی | فهرست مربیان باشگاه فوتبال استقلال تهران در رقابت‌های آسیایی |
| #                                                           | نام                                                         | ملیت                                                        | تعداد بازی‌ها                                                | برد                                                         | مساوی                                                       | باخت                                                        | گل زده                                                      | گل خورده                                                    | ٪ برد                                                       |
| ----------------------------------------------------------- | ----------------------------------------------------------- | ----------------------------------------------------------- | ----------------------------------------------------------- | ----------------------------------------------------------- | ----------------------------------------------------------- | ----------------------------------------------------------- | ----------------------------------------------------------- | ----------------------------------------------------------- | ----------------------------------------------------------- |
| ۱                                                           | منصور پورحیدری                                              | ایران                                                       | ۳۲                                                          | ۱۷                                                          | ۸                                                           | ۷                                                           | ۶۰                                                          | ۳۵                                                          | ۵۳٪                                                         |
| ۲                                                           | امیر قلعه‌نویی                                               | ایران                                                       | ۲۴                                                          | ۹                                                           | ۸                                                           | ۷                                                           | ۳۳                                                          | ۲۷                                                          | ۳۸٪                                                         |
| ۳                                                           | پرویز مظلومی                                                | ایران                                                       | ۱۵                                                          | ۷                                                           | ۴                                                           | ۴                                                           | ۲۴                                                          | ۱۶                                                          | ۵۲٪                                                         |
| ۴                                                           | زدراکو رایکوف                                               | جمهوری فدرال سوسیالیستی یوگسلاوی                            | ۱۰                                                          | ۷                                                           | ۱                                                           | ۲                                                           | ۲۰                                                          | ۹                                                           | ۷۰٪                                                         |
| ۴                                                           | وینفرید شفر                                                 | آلمان                                                       | ۱۰                                                          | ۴                                                           | ۴                                                           | ۲                                                           | ۱۵                                                          | ۱۲                                                          | ۴۰٪                                                         |
| ۶                                                           | ناصر حجازی                                                  | ایران                                                       | ۹                                                           | ۴                                                           | ۲                                                           | ۳                                                           | ۱۱                                                          | ۹                                                           | ۴۴٪                                                         |
| ۶                                                           | علیرضا منصوریان                                             | ایران                                                       | ۹                                                           | ۴                                                           | ۳                                                           | ۲                                                           | ۱۲                                                          | ۱۱                                                          | ۴۴٪                                                         |
| ۸                                                           | رولاند کخ                                                   | آلمان                                                       | ۷                                                           | ۴                                                           | ۰                                                           | ۳                                                           | ۱۰                                                          | ۹                                                           | ۵۷٪                                                         |
| ۸                                                           | عبدالصمد مرفاوی                                             | ایران                                                       | ۷                                                           | ۳                                                           | ۲                                                           | ۲                                                           | ۱۱                                                          | ۸                                                           | ۴۳٪                                                         |
| ۱۰                                                          | یوگنی سکوموروخوف                                            | روسیه                                                       | ۴                                                           | ۲                                                           | ۱                                                           | ۱                                                           | ۱۷                                                          | ۲                                                           | ۵۰٪                                                         |
| ۱۰                                                          | فرهاد مجیدی                                                 | ایران                                                       | ۴                                                           | ۲                                                           | ۱                                                           | ۱                                                           | ۱۰                                                          | ۲                                                           | ۵۰٪                                                         |
| ۱۲                                                          | مجید نامجو مطلق                                             | ایران                                                       | ۳                                                           | ۱                                                           | ۱                                                           | ۱                                                           | ۵                                                           | ۳                                                           | ۳۳٪                                                         |

منبع: مسابقه‌ها
تاریخ به‌روزرسانی: ۲۶ سپتامبر ۲۰۲۰

## آمار تماشاگران
تیم تاج در نخستین حضورش در رقابت‌های آسیایی در مسابقات باشگاهی قهرمانی آسیا ۱۹۷۰ از مزیت میزبانی سود برد و حضور تماشاگران در دیدارهای این تیم به ویژه دیدار فینال تأثیر فراوانی بر قهرمانی این تیم داشت. ورزشگاه امجدیه از ساعت‌ها پیش از آغاز بازی از تماشاگر پر شده بود و بنا بر تخمین روزنامهٔ اطلاعات، جمعیتی بسیار بیشتر از گنجایش ورزشگاه به امجدیه آمده بودند و شمار بسیاری از هواداران تاج پشت درهای ورزشگاه باقی ماندند و راهی به ورزشگاه نیافتند. یهوشوا فایگنباوم بازیکن تیم هاپوئل، در مورد هواداران تیم تاج گفته بود: «هواداران بسیار متعصب بودند و به نظر می‌آمد تمام تهران تنها یک چیز می‌خواهد: ما ببازیم و جام نزد تاج باقی بماند». این میزبانی تنها میزبانی تاج از تمامی مسابقات یک دوره رقابت‌های آسیایی بود و از دوره‌های بعد بازی‌ها به شکل رفت و برگشتی و با میزبانی تیم‌های مختلف حاضر در مسابقات برگزار شدند اما بعدها نیز این حضور مؤثر تماشاگران در دیگر دیدارهای خانگی استقلال نیز تکرار شد. به عنوان مثال، محمد تقوی بازیکن پیشین این تیم در تحلیل مسابقه استقلال در مقابل السد در مرحله مقدماتی لیگ قهرمانان آسیا ۲۰۱۷ حضور پرشمار تماشاگران و فشار آن‌ها را در از دست رفتن ضربات پنالتی بازیکنان تیم قطری مؤثر دانست. به گفته وی فشار روانی تماشاگران این تیم به کمک آبی‌پوشان آمد و بازیکنان السد به این دلیل ضربات پنالتی خود را از دست دادند.
تا پیش از برگزاری مسابقات لیگ قهرمانان آسیا به شکل کنونی، بازی‌ها مرحله یک چهارم نهایی و نهایی، نیمه‌نهایی و فینال، به شکل متمرکز و به میزبانی یکی از تیم‌های حاضر در آن مرحله برگزار می‌شد و تیم استقلال در دو دوره، جام باشگاه‌های آسیا ۹۹–۱۹۹۸ و جام باشگاه‌های آسیا ۰۱–۲۰۰۰ میزبانی مرحله نهایی را بر عهده داشت اما با وجود حضور تماشاگران و فشار روانی آن‌ها موفق به کسب مقام قهرمانی نشد. حضور تماشاگران در دیدار فینال جام باشگاه‌های آسیا ۱۹۹۹ به ویژه بسیار گسترده بود و این بازی با حضور حدود ۱۲۵–۱۲۱ هزار نفر یکی از پرتماشاگرترین مسابقات باشگاهی در تاریخ رقابت‌های قاره‌ای در آسیاست. این تعداد تماشاگر در حالی به ورزشگاه راه یافتند که چیزی حدود ۵۰٬۰۰۰ نیز پشت درهای بسته ورزشگاه ماندند.
از ابتدای فصل ۰۳–۲۰۰۲، مسابقات مرحله‌های مختلف لیگ قهرمانان آسیا به شکل رفت و برگشتی و به میزبانی همه تیم‌های حاضر برگزار شدند و به این ترتیب تعداد میزبانی‌های استقلال بسیار بیشتر از پیش شد. حضور پر شمار تماشاگران استقلال در این زمان باعث شد که استقلال برای فصل‌های فراوانی عنوان پرتماشاگرترین تیم لیگ قهرمانان آسیا را از آن خود کند. در ده دوره اخیر لیگ قهرمانان آسیا و از ۲۰۱۰ بدین سو استقلال در هشت دوره این رقابت‌ها حاضر بوده و در شش دوره ۲۰۱۰، ۲۰۱۱، ۲۰۱۳، ۲۰۱۷، ۲۰۱۸ و ۲۰۱۹ به ترتیب با میانگین ۵۲٬۲۸۰، ۳۹٬۳۵۹، ۵۶٬۵۴۸، ۶۲٬۰۰۰، ۷۰٬۲۵۴ و ۵۱٬۲۸۹ عنوان پرتماشاگرترین تیم مسابقات در بازی‌های خانگی را از آن خود کرده‌است.
آبی‌پوشان تهران در خارج از ایران و به ویژه در میان کشورهای حوزه خلیج فارس هم هوادار دارد. به عنوان مثال در لیگ قهرمانان آسیا ۲۰۰۹ و ۲۰۱۰ در بازی‌های خارج از خانهٔ استقلال که همگی در کشورهای حوزه خلیج فارس شامل قطر، امارات متحده عربی و عربستان سعودی برگزار شدند، به‌طور میانگین و به ترتیب ۷٬۵۳۳ و ۷٬۷۵۱ نفر برای طرفداری از استقلال به ورزشگاه رفتند.

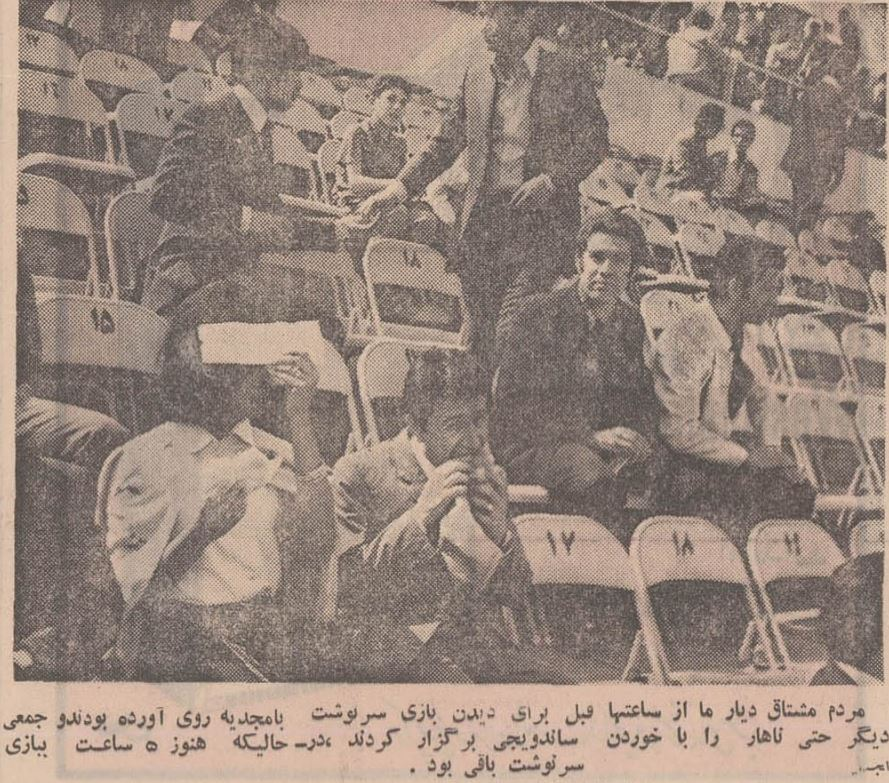
فینال مسابقات باشگاهی قهرمانی آسیا ۱۹۷۰، تماشاگران از ساعت‌ها پیش از آغاز بازی در ورزشگاه امجدیه حاضر شدند.

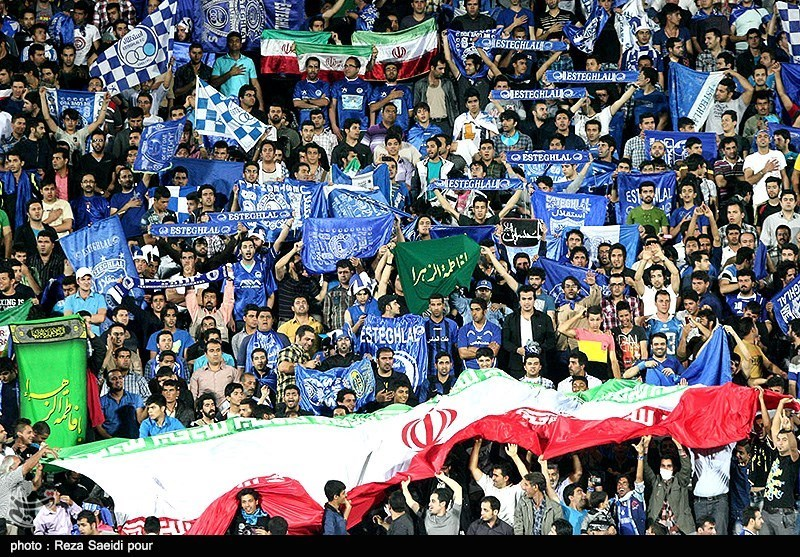
هواداران استقلال در دیدار این تیم در مرحله گروهی لیگ قهرمانان آسیا ۲۰۱۳.

| آمار تماشاگران استقلال در بازی‌های خانگی بین‌المللی | آمار تماشاگران استقلال در بازی‌های خانگی بین‌المللی | آمار تماشاگران استقلال در بازی‌های خانگی بین‌المللی | آمار تماشاگران استقلال در بازی‌های خانگی بین‌المللی | آمار تماشاگران استقلال در بازی‌های خانگی بین‌المللی | آمار تماشاگران استقلال در بازی‌های خانگی بین‌المللی | آمار تماشاگران استقلال در بازی‌های خانگی بین‌المللی | آمار تماشاگران استقلال در بازی‌های خانگی بین‌المللی | آمار تماشاگران استقلال در بازی‌های خانگی بین‌المللی |
| #                                                 | مسابقات                                           | تاریخ                                             | حریف                                              | مرحله                                             | ورزشگاه                                           | نتیجه                                             | تماشاگران                                         | منبع                                              |
| ------------------------------------------------- | ------------------------------------------------- | ------------------------------------------------- | ------------------------------------------------- | ------------------------------------------------- | ------------------------------------------------- | ------------------------------------------------- | ------------------------------------------------- | ------------------------------------------------- |
| ۱                                                 | مسابقات باشگاهی قهرمانی آسیا ۱۹۷۰                 | ۱ آوریل ۱۹۷۰                                      | هومنتمن                                           | گروهی                                             | امجدیه                                            | ۳–۰                                               | ۲۰٬۰۰۰                                            | [ ۵۳ ]                                            |
| ۲                                                 | مسابقات باشگاهی قهرمانی آسیا ۱۹۷۰                 | ۵ آوریل ۱۹۷۰                                      | سلانگور                                           | گروهی                                             | امجدیه                                            | ۳–۰                                               | ۱۵٬۰۰۰                                            | [ ۵۳ ]                                            |
| ۳                                                 | مسابقات باشگاهی قهرمانی آسیا ۱۹۷۰                 | ۸ آوریل ۱۹۷۰                                      | مدان                                              | نیمه‌نهایی                                         | امجدیه                                            | ۲–۰                                               | ۲۵٬۰۰۰                                            | [ ۵۳ ]                                            |
| ۴                                                 | مسابقات باشگاهی قهرمانی آسیا ۱۹۷۰                 | ۱۰ آوریل ۱۹۷۰                                     | هاپوئل                                            | فینال                                             | امجدیه                                            | ۲–۱                                               | ۳۵٬۰۰۰                                            | [ ۵۳ ]                                            |
| ۵                                                 | جام باشگاه‌های آسیا ۹۱–۱۹۹۰                        | ۳ اوت ۱۹۹۰                                        | السد                                              | گروهی                                             | آزادی                                             | ۱–۰                                               | ۸۰٬۰۰۰                                            | [ ۵۵ ]                                            |
| ۶                                                 | جام باشگاه‌های آسیا ۱۹۹۱                           | ۲۲ نوامبر ۱۹۹۱                                    | التلال                                            | مقدماتی                                           | آزادی                                             | ۵–۰                                               | ۷۰٬۰۰۰                                            | [ ۵۵ ]                                            |
| ۷                                                 | جام برندگان جام آسیا ۹۷–۱۹۹۶                      | ۶ سپتامبر ۱۹۹۶                                    | نوبهار                                            | مقدماتی                                           | آزادی                                             | ۳–۰                                               | ۱۰۰٬۰۰۰                                           | [ ۵۸ ]                                            |
| ۸                                                 | جام برندگان جام آسیا ۹۷–۱۹۹۶                      | ۸ نوامبر ۱۹۹۶                                     | اورداباسی                                         | یک‌چهارم                                           | آزادی                                             | ۱–۰                                               | ۵۰٬۰۰۰                                            | [ ۵۹ ]                                            |
| ۹                                                 | جام برندگان جام آسیا ۹۷–۱۹۹۶                      | ۱۲ نوامبر ۱۹۹۶                                    | اورداباسی                                         | یک‌چهارم                                           | آزادی                                             | ۱–۱                                               | ۳۰٬۰۰۰                                            | [ ۶۰ ]                                            |
| ۱۰                                                | جام باشگاه‌های آسیا ۹۹–۱۹۹۸                        | ۲۳ اکتبر ۱۹۹۸                                     | نیروی‌هوایی                                        | دوم                                               | آزادی                                             | ۲–۰                                               | ۱۰۰٬۰۰۰                                           | [ ۲۴ ]                                            |
| ۱۱                                                | جام باشگاه‌های آسیا ۹۹–۱۹۹۸                        | ۲۸ آوریل ۱۹۹۹                                     | دالیان                                            | نیمه‌نهایی                                         | آزادی                                             | ۴–۳                                               | ۱۰۰٬۰۰۰                                           | [ ۶۸ ]                                            |
| ۱۲                                                | جام باشگاه‌های آسیا ۹۹–۱۹۹۸                        | ۳۰ آوریل ۱۹۹۹                                     | جوبیلو ایواتا                                     | فینال                                             | آزادی                                             | ۱–۲                                               | ۱۲۵٬۰۰۰                                           | [ ۲۴۵ ]                                           |
| ۱۳                                                | جام برندگان جام آسیا ۲۰۰۰–۱۹۹۹                    | ۱۶ سپتامبر ۱۹۹۹                                   | هومنتمن                                           | اول                                               | آزادی                                             | ۷–۰                                               | ۵۰٬۰۰۰                                            | [ ۷۱ ]                                            |
| ۱۴                                                | جام برندگان جام آسیا ۲۰۰۰–۱۹۹۹                    | ۳ دسامبر ۱۹۹۹                                     | الاتحاد                                           | دوم                                               | آزادی                                             | ۱–۱                                               | ۸۰٬۰۰۰                                            | [ ۳۰ ]                                            |
| ۱۵                                                | جام برندگان جام آسیا ۰۱–۲۰۰۰                      | ۲۲ سپتامبر ۲۰۰۰                                   | الوحده                                            | اول                                               | آزادی                                             | ۴–۰                                               | ۱۰۰٬۰۰۰                                           | [ ۷۶ ]                                            |
| ۱۶                                                | جام برندگان جام آسیا ۰۱–۲۰۰۰                      | ۱۷ نوامبر ۲۰۰۰                                    | السد                                              | دوم                                               | آزادی                                             | ۲–۱                                               | ۷۰٬۰۰۰                                            | [ ۷۸ ]                                            |
| ۱۷                                                | جام برندگان جام آسیا ۰۱–۲۰۰۰                      | ۱۶ مارس ۲۰۰۱                                      | غیرت                                              | یک‌چهارم                                           | آزادی                                             | ۳–۰                                               | ۵۰٬۰۰۰                                            | [ ۲۳۷ ]                                           |
| ۱۸                                                | جام باشگاه‌های آسیا ۰۲–۲۰۰۱                        | ۲ ژانویه ۲۰۰۲                                     | الاتحاد                                           | یک‌هشتم                                            | آزادی                                             | ۲–۱                                               | ۷۰٬۰۰۰                                            | [ ۸۹ ]                                            |
| ۱۹                                                | جام باشگاه‌های آسیا ۰۲–۲۰۰۱                        | ۳ آوریل ۲۰۰۲                                      | آنیانگ                                            | نیمه‌نهایی                                         | آزادی                                             | ۱–۲                                               | ۳۰٬۰۰۰                                            | [ ۸۹ ]                                            |
| ۲۰                                                | جام باشگاه‌های آسیا ۰۲–۲۰۰۱                        | ۵ آوریل ۲۰۰۲                                      | نسف‌قرشی                                           | رده‌بندی                                           | آزادی                                             | ۵–۲                                               | ۱۵٬۰۰۰                                            | [ ۲۳۹ ]                                           |
| ۲۱                                                | لیگ قهرمانان آسیا ۰۳–۲۰۰۲                         | ۹ اکتبر ۲۰۰۲                                      | الفیصلی                                           | مقدماتی                                           | تختی                                              | ۲–۰                                               | ۱۰٬۰۰۰                                            | [ ۹۴ ]                                            |
| ۲۲                                                | لیگ قهرمانان آسیا ۰۳–۲۰۰۲                         | ۱۳ نوامبر ۲۰۰۲                                    | نفتچی                                             | مقدماتی                                           | تختی                                              | ۱–۰                                               | ۱۲٬۰۰۰                                            | [ ۹۴ ]                                            |
| ۲۳                                                | لیگ قهرمانان آسیا ۲۰۰۹                            | ۱۸ مارس ۲۰۰۹                                      | الجزیره                                           | گروهی                                             | آزادی                                             | ۱–۱                                               | ۴۰٬۰۰۰                                            | [ ۱۰۱ ]                                           |
| ۲۴                                                | لیگ قهرمانان آسیا ۲۰۰۹                            | ۲۲ آوریل ۲۰۰۹                                     | ام صلال                                           | گروهی                                             | آزادی                                             | ۱–۱                                               | ۲۷٬۱۶۵                                            | [ ۱۰۷ ]                                           |
| ۲۵                                                | لیگ قهرمانان آسیا ۲۰۰۹                            | ۵ مه ۲۰۰۹                                         | الاتحاد                                           | گروهی                                             | آزادی                                             | ۱–۱                                               | ۱۵٬۸۵۵                                            | [ ۱۰۰ ]                                           |
| ۲۶                                                | لیگ قهرمانان آسیا ۲۰۱۰                            | ۹ مارس ۲۰۱۰                                       | الجزیره                                           | گروهی                                             | آزادی                                             | ۰–۰                                               | ۳۲٬۰۰۰                                            | [ ۱۱۲ ]                                           |
| ۲۷                                                | لیگ قهرمانان آسیا ۲۰۱۰                            | ۲۳ مارس ۲۰۱۰                                      | الغرافه                                           | گروهی                                             | آزادی                                             | ۳–۰                                               | ۶۰٬۰۰۰                                            | [ ۱۱۴ ]                                           |
| ۲۸                                                | لیگ قهرمانان آسیا ۲۰۱۰                            | ۱۴ آوریل ۲۰۱۰                                     | الاهلی                                            | گروهی                                             | آزادی                                             | ۲–۱                                               | ۶۴٬۸۴۰                                            | [ ۱۱۰ ]                                           |
| ۲۹                                                | لیگ قهرمانان آسیا ۲۰۱۱                            | ۱ مارس ۲۰۱۱                                       | السد                                              | گروهی                                             | آزادی                                             | ۱–۱                                               | ۱۵٬۰۰۰                                            | [ ۱۱۸ ]                                           |
| ۳۰                                                | لیگ قهرمانان آسیا ۲۰۱۱                            | ۶ آوریل ۲۰۱۱                                      | پاختاکور                                          | گروهی                                             | آزادی                                             | ۴–۲                                               | ۱۷٬۶۵۴                                            | [ ۱۲۵ ]                                           |
| ۳۱                                                | لیگ قهرمانان آسیا ۲۰۱۱                            | ۱۱ مه ۲۰۱۱                                        | النصر                                             | گروهی                                             | آزادی                                             | ۲–۱                                               | ۸۵٬۴۲۲                                            | [ ۱۲۱ ]                                           |
| ۳۲                                                | لیگ قهرمانان آسیا ۲۰۱۲                            | ۱۰ فوریه ۲۰۱۲                                     | ذوب‌آهن                                            | مقدماتی                                           | آزادی                                             | ۲–۰                                               | ۳۳٬۷۵۰                                            | [ ۱۲۸ ]                                           |
| ۳۳                                                | لیگ قهرمانان آسیا ۲۰۱۲                            | ۱۸ فوریه ۲۰۱۲                                     | الاتفاق                                           | مقدماتی                                           | آزادی                                             | ۳–۱                                               | ۶۱٬۱۲۰                                            | [ ۱۳۰ ]                                           |
| ۳۴                                                | لیگ قهرمانان آسیا ۲۰۱۲                            | ۳ آوریل ۲۰۱۲                                      | نسف‌قرشی                                           | گروهی                                             | آزادی                                             | ۰–۰                                               | ۴۱٬۵۲۰                                            | [ ۱۳۳ ]                                           |
| ۳۵                                                | لیگ قهرمانان آسیا ۲۰۱۲                            | ۱۸ آوریل ۲۰۱۲                                     | الجزیره                                           | گروهی                                             | آزادی                                             | ۲–۱                                               | ۳۶٬۷۳۵                                            | [ ۱۳۶ ]                                           |
| ۳۶                                                | لیگ قهرمانان آسیا ۲۰۱۲                            | ۲ مه ۲۰۱۲                                         | الریان                                            | گروهی                                             | آزادی                                             | ۳–۰                                               | ۵۳٬۷۷۴                                            | [ ۱۳۲ ]                                           |
| ۳۷                                                | لیگ قهرمانان آسیا ۲۰۱۳                            | ۱۳ مارس ۲۰۱۳                                      | العین                                             | گروهی                                             | آزادی                                             | ۲–۰                                               | ۲۱٬۳۳۰                                            | [ ۱۴۴ ]                                           |
| ۳۸                                                | لیگ قهرمانان آسیا ۲۰۱۳                            | ۹ آوریل ۲۰۱۳                                      | الهلال                                            | گروهی                                             | آزادی                                             | ۰–۱                                               | ۸۰٬۳۰۰                                            | [ ۱۵۰ ]                                           |
| ۳۹                                                | لیگ قهرمانان آسیا ۲۰۱۳                            | ۲۳ آوریل ۲۰۱۳                                     | الریان                                            | گروهی                                             | آزادی                                             | ۳–۰                                               | ۲۸٬۳۳۰                                            | [ ۱۳۲ ]                                           |
| ۴۰                                                | لیگ قهرمانان آسیا ۲۰۱۳                            | ۲۲ مه ۲۰۱۳                                        | الشباب                                            | یک‌هشتم                                            | آزادی                                             | ۰–۰                                               | ۲۵٬۷۰۰                                            | [ ۱۵۴ ]                                           |
| ۴۱                                                | لیگ قهرمانان آسیا ۲۰۱۳                            | ۲۱ اوت ۲۰۱۳                                       | بوریرام یونایتد                                   | یک‌چهارم                                           | آزادی                                             | ۱–۰                                               | ۹۵٬۳۰۰                                            | [ ۱۵۶ ]                                           |
| ۴۲                                                | لیگ قهرمانان آسیا ۲۰۱۳                            | ۲ اکتبر ۲۰۱۳                                      | اف‌سی سئول                                         | نیمه‌نهایی                                         | آزادی                                             | ۲–۲                                               | ۸۸٬۳۳۰                                            | [ ۱۶۲ ]                                           |
| ۴۳                                                | لیگ قهرمانان آسیا ۲۰۱۴                            | ۲۴ فوریه ۲۰۱۴                                     | الشباب                                            | گروهی                                             | آزادی                                             | ۰–۱                                               | ۲۳٬۳۰۰                                            | [ ۱۶۶ ]                                           |
| ۴۴                                                | لیگ قهرمانان آسیا ۲۰۱۴                            | ۱۸ مارس ۲۰۱۴                                      | الجزیره                                           | گروهی                                             | آزادی                                             | ۲–۲                                               | ۶٬۳۵۰                                             | [ ۱۷۱ ]                                           |
| ۴۵                                                | لیگ قهرمانان آسیا ۲۰۱۴                            | ۲۳ آوریل ۲۰۱۴                                     | الریان                                            | گروهی                                             | آزادی                                             | ۳–۱                                               | ۳۳۰                                               | [ ۱۷۰ ]                                           |
| ۴۶                                                | لیگ قهرمانان آسیا ۲۰۱۷                            | ۷ فوریه ۲۰۱۷                                      | السد                                              | مقدماتی                                           | آزادی                                             | ۰–۰                                               | ۷۴٬۵۶۰                                            | [ ۱۷۷ ]                                           |
| ۴۷                                                | لیگ قهرمانان آسیا ۲۰۱۷                            | ۱۳ مارس ۲۰۱۷                                      | لوکوموتیو                                         | گروهی                                             | آزادی                                             | ۲–۰                                               | ۴۲٬۳۶۹                                            | [ ۱۸۲ ]                                           |
| ۴۸                                                | لیگ قهرمانان آسیا ۲۰۱۷                            | ۲۵ آوریل ۲۰۱۷                                     | الاهلی                                            | گروهی                                             | آزادی                                             | ۱–۱                                               | ۷۶٬۴۲۸                                            | [ ۱۷۹ ]                                           |
| ۴۹                                                | لیگ قهرمانان آسیا ۲۰۱۷                            | ۲۲ مه ۲۰۱۷                                        | العین                                             | یک‌هشتم                                            | آزادی                                             | ۱–۰                                               | ۶۷٬۲۰۲                                            | [ ۱۸۵ ]                                           |
| ۵۰                                                | لیگ قهرمانان آسیا ۲۰۱۸                            | ۱۲ مارس ۲۰۱۸                                      | العین                                             | گروهی                                             | آزادی                                             | ۱–۱                                               | ۹۰٬۰۰۰                                            | [ ۱۹۳ ]                                           |
| ۵۱                                                | لیگ قهرمانان آسیا ۲۰۱۸                            | ۲ آوریل ۲۰۱۸                                      | الریان                                            | گروهی                                             | آزادی                                             | ۲–۰                                               | ۳۷٬۲۲۱                                            | [ ۱۸۹ ]                                           |
| ۵۲                                                | لیگ قهرمانان آسیا ۲۰۱۸                            | ۱۵ مه ۲۰۱۸                                        | ذوب‌آهن                                            | یک‌هشتم                                            | آزادی                                             | ۳–۱                                               | ۷۵٬۶۸۰                                            | [ ۱۹۵ ]                                           |
| ۵۳                                                | لیگ قهرمانان آسیا ۲۰۱۸                            | ۲۷ اوت ۲۰۱۸                                       | السد                                              | یک‌چهارم                                           | آزادی                                             | ۳–۱                                               | ۷۸٬۱۱۶                                            | [ ۱۹۶ ]                                           |
| ۵۴                                                | لیگ قهرمانان آسیا ۲۰۱۹                            | ۱۲ مارس ۲۰۱۹                                      | العین                                             | گروهی                                             | آزادی                                             | ۱–۱                                               | ۶۵٬۱۷۸                                            | [ ۲۰۳ ]                                           |
| ۵۵                                                | لیگ قهرمانان آسیا ۲۰۱۹                            | ۶ مه ۲۰۱۹                                         | الدحیل                                            | گروهی                                             | آزادی                                             | ۱–۱                                               | ۳۷٬۴۰۰                                            | [ ۲۰۲ ]                                           |
| مجموع کل: ۲٬۸۳۱٬۲۵۸، میانگین: ۵۱٬۴۷۷              |                                                   |                                                   |                                                   |                                                   |                                                   |                                                   |                                                   |                                                   |

تاریخ به‌روزرسانی: ۲۶ سپتامبر ۲۰۲۰

## رکوردها

### رکوردهای تیمی

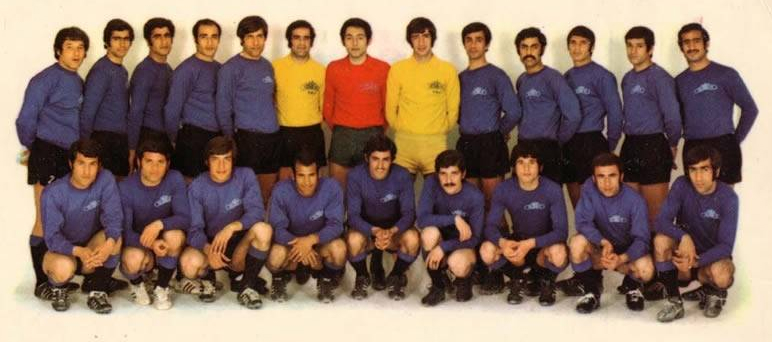
تیم تاج در راه قهرمانی در مسابقات باشگاهی قهرمانی آسیا ۱۹۷۰ تمامی مسابقاتش را با پیروزی پشت سر گذاشت.

- نخستین مسابقه: ۱ آوریل ۱۹۷۰، مرحله گروهی مسابقات باشگاهی قهرمانی آسیا ۱۹۷۰.
- بهترین پیروزی: ۸–۰ مسابقه برگشت مرحله یک شانزدهم نهایی جام برندگان جام آسیا ۲۰۰۰–۱۹۹۹.
- بدترین شکست: ۱–۶ مسابقه برگشت مرحله یک‌هشتم نهایی لیگ قهرمانان آسیا ۲۰۱۷.
- بیشترین پیروزی پیاپی: ۴ مسابقه از ۱ آوریل ۱۹۷۰ تا ۱۰ آوریل ۱۹۷۰.
- بیشترین شکست پیاپی: ۳ مسابقه در ۲ نوبت؛ از ۱۷ مه ۲۰۰۱ تا ۲۱ دسامبر ۲۰۰۱ و از ۱۲ مارس ۲۰۰۳ تا ۱۱ مارس ۲۰۰۹.
- طولانی‌ترین دورهٔ شکست‌ناپذیری: ۱۰ مسابقه از ۲ آوریل ۱۹۷۱ تا ۲۲ نوامبر ۱۹۹۱.
- طولانی‌ترین دورهٔ بدون پیروزی: ۸ مسابقه از ۱۲ مارس ۲۰۰۳ تا ۱۹ مه ۲۰۰۹.
- پر گل‌ترین پیروزی: ۸–۰ مسابقه برگشت مرحله یک شانزدهم نهایی جام برندگان جام آسیا ۲۰۰۰–۱۹۹۹.
- پر گل‌ترین شکست: ۱–۶ مسابقه برگشت مرحله یک‌هشتم نهایی لیگ قهرمانان آسیا ۲۰۱۷.
- بیشترین پیروزی برابر یک تیم: ۸ پیروزی برابر الریان.
- بیشترین مساوی برابر یک تیم: ۵ مساوی برابر ۲ تیم؛ السد و الجزیره.
- بیشترین شکست برابر یک تیم: ۶ شکست برابر الهلال.
- بیشترین گل زده به یک تیم: ۲۶ گل به الریان.
- بیشترین گل خورده از یک تیم: ۱۱ گل از العین.
- پرتماشاگرترین بازی خانگی: در برابر جوبیلو ایواتا در فینال جام باشگاه‌های آسیا ۱۹۹۹ با ۱۲۵٬۰۰۰ تماشاگر.
- کم تماشاگرترین بازی خانگی: در برابر الریان در مرحلهٔ گروهی لیگ قهرمانان آسیا ۲۰۱۴ با ۳۳۰ تماشاگر.

### رکوردهای انفرادی
- بیشترین حضور: خسرو حیدری با حضور در ۵۶ مسابقه.
- بیشترین حضور در لیگ قهرمانان آسیا: خسرو حیدری با حضور در ۵۳ مسابقه.
- بیشترین حضور در جام برندگان جام آسیا: جواد زرینچه با حضور در ۱۸ مسابقه.
- بیشترین گل زده: فرهاد مجیدی با ۲۳ گل زده.[۲۵۵]
- بیشترین گل زده در لیگ قهرمانان آسیا: فرهاد مجیدی با ۱۴ گل زده.
- بیشترین گل زده در جام برندگان جام آسیا: فرهاد مجیدی با ۹ گل زده.
- بیشترین کلین‌شیت در لیگ قهرمانان آسیا:
- سید مهدی رحمتی با ۱۸ کلین‌شیت.
- قهرمانی به عنوان بازیکن و مربی: منصور پورحیدری تنها بازیکن فوتبال ایران است که هم به عنوان بازیکن و هم به عنوان مربی به قهرمانی در آسیا رسیده.[۲۵۶]
- بیشترین حضور مربی: منصور پورحیدری با ۳۲ حضور به عنوان مربی.

منبع: مسابقه‌ها
تاریخ به‌روزرسانی: ۳ مارس ۲۰۲۵